# Abtei Saint-André (Lavaudieu)

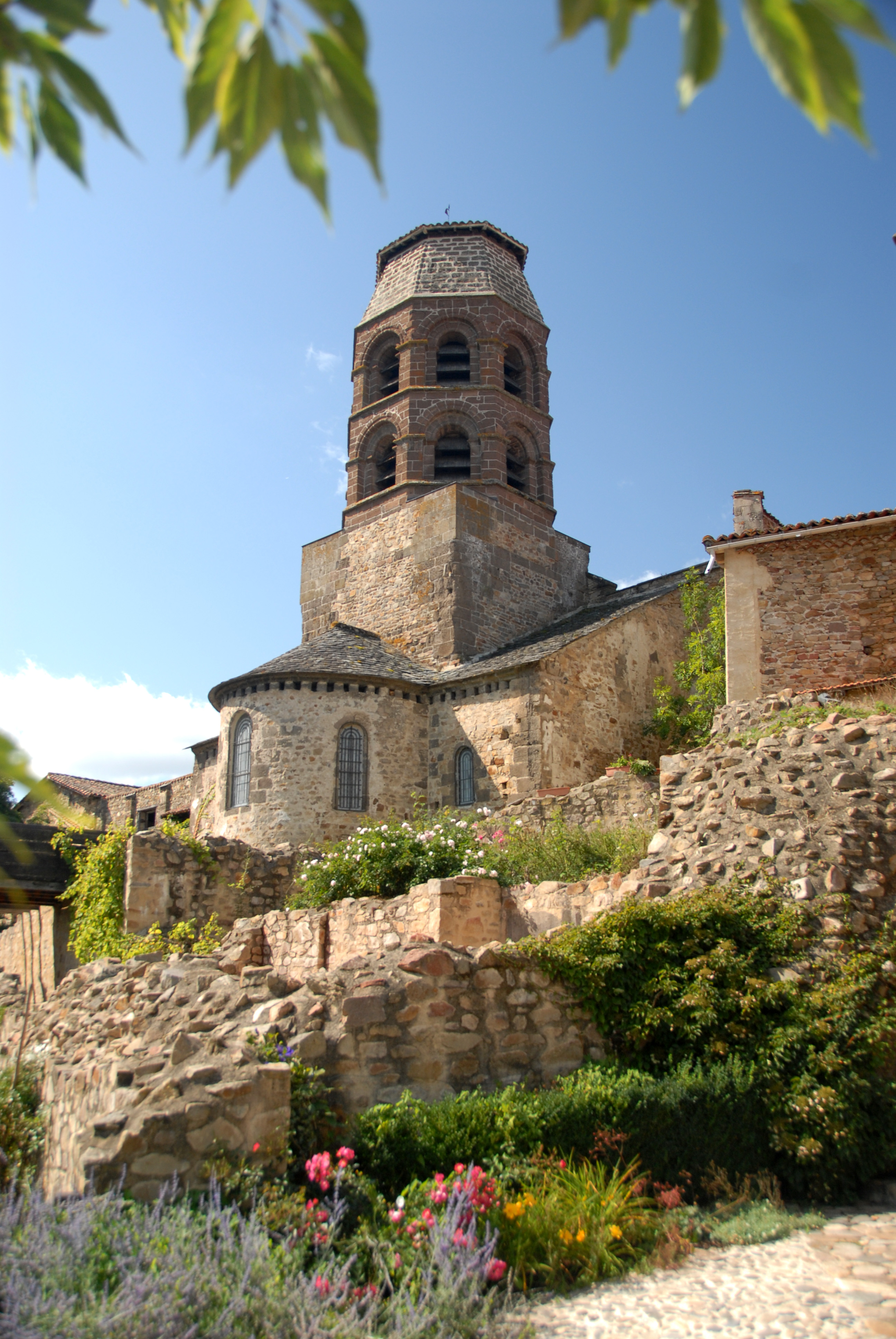
Chorhaupt der Abteikirche von NO, Abteigärten

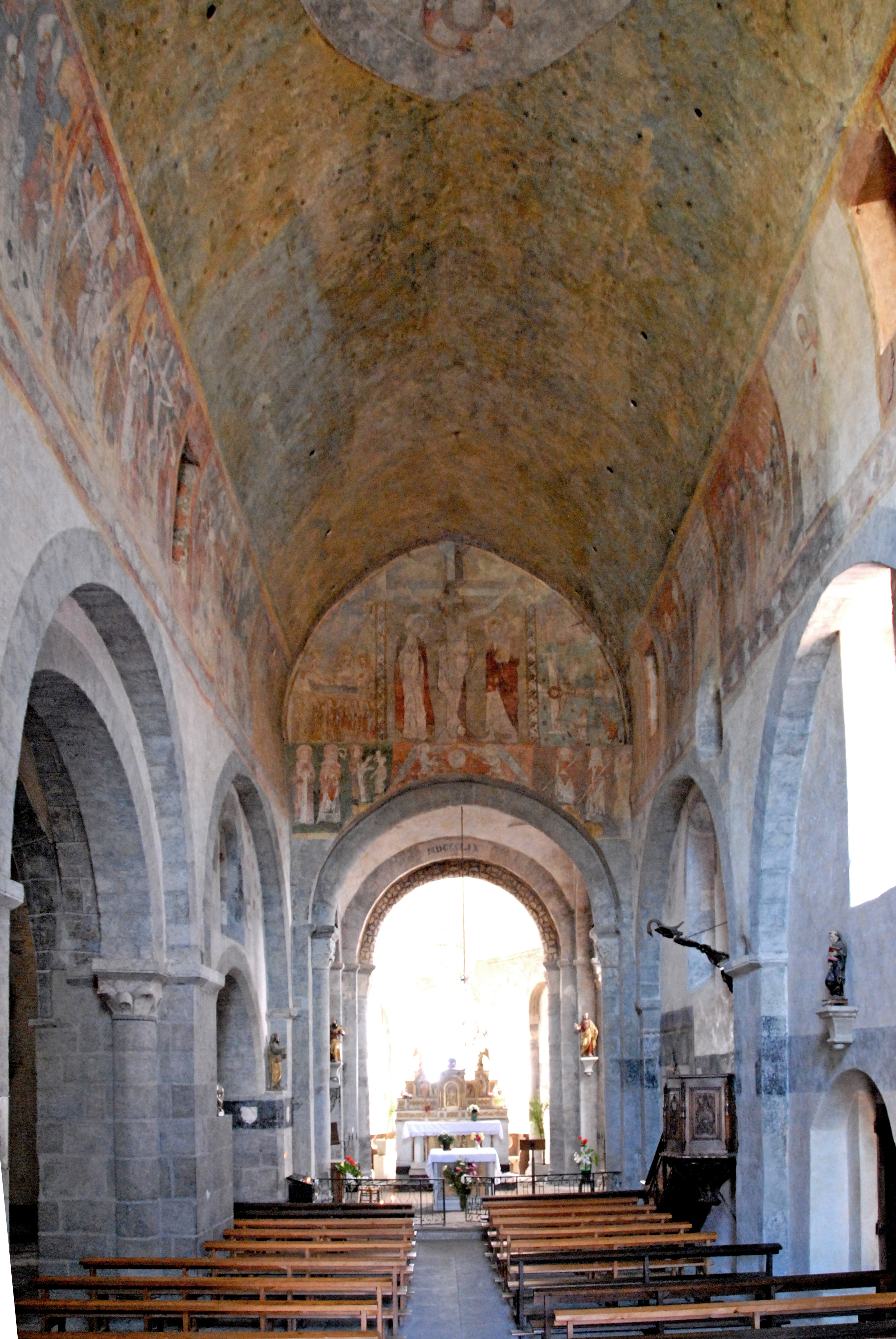
Kirche, Hauptschiff zum Chor

Die Abtei Saint-André ist ein ehemaliges Benediktinerinnenkloster, das im 16. Jahrhundert in ein Kanonissenstift umgewandelt und Ende des 18. Jahrhunderts gewaltsam aufgelöst wurde. Sie im liegt in der Gemeinde Lavaudieu in der französischen Region Auvergne-Rhône-Alpes im Département Haute-Loire.

## Beschreibung
Die Abteigebäude grenzen unmittelbar an die Kante des Steilhangs, der zum Talgrund des Flüsschens Senouire abfällt, einem Nebenfluss des Allier. Das im Kern mittelalterlich anmutende Dörfchen gruppiert sich halbkreisförmig um die Abteigebäude und liegt mit ihnen auf dem Niveau des anschließenden nahezu ebenen Umlandes (siehe dazu Skizze im Ortsartikel).
Das als Nonnenkloster gegründete Priorat Saint-André von Comps, das spätere Lavaudieu, entstand gegen Mitte des 11. Jahrhunderts und stieg erst 1718 zur Abtei auf. Es bestand aus einer äußerlich schlichten Kirche, einem zweigeschossigen Kreuzgang, der auf der Ost- und Südseite von Konventsgebäuden umgeben war, einem zweigeschossigen Ostflügel und einem großen Refektorium im Süden. Diese Gebäude sind noch weitgehend erhalten. Der romanische Kreuzgang ist der einzige, der sich in der Auvergne bewahren konnte. Er weist eine bedeutende archaisch anmutende Kapitellskulptur auf.
Von besonderer kunsthistorischer Bedeutung sind aber die Fresken in der Kirche, überwiegend vom Beginn des 13. Jahrhunderts, und im Refektorium das größte Fresko in der Auvergne, aus etwa derselben Zeit.
Die Nonnen stammten fast alle aus adeligen Familien der Provinz. Die letzten wurden 1791 vertrieben. Danach fiel der Ostflügel des Klosters dem Abbruch zum Opfer. Bis 1940 wurden die übrig gebliebenen Konventsgebäude und der Hof des Kreuzgangs für landwirtschaftliche Zwecke fremd genutzt. Dieser unerfreuliche Umstand hat aber vermutlich ihren Bestand gerettet. Die Arbeiten des Denkmalschutzes reichten bis in die neunziger Jahre des 20. Jahrhunderts.

## Geschichte
Die Ursprünge der Abtei Saint André sind eng verbunden mit der Benediktinerabtei La Chaise-Dieu, circa 23 km nordöstlich von Lavaudieu auf den Hochebenen des Livradois. Nicht lange nach ihrer Erbauung im Jahr 1043, schenkten ihr um das Jahr 1050, Radulf von Lugeac und seine Söhne die Kirche von Comps – das spätere Lavaudieu – und das zugehörige Gelände. In einer Urkunde König Heinrichs I. (1031–1060) aus dem Jahr 1052 wurde Comps zu den Ländereien der neuen Abtei La Chaise-Dieu gezählt. Ob diese Kirche die spätere Prioratskirche wurde oder lediglich ihr Vorgänger war, ist nicht belegt.
Das Charisma ihres Gründers, des heiligen Robert Turlande, bewirkte einen enormen Zulauf in den Gottesdiensten, wie auch in der Klostergemeinschaft. Es war auch ein Nonnenkonvent entstanden, in den Judith, eine Tochter des Grafen der Auvergne, eingetreten war. Ihr Verlobter Simon von Crépy bat gleichfalls um Aufnahme in die Abtei, die ihm gewährt wurde. Um ihn und die anderen Mönche vor Anfechtungen zu schützen, verlegte der heilige Robert das Frauenkloster in „sichere Entfernung“ nach dem soeben überschriebenen Comps. Er gründete dort ein Priorat für Nonnen, die sich dem in Zurückgezogenheit und strenger Ordensdisziplin dem Gebet zum Herrn widmen sollten.
Die Erbauung des Kreuzgangs und der Konventsgebäude, wie Kapitelsaal, Dormitorium, Refektorium, Wärmeraum, Küche, Vorratsräume und andere, muss zwischen 1052 und 1058 stattgefunden haben. Ob die zugehörige Kirche diejenige war, die zur Stiftung des Radulf von Lugeac gehörte, oder ob sie zusammen mit den Konventsgebäuden oder sogar noch etwas später neu errichtet wurde, ist nicht belegt. Sie besaß nur ein Schiff aus drei Jochen, wahrscheinlich mit einer Tonnenwölbung, ein Querschiff aus einer Vierung und zwei Querhausarmen, deren Wölbungen eine Trompenkuppel und zwei Tonnen waren, und einen halbkreisförmigen Chor mit Halbkuppelkalotte. Die Arbeiten wurden von „casadéennes“, den Mönchen der Abtei la Chaise-Dieu ausgeführt, oder standen zumindest unter ihrer Aufsicht.
Man geht davon aus, dass die Nonnen schon 1058 in das Priorat einziehen konnten. Die Nonne Judith legte jedenfalls 1077 ihr Ordensgelübde in Saint-André ab. Ihr Verlobter trat in das Kloster Saint-Oyend im Jura ein.
Seit dem Einzug der Nonnen stand das Priorat unter besonderem Schutz des Grafen der Auvergne, dessen Tochter Judith zur Ordensgemeinschaft gehörte. Durch zahlreiche Stiftungen sorgte er für die stattliche Entwicklung dieser Gemeinschaft von Ordensfrauen.
Schon seit 1077 stand Saint-André von Comps mit einer Kette anderer Priorate in enger Verbindung, so wie die von Censac, Chassignoles, Paulhaguet und Entremont, zu denen später noch die von Bonneval, Saint-Didier-sur-Doulon und Toul Planèze hinzukamen. Nicht zuletzt die Anbindung der weiter entfernten Kirche Sainte-Marie de la Rocca in der Lombardei zeugte vom Erfolg von Saint-André.
Etwa hundert Jahre nach seiner Gründung im Jahr 1176 stellt Papst Alexander III. in einer Bulle das Kloster unter seinen Schutz. Außerdem sind darin die Privilegien des Klosters festgehalten und die ihm zugeteilten Spenden bestätigt worden.
Das Priorat scheint von den großen Pilgerbewegungen nach Santiago de Compostela im 11. und 12. Jahrhundert nicht nennenswert berührt worden zu sein, obgleich einer der vier Hauptwege – die Via Podensis – in Le Puy en Velay begann und ein Nebenweg über das nahe Brioude führte.
Die angespitzte Tonne des Mittelschiffs stammt wahrscheinlich erst vom Beginn des 14. Jahrhunderts, zu dem auch die Vergrößerung des Fassadenfensters mit angespitztem Bogen datiert wird. Der Zeitpunkt des Seitenschiffanbaus ist wegen seiner rohen nicht einheitlichen Architektur schwer zu bestimmen. Das noch rundbogige Kreuzgratgewölbe im Joch 1 und die Fenster mit Rundbögen deuten noch auf die späte Romanik, hingegen die spitzbogigen Kreuzrippengewölbe in den Jochen 2 und 3 auf die frühe Gotik. Die Reste der ältesten Fresken im 3. Joch des Seitenschiffs werden auf das 11. Jahrhundert datiert. Das wiederum lässt annehmen, dass das Seitenschiff noch im selben Jahrhundert erbaut worden ist, vielleicht mit Kreuzgratgewölben in allen Jochen.
Der ursprüngliche Ortsname Comps wurde bis 1487 geführt. Danach kam Lavaudieu in Gebrauch, hergeleitet von Das Tal Gottes. Dementsprechend hieß das Kloster: Priorat Saint-André Lavaudieu.

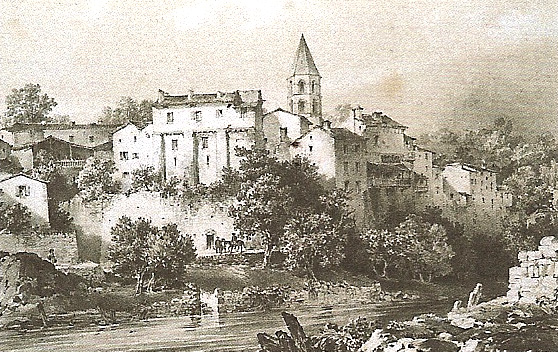
Ortsansicht von S, von Abteikirche gekrönt, vor 1798, Druckgrafik

Das Benediktinerinnen-Priorat Saint-André von Comps (später Lavaudieu) blieb zunächst in großer Ergebenheit in Abhängigkeit von La Chaise-Dieu. Nach dem Konkordat von Bologna im Jahr 1516 wurde die Commende eingeführt, nach der die Äbte vom König bestellt und nicht mehr von der Klostergemeinschaft gewählt wurden. Außerdem wurden die strengen Ordensregeln gelockert.

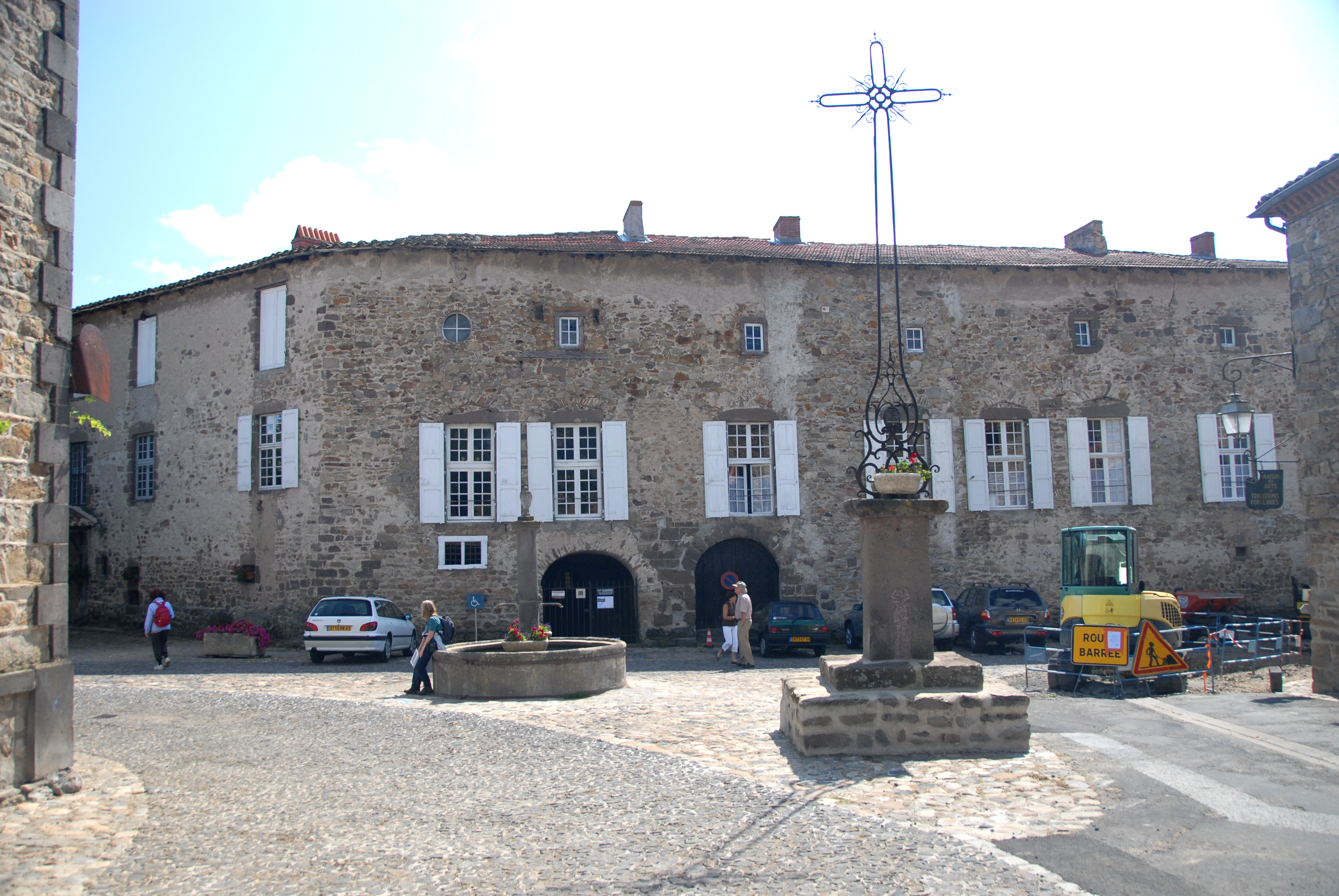
Dorfplatz, Anschlussgebäude an die Abtei

In der Folge wurden die Benediktinerinnen von flexibleren Kanonissen ersetzt, die jede für sich in eigenen Wohnungen oder Häusern wohnten und Personal hatten. Kanonissen waren in der Regel adelige Chorfrauen eines Frauenstifts unter einer Äbtissin, ohne an eine monastische Gemeinschaft gebunden zu sein. Eigentum war ihnen nicht untersagt. Sie mussten aber an den gemeinsamen religiösen Übungen teilnehmen. Die Kanonissen hatten vermutlich ihre Wohnungen in der unmittelbaren Umgebung der Abtei. Das an die Westgalerie des Kreuzgangs anschließende lang gestreckte Gebäude, das den Dorfplatz auf seiner Südwestseite abriegelt, enthielt vielleicht solche Wohnungen. Man kommt zu diesem Schluss, wenn man an den Durchlässen und Fenstern dieser Hauswand feststellt, dass sie sich in beiden Geschossen in die Westgalerie des Kreuzgangs öffnen. Exakt in Mitte des Kreuzgangs endet ein breiter abgewinkelter Flur, der den Kreuzgang mit dem Gebäude und dem Dorfplatz verbindet (siehe auch Abschnitt „Kreuzgang und seine Skulptur“, letzter Absatz).
Im 17. Jahrhundert war der Chor mit halbkreisförmiger Apsis offensichtlich baufällig oder sogar eingestürzt. Jedenfalls wird in diese Zeit der Wiederaufbau des Chors datiert, unter Wiederverwendung der Baumaterialien des alten Chors.

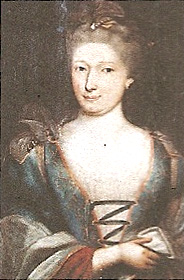
Letzte Äbtissin von Lavaudieu, Marie-Charlotte von Guérin Lugeac, vor 1791, Gemälde

Zur gleichen Zeit lebten in Saint-André 25 Nonnen. Die Oberin erhielt 1718 den Titel einer Äbtissin. Dementsprechend wurde gleichzeitig das bisherige Priorat zur Abtei Saint-André Lavaudieu erhoben. Ende des 18. Jahrhunderts, vor Beginn der Revolution (1789), gab es nur noch 13 Nonnen, alle kamen aus Adelshäusern der Provinz. Die letzte Äbtissin der Abtei war Marie-Charlotte von Guérin Lugeac, die mit den letzten Mitschwestern 1791 vertrieben wurde.

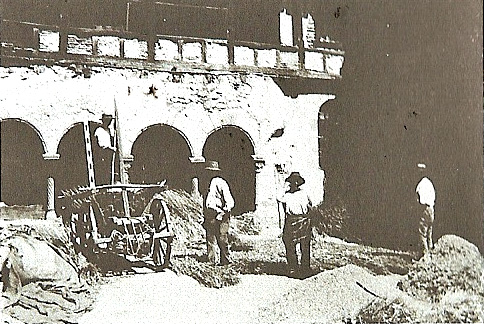
Klosterhof vor 1900; Landhandel, Foto vor 1900

Nach der Revolution hat man die Abteigebäude abschnittweise an Interessenten verkauft, die mit diesem Eigentum nachlässig umgegangen sind. Die Gebäude wurden teilweise landwirtschaftlich genutzt, insbesondere der Kreuzgang. In dieser Zeit ist der größte Teil des zweigeschossigen Ostflügels der Konventsgebäude abgebrochen worden. Ein Foto um die Jahrhundertwende zeigt eine Ecke des Kreuzganghofs mit landwirtschaftlichem Transportgerät, aufgetürmtem Saatgut und anderen Materialien, sowie vier Personen, die offensichtlich Handel mit diesen Schüttgütern betreiben. Die Fremdnutzung der Konventsgebäude dauerte bis zum Jahr 1940 an.
Vom ehemaligen Kapitelsaal blieb lediglich die Wand zur Kreuzganggalerie mit ihren drei Öffnungen bestehen. Noch im 19. Jahrhundert hat man dort einen neuen Raum gebaut, der um eine der Öffnungen kleiner ist als der ehemalige Kapitelsaal. Erhalten blieben der gesamte zweigeschossige Kreuzgang und das ehemalige Refektorium.
Als sich zum ersten Mal der Denkmalschutz für das Kloster interessierte, fand er es ausgeplündert. Die Bauten wurden jedenfalls sorgfältig restauriert und erhielten wieder ihren ländlichen Charme. 1966/67 entdeckte man in Höhe der Gewölbeansätze, auf dem Bogenfeld über dem Triumphbogen der Vierung und auf der Westwand einen besonders interessanten Freskenzyklus aus dem 14. Jahrhundert, der sorgfältig restauriert wurde.

## Gebäude

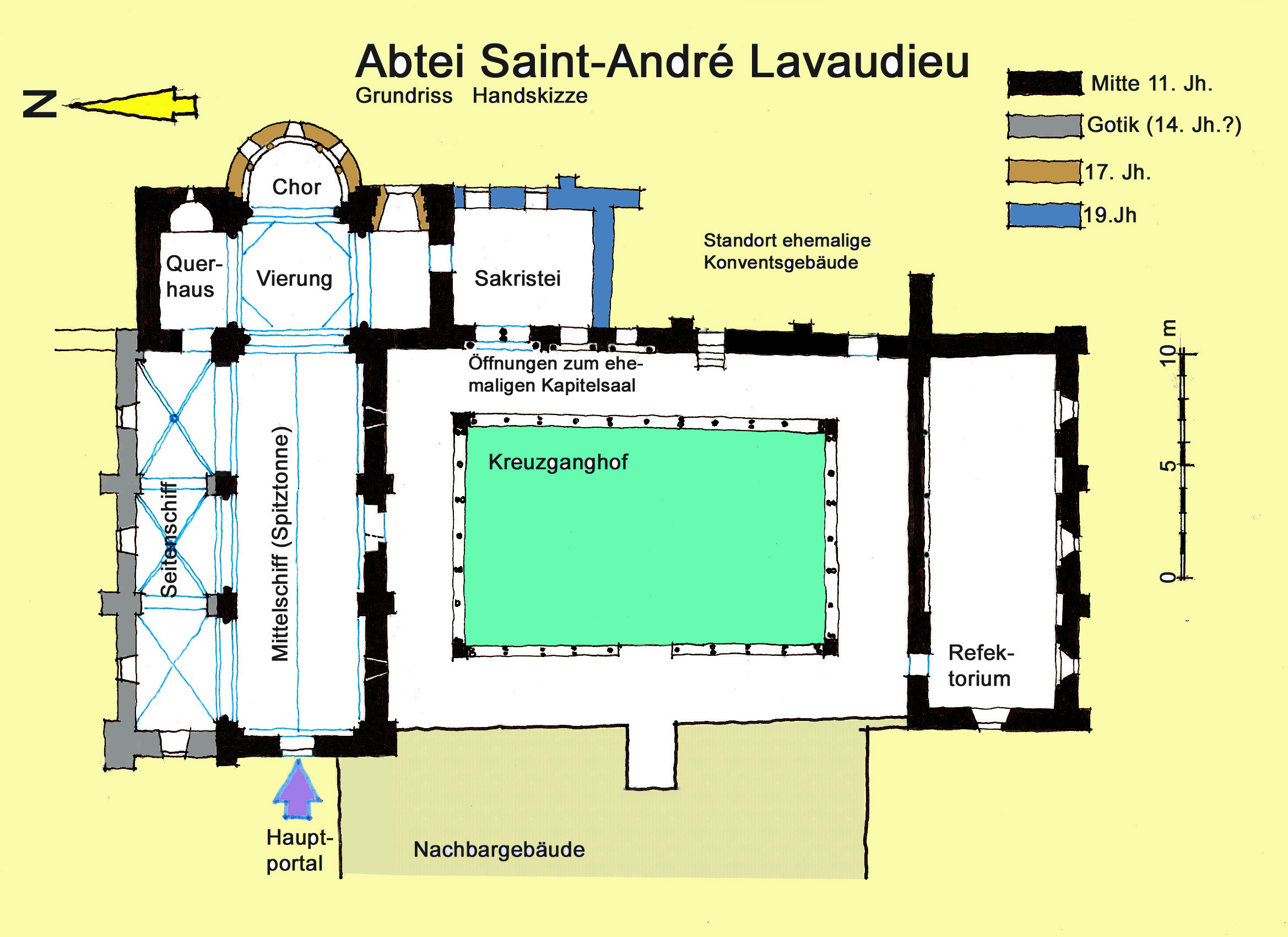
Abtei St.-André Lavaudieu, Grundriss, Handskizze

### Abmessungen
Maße circa (aus Grundriss entnommen)
Kirche
- Innenlänge: 26,70 m
- Außenlänge: 28,40 m
- Mittelschiffbreite im Westen: 5,60 m
- Mittelschiffbreite im Osten: 5,30 m

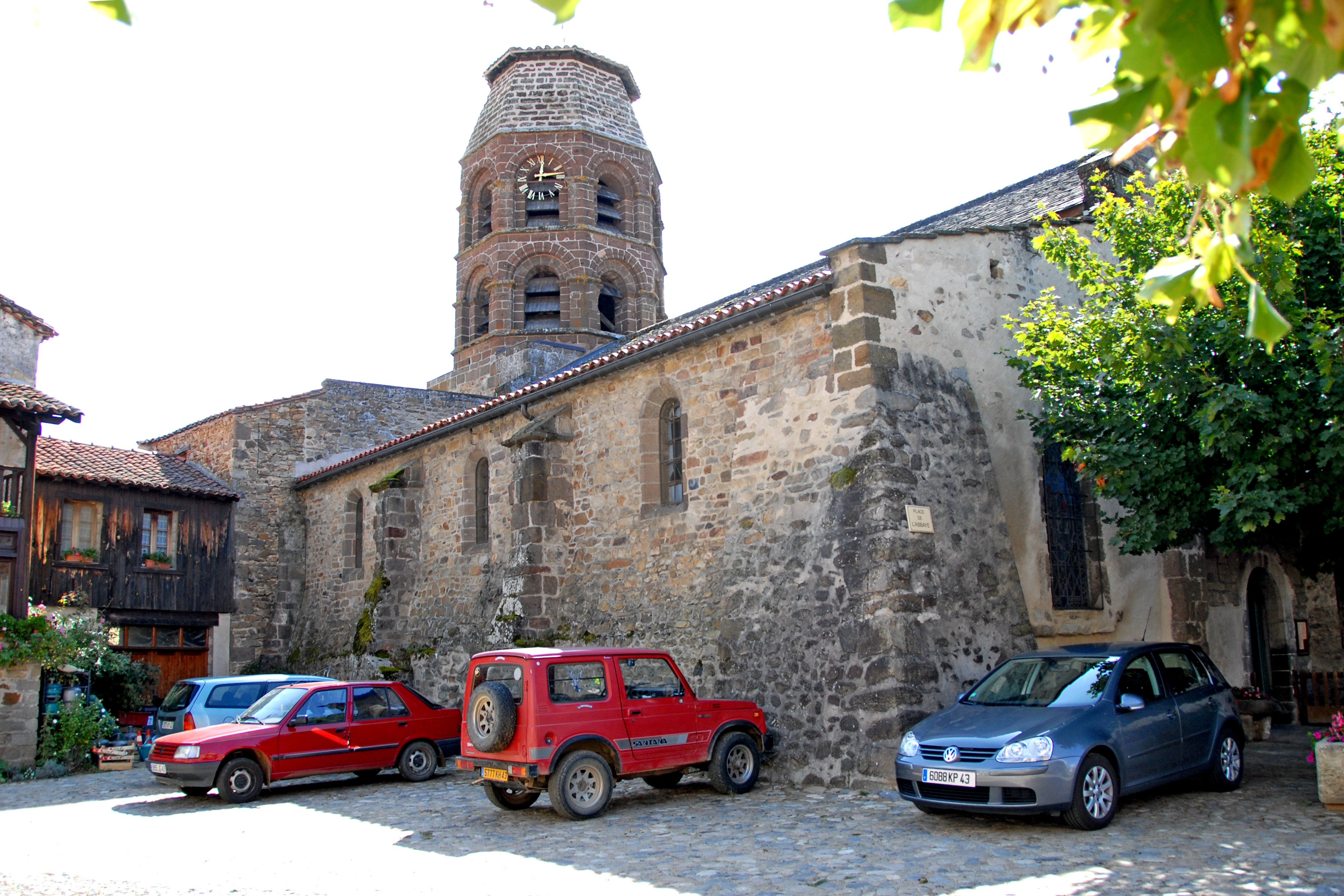
Kirche, Langhaus von NW

- Mittelschifflänge innen: 17,00 m
- Querschifflänge innen: 12,20 m
- Querschifflänge außen: 14,30 m
- Seitenschiffbreite innen: 3,60 m

Kreuzgang
- Innenlänge Ostgalerie: 15,90 m
- Innenlänge Westgalerie: 15,78 m
- Innenlänge Nordgalerie: 9,80 m
- Innenlänge Südgalerie: 9,18 m
- Breite (im Mittel): 3,10 m

Refektorium
- Innenbreite: 5,50 m
- Innenlänge: 15,90 m

### Abteikirche
Die Benediktinermönche von La Chaise-Dieu gelten bisweilen in der romanischen Kunst in der Auvergne als große Gönner und Wegbereiter. So waren zum Beispiel Orcival und Saint Nectaire Priorate dieses Klosters, deren prachtvolle Kirchen noch erhalten sind. Die bescheidene Abteikirche Saint-André von Lavaudieu erscheint hingegen von ihnen eher stiefmütterlich behandelt worden zu sein. Dieser Umstand könnte allerdings darauf hinweisen, dass diese Kirche schon bei der Stiftung von Radulf von Lugeac Mitte des 11. Jahrhunderts bestanden hat und nur um die Konventsgebäude erweitert werden musste.

#### Äußere Erscheinung der Kirche

##### Langhaus und Fassade

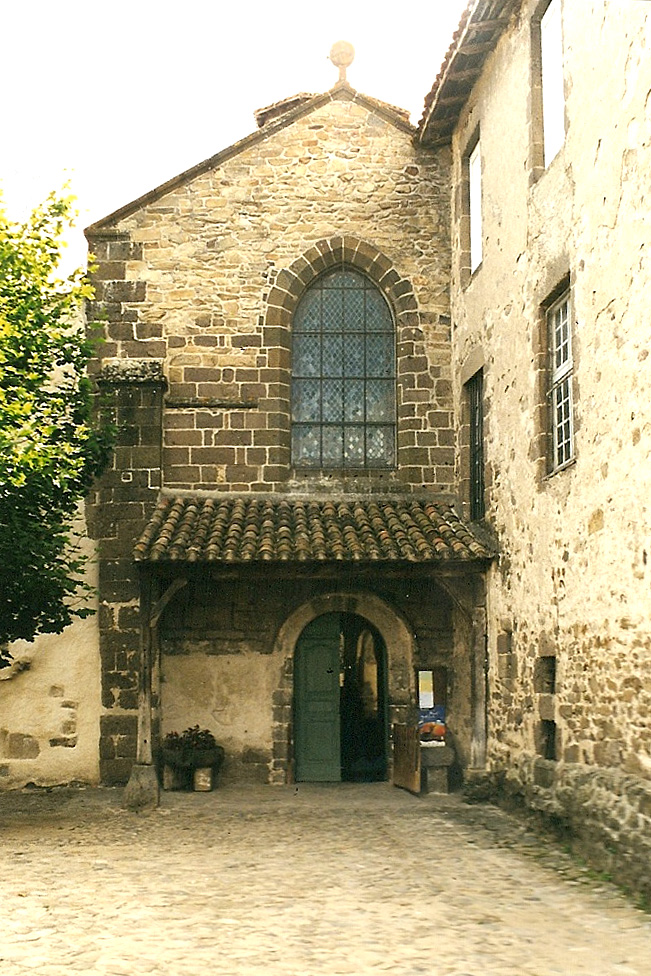
Kirche, Fassade Hauptschiff

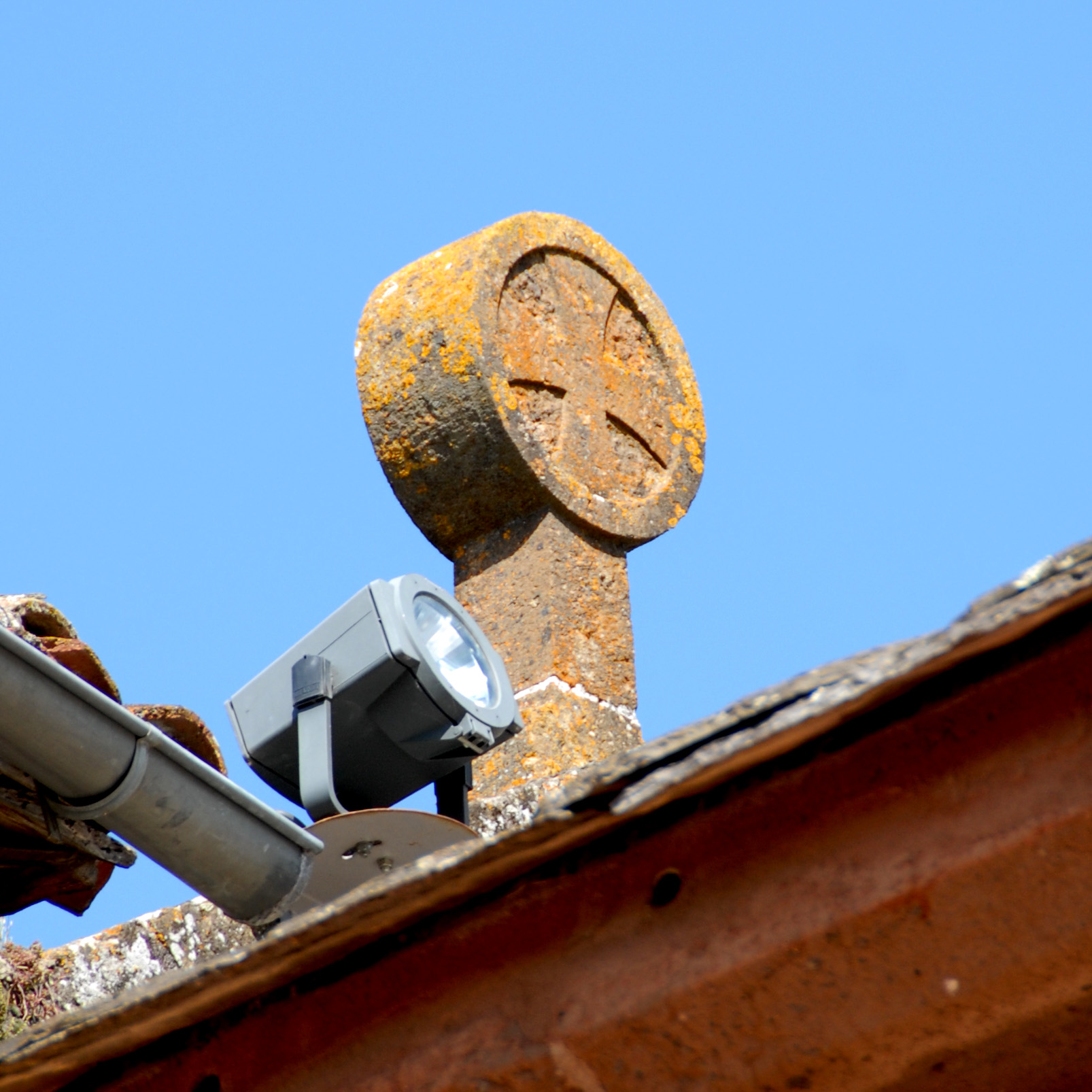
Kirche, Tatzenkreuz auf dem Westgiebelfirst

Das Hauptschiff ist von einem Satteldach mit einer Neigung von 30 Grad überdeckt, mit einer Eindeckung aus grauen Schieferplatten. Das nördliche Seitenschiff schließt mit seinem Pultdachfirst etwas niedriger an, mit einer geringeren Neigung und mit einer Eindeckung aus roten Hohlziegeln im römischen Format, auch Mönch-Nonnen-Ziegel genannt. An der Traufe leitet eine vorgehängte Regenrinne das Regenwasser ab.
Die Nordwand des Langhauses wird von vier kräftigen Strebepfeilern, die bis knapp unter die Traufe reichen, in drei Joche unterteilt. Die Strebepfeiler sind oberseitig steil abgeschrägt und im unteren Bereich nach außen zunehmend verstärkt. Der Strebepfeiler auf der nordwestlichen Gebäudeecke ist besonders breit und zieht sich weit um die Ecke herum. Seine Ausladung nimmt von unten nach oben stetig ab und endet unter der Traufe bei Null. Zwischen den Strebepfeilern sind schlanke rundbogige Fenster ausgespart, die mit ihrem Scheitel knapp einen Meter unter die Traufe reichen. Das Mauerwerk der Außenwand des Seitenschiffs besteht aus vielfarbigen Bruch- und Feldsteinen der Region, in unterschiedlichen Formaten und unregelmäßigem Mauerverband. Die stark abgeschrägten Fenstergewände sind aus bräunlichen Werksteinen gemauert. Ebenso die Strebepfeiler, allerdings in größeren Formaten.
Die Traufe auf der Südseite des Hauptschiffs wird aus einer ausladenden Gesimsplatte mit gefaster Sichtkante gebildet, auf der die Sparrenköpfe aufliegen, und die von Konsolsteinen getragen wird, die unterschiedlich schlicht skulptiert sind.
Die Giebelwand der Fassade reicht etwas höher, als die Satteldachflächen und wird von dunklen Steinplatten abgedeckt. Dominierend sind hier das rundbogige Portal und das große Fenster im zweiten Geschoss mit angespitztem Bogen. Zwischen beiden erstreckt sich ein Vordach aus einer Holzkonstruktion mit einer Eindeckung aus Hohlziegeln im römischen Format. Die Giebelwand ist im unteren Bereich aus großformatigen dunklen Werksteinen gemauert. Im oberen Bereich findet man kleinformatiges Mauerwerk aus Bruchsteinen in wildem Verband. In Verlängerung der Scheidewand zwischen den Schiffen verstärkt ein Strebepfeiler die Fassadenwand. Das Mauerwerk des angebauten Seitenschiffs ist hier verputzt. Die Fassade wird etwa zu einem Viertel vom anschließenden Nachbargebäude abgedeckt. Auf dem Giebelfirst steht ein steinernes Tatzenkreuz, das von einem Kreisring eingefasst wird.

##### Querhaus und Vierungsturm
Der nördliche Querhausarm ist mit einem Pultdach überdeckt mit circa 30 Grad Neigung und einer grauen Schiefereindeckung. Der Pultdachfirst verläuft über der westlichen Querhausarmwand, die dort bis knapp über die Traufen des Hauptschiffs hoch geführt ist. Bei dem südlichen Querhausarm handelt es sich um ein nichtsymmetrisches Satteldach, dessen östliche Dachfläche wie beim gegenüber liegenden Pultdach aufsteigt und dann ein Stück vor dem gedachten Pultdachfirst mit 30 Grad Neigung schräg nach unten abknickt.
Die Traufen liegen über den östlichen Querhauswänden in gleicher Höhe wie die des Chors. In diesen Wänden befindet sich ein kleines und auf der anderen Seite ein später vergrößertes rundbogiges Fenster. Die Traufausbildung besteht aus kräftigen Gesimsplatten, die sichtseitig stark abgeschrägt und gekehlt sind. Statt der hier gewohnten Kragsteine in den üblichen Abständen sind nur quadratische Löcher in das Mauerwerk eingelassen. Es sieht so aus, als ob dort die Kragsteine fehlen. Die Wände sind etwa aus dem gleichen Steinmaterial gemauert, wie die Außenwand des Seitenschiffs.

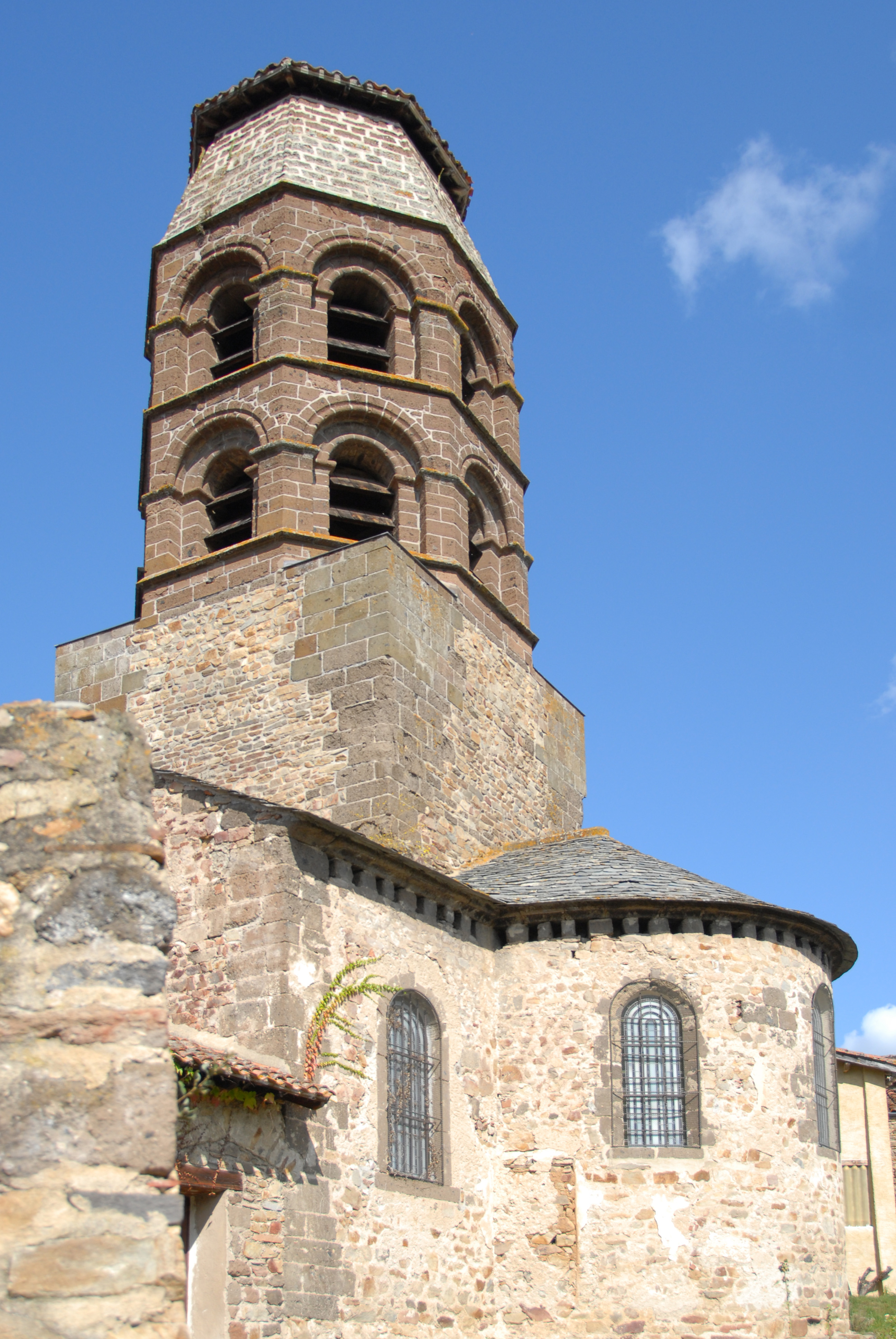
Kirche, Chorhaupt u. Vierungsturm von SO

Aus den umgebenden Dachflächen ragt der quadratische allseits geschlossenen Sockel des Vierungsturms heraus. Er besteht an den Ecken aus großformatigen Werksteinen in bräunlicher Färbung. Die Wandbereiche dazwischen sind mit vielfarbenen Bruch- und Feldsteinen unterschiedlicher Formate in unregelmäßigem Verband ausgemauert worden. Der Sockel reicht bis knapp unter die Firsthöhe des Hauptschiffs.
Er trägt einen zweigeschossigen achteckigen Vierungsglockenturn, von dem vier Seiten oberflächenbündig auf den Außenseiten des Sockels stehen. Zwischen den anderen Seiten dieses Oktogons und den Ecken des Sockels sind oberseitig vier dreieckige Flächen entstanden, die mit dünnen, flach geneigten Schieferplatten abgedeckt sind.
Der romanische Glockenturm beginnt mit einem flachen geschlossenen achteckigen Sockel in gleichem Umriss wie die Geschosse darüber. Er wird mit einem schmalen Kraggesims abgeschlossen. Die beiden folgenden Geschosse sind untereinander identisch. Auf jeder Achteckseite ist eine rundbogige Klangöffnung ausgespart. Sie wird von einer zweistufigen Arkade umgeben, deren innerer und äußerer Bogen auf profilierten Kämpferplatten steht. Der äußere Bogen ist aus doppelten Rundstäben zusammengesetzt. Beide Geschosse werden von flachen Kraggesimsen oberseitig abgeschlossen. Der Turm besteht aus rötlichem Gestein von La Chaumete.
Darüber befindet sich noch der untere Rest eines gotischen, ehemals steil zugespitzten, steinernen Turmhelms, der in der Revolution zerstört und später ersatzweise von einem flach geneigten achteckigen Pyramidendach mit Hohlziegeleindeckung abgedeckt wurde. Ursprünglich besaß der Turm einen Helm aus einer achteckigen Pyramide in mittleren bis schwachen Neigungen.

##### Chor
Der Chor steht auf einem Grundriss aus einem ganz kurzen Rechteck und einem Halbkreis. Darüber ragen die geraden Wände des kurzen Chorjochs und die halbrunden der Apsis auf und werden von einem kurzen Satteldach, das in ein halbes Kegeldach nahtlos übergeht, beide in etwa 30 Grad Dachneigung und mit Schieferplatten eingedeckt. Die Traufausbildung entspricht genau derjenigen der Querhausarme. Auf dem kurzen Dachfirst ist ein steinerner Grat aufgesetzt worden. In der Chorapsis hat man drei schlanke rundbogige Fenster ausgespart. Das Mauerwerk entspricht demjenigen der Querhausarme.

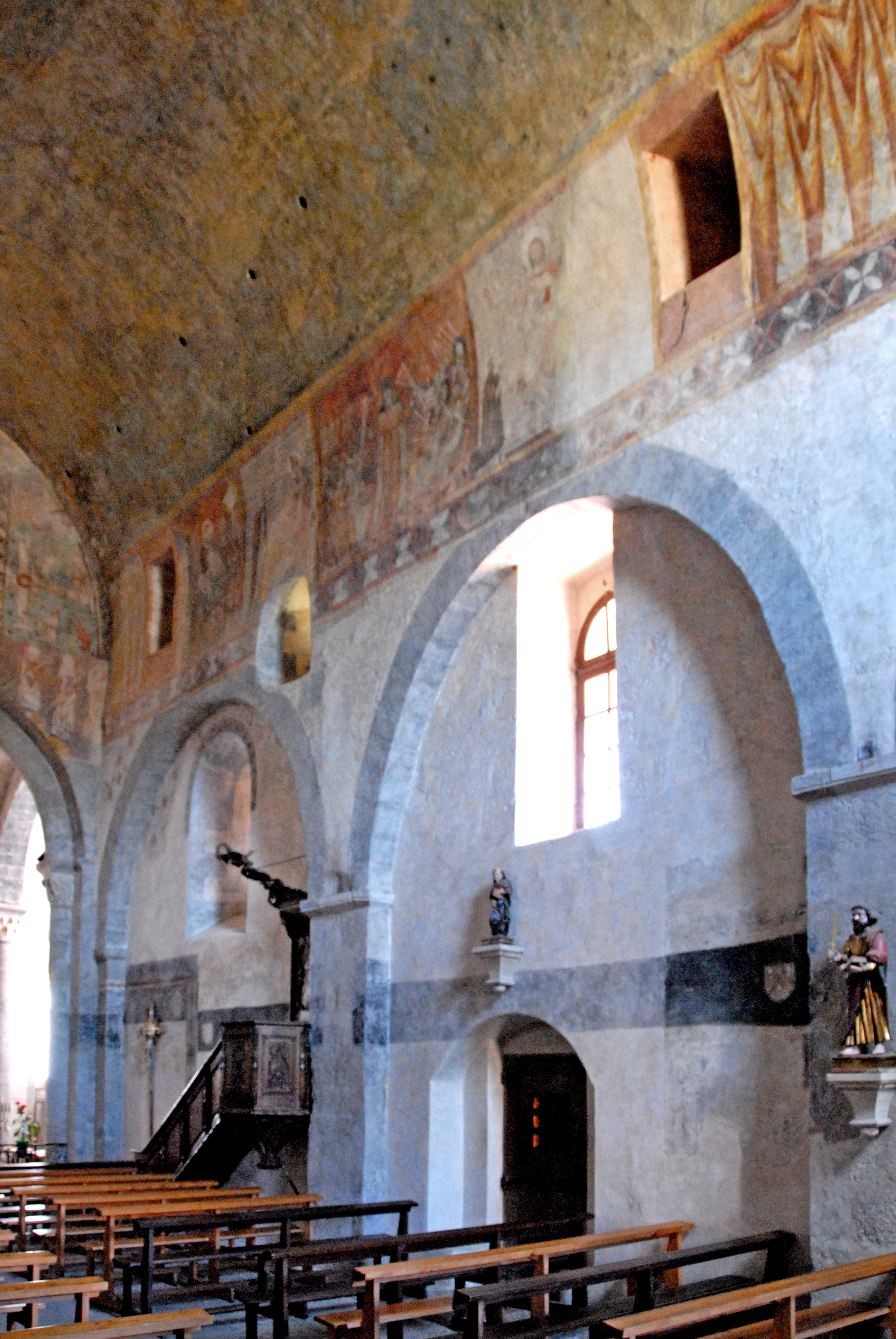
Kirche, Hauptschiff, Südwand Joche 3 u. 2

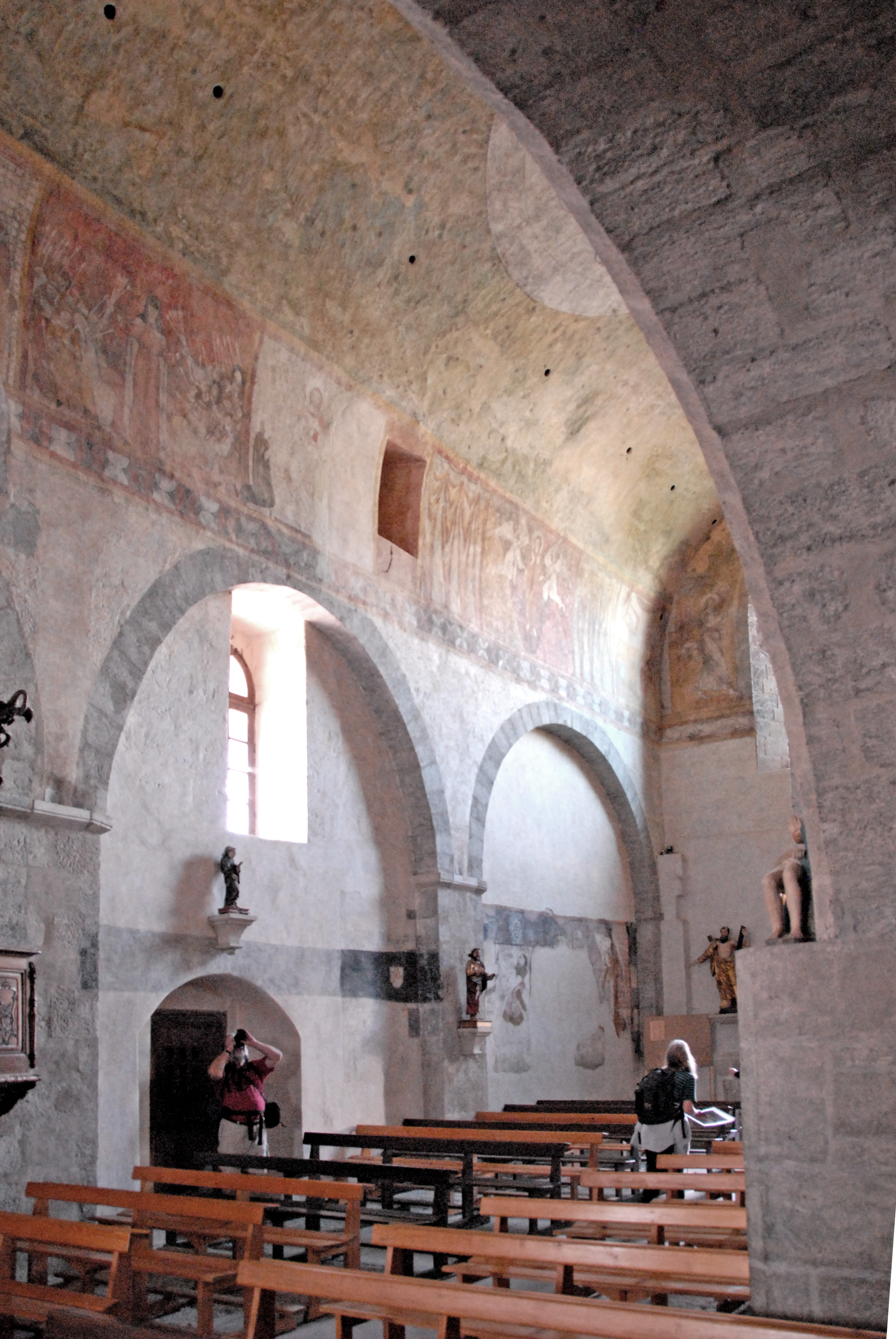
Kirche, Hauptschiffsüdwand, Joch 2 u. 1

#### Inneres

##### Langhaus

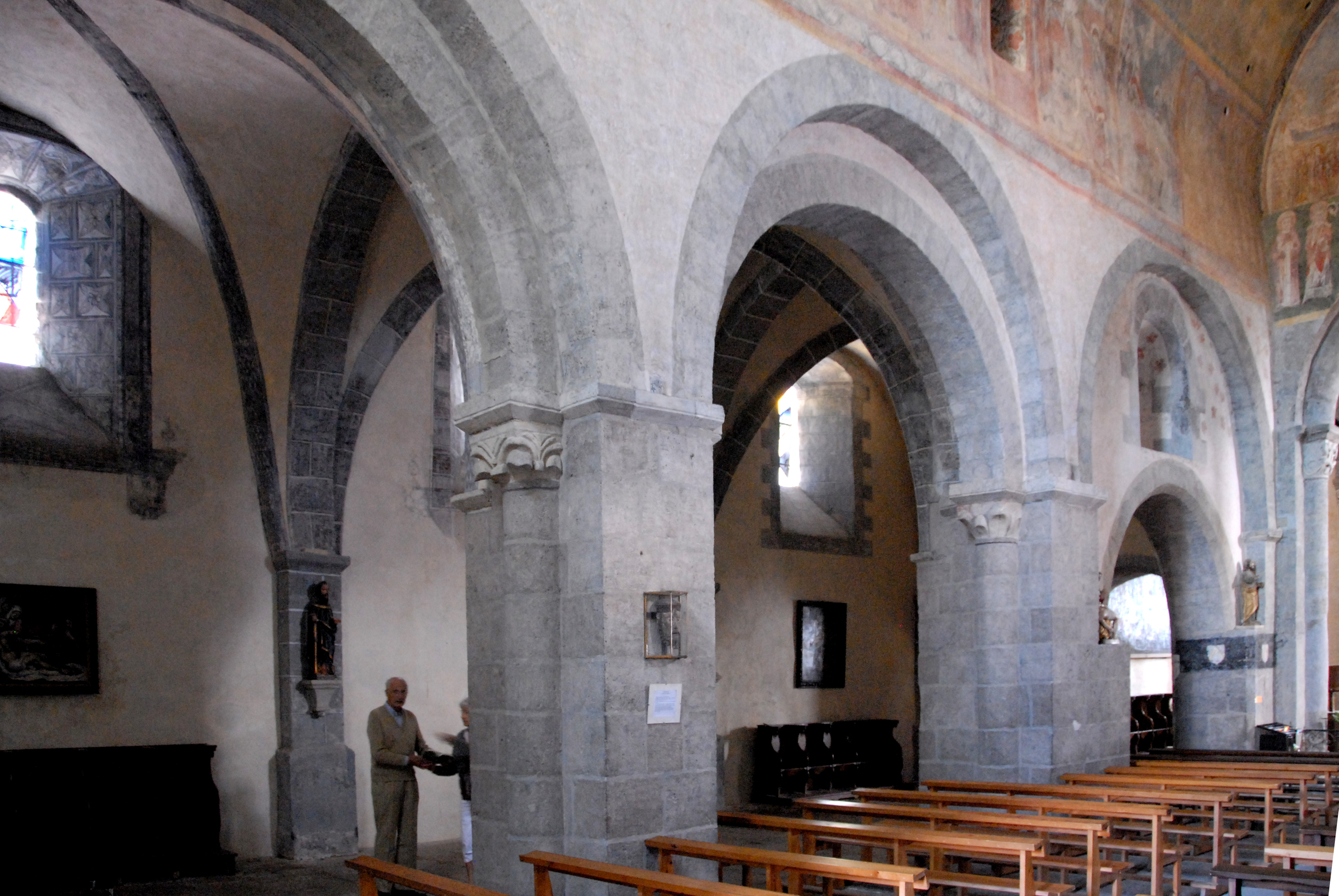
Kirche, Nordwand Hauptschiff u. Seitenschiff

Das heutige dreijochige Langhaus besteht aus dem romanischen Mittel- oder Hauptschiff mit einer durchgehenden, leicht angespitzten Tonne ohne unterstützende Gurtbögen, und einem spätromanischen bis frühgotischen nördlichen Seitenschiff.
Die südliche Wand des Hauptschiffs trennt das Langhaus vom Kreuzgang und wird von drei großen Blendarkaden mit fast runden Entlastungsbögen gegliedert, deren im Querschnitt quadratische Bogensteine auf rechtwinkligen Wandpfeilern ruhen. Bögen und Pfeiler werden von ausladenden schlicht profilierten Kämpferplatten untereinander geteilt. In der Arkadennische des 3. Jochs ist ein rundbogiges Fenster ausgespart, dessen Scheitel knapp unter dem Arkadenscheitel liegt und dessen Fensterbankabschrägung knapp über den Kämpfern endet. Die schlichten sehr tiefen Gewände verjüngen sich stark, so dass die Fensteröffnung wesentlich kleiner ist, als die innere Leibungskante umschreibt. Das Fenster im 2. Joch ist auf der Außenseite deutlich größer und lässt mehr Licht hinein. Die Fenster öffnen sich auf das Obergeschoss der nördlichen Kreuzganggalerie. Ein drittes winziges rundbogiges Fensterchen befindet sich knapp über dem Arkadenbogen im dritten Joch, etwas aus der Mitte nach Westen versetzt, und schneidet die Bogensteine soeben an. Seine Lage lässt sich nicht erklären. In der mittleren Arkade ist etwas aus der Mitte versetzt eine einflügelige rechteckige Türöffnung angeordnet. Ihre Leibungen sind stark abgestuft. Die innere Öffnung ist wesentlich größer als die äußere und wird von einem Stichbogen überdeckt.

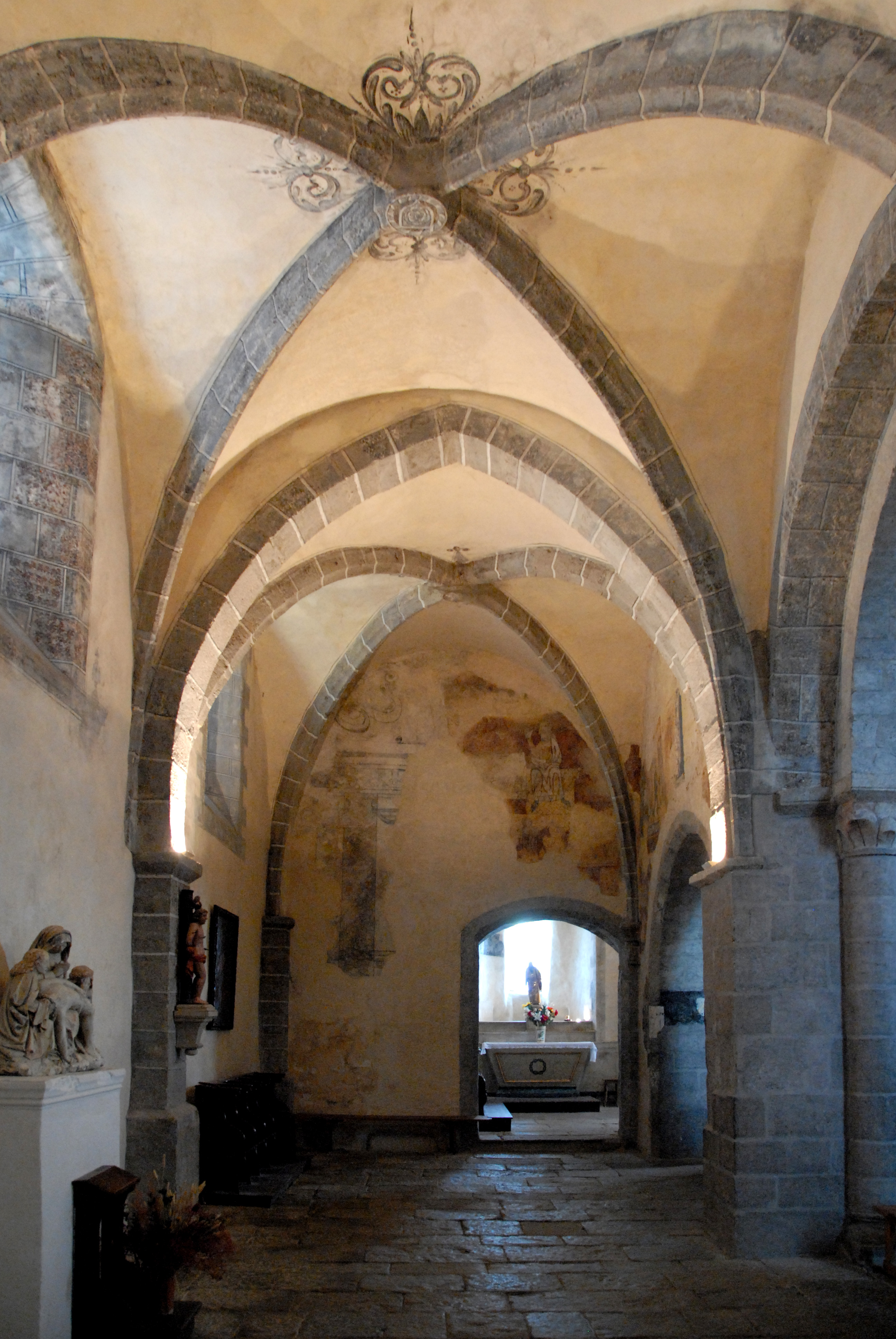
Kirche, Seitenschiff nach Osten

Bevor das Seitenschiff angebaut wurde, sah die nördliche Wand der südlichen sehr ähnlich. Die drei großen Blendarkadenbögen sind davon noch übrig geblieben. Aus den Wandpfeilern sind kräftige Bündelpfeiler geworden. Im ersten und zweiten Joch wurden die Wände innerhalb der Arkaden abgetragen und durch halbkreisförmige Gurtbögen mit rechtwinkligem Querschnitt ersetzt. Die Gurtbögen stehen auf halbrunden Diensten mit schlichten Blattkapitellen und Kämpfern in derselben Höhe wie die Kämpfer der großen Arkadenbögen. Ihre Scheitel liegen aber etwas tiefer als die der großen Arkaden. Auf der anderen Seite der Wand sind wieder Arkadenbögen angeordnet wie auf der Seite des Hauptschiffs. Im dritten Joch ist der rundbogige Durchlass in der Scheidewand fast halb so hoch wie die vorherigen. Der halbkreisförmige Bogen ist so breit wie die Wand und besitzt keinen zusätzlichen Gurtbogen. Er geht nahtlos aus der Leibung der Öffnung hervor. Im Wandfeld oberhalb des Bogens ist noch das kleine rundbogige Fenster der ehemaligen Außenwand erhalten.
Oberhalb der Bogenscheitel der Blendarkaden reichen die senkrechten Seitenwände noch ein gutes Stück weiter aufwärts, bis sie nahtlos in das angespitzte Tonnengewölbe des Schiffs übergehen. Etwa in Höhe der Bogenansätze gibt es auf jeder Seite zwei rechteckige Wandnischen in größeren Abständen und untereinander versetzt. Dazu gehören etliche etwa faustgroße kreisrunde Löcher, die ungleichmäßig über das Gewölbe verteilt sind. Sie sollen akustischen Gefäßen wie Amphoren aus Terrakotta entsprechen, die man zur Verbesserung der Akustik in römischen Theatern eingemauert hat.
Die Vierungswand wird fast in ganzer Breite von dem rundbogigen Triumphbogen geöffnet. Der Bogenscheitel liegt etwas über demjenigen der Blendarkaden. Der halbkreisförmige Bogen ist einfach abgestuft. Der innere Bogenlauf besteht aus einem mächtigen Rundstab mit halbkreisförmigem Querschnitt. Dieser ruht auf halbrunden alten Diensten, die von figürlich skulptierten Kapitellen und profilierten Kämpfern gekrönt sind.

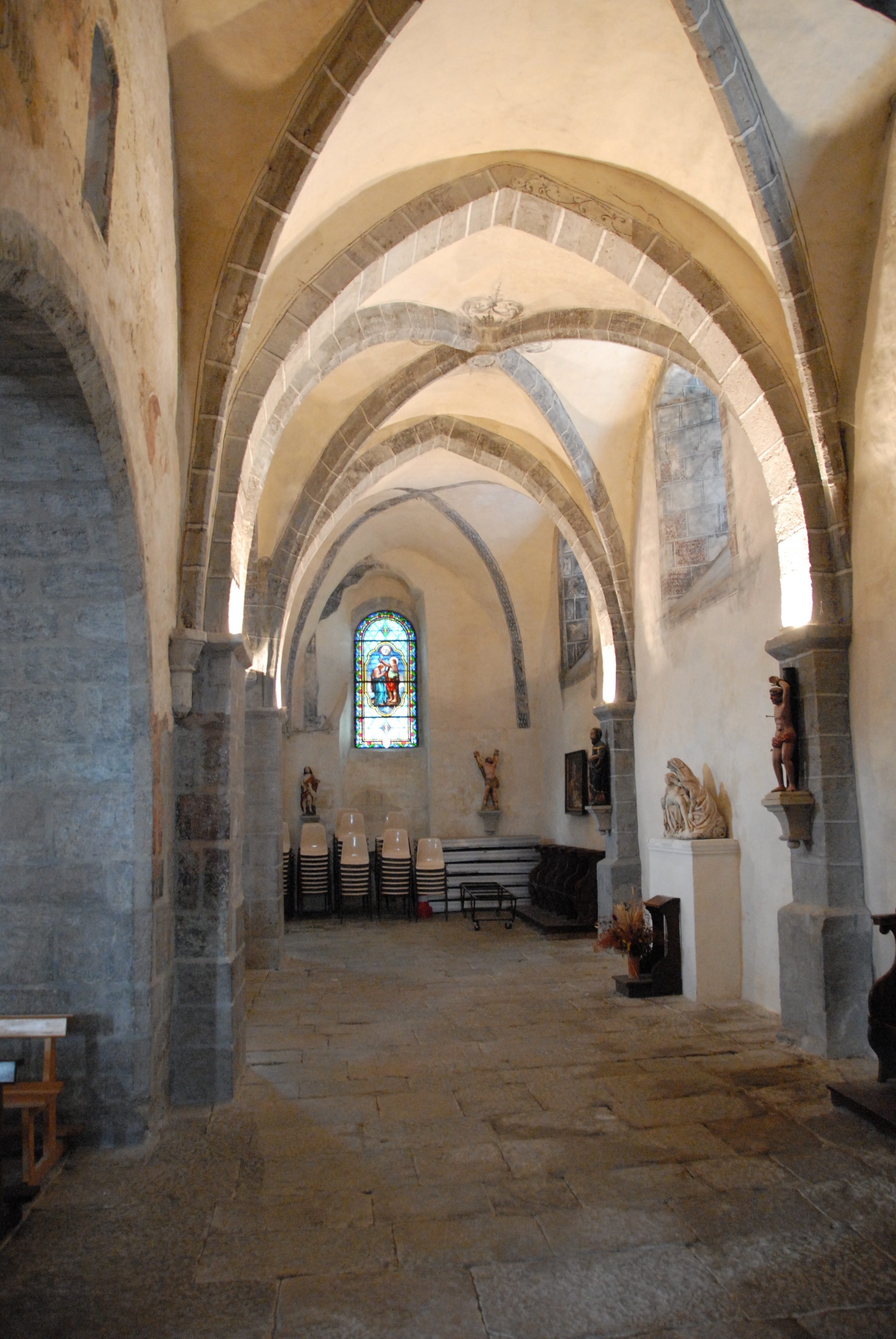
Kirche, Seitenschiff nach Westen

In der Westwand sind das Hauptportal und ein großes Fenster mit angespitztem Rundbogen und aufgeweiteten Gewänden ausgespart. Das Portal besteht aus einer äußeren Öffnung mit hohem Stichbogen und einer inneren, deutlich höheren, mit einem flachen Stichbogen. Das Fenster wurde im 14. Jahrhundert auf diese Form und Größe verändert.
Die Wände oberhalb der Arkadenbögen und das Gewölbe des Hauptschiffs sind üppig mit Fresken bemalt (siehe separaten Abschnitt).
Das nördliche dreijochige Seitenschiff wurde nachträglich an die bis dahin einschiffige Kirche angebaut und durch gebrochene Öffnungen mit dem Hauptschiff und dem Querschiff verbunden. Die Pfeilerkerne zwischen den Schiffen wurden zum Seitenschiff hin verstärkt, um dort die spitzbogigen Gurtbögen und die Kreuzrippen aufsetzen zu können. Sie werden etwa in Höhe der oberen Schaftringe der Dienste in den Arkadenöffnungen mit einem schmalen Kämpferprofil abgeschlossen. Den Pfeilern gegenüber stehen rechtwinklige Wandpfeiler in gleicher Höhe und werden mit kräftigeren Kämpfern bekrönt, welche dieselbe Aufgabe übernehmen. Die Wandpfeiler stehen auf etwa einen Meter hohen, breiteren Sockeln. Analog zu den Pfeilerverstärkungen und Wandpfeilern sind in den Ecken der Kopfwände des Seitenschiffs fast quadratische Wandpfeiler mit halbiertem Querschnitt eingestellt, die nur Rippenbögen tragen.

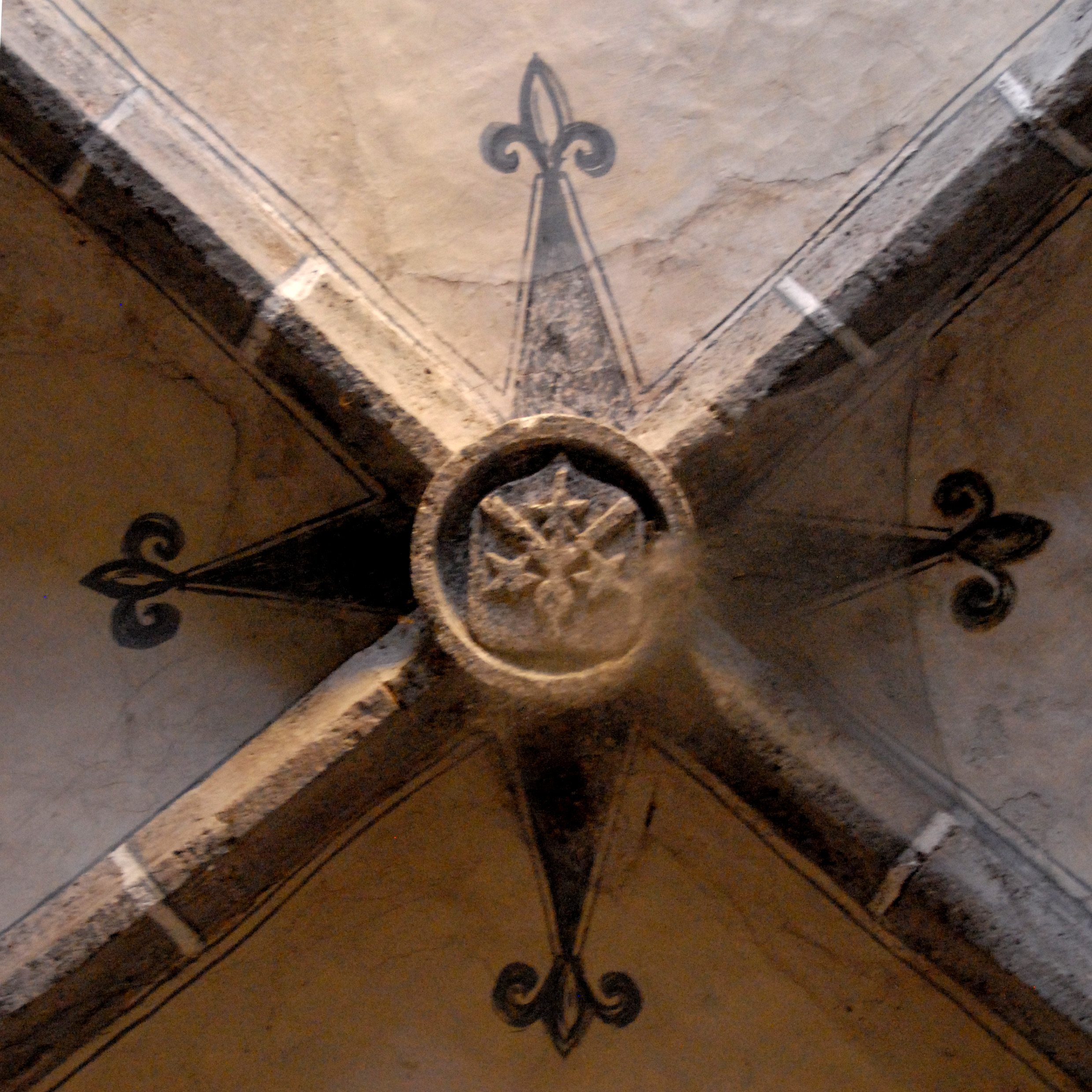
Kirche, Schlussstein im Seitenschiff

Lediglich das zweite und dritte Joch des Seitenschiffs werden von einem spitzbogigen Kreuzrippengewölbe mit kräftigen profilierten Rippen überdeckt. Die Joche werden durch kantige spitzbogige Gurtbögen getrennt. Die Schlusssteine sind mit Wappen geschmückt, die in den Zwickeln noch von gemalten Ornamenten umgeben sind. Im ersten Joch werden in einem Kreuzgratgewölbe durch Bemalung die Rippen vorgetäuscht.
In jedem der drei Joche ist in der Außenwand jeweils ein kleines rundbogiges Fenster ausgespart, dessen Scheitel bis knapp unter die Schildbögen reicht. Die Fensterbankunterkanten liegen etwa auf halber Wandhöhe. Die östlich Stirnwand des Seitenschiffs wird von einer breiten Türöffnung mit einem Stichbogen durchbrochen. In der westlichen Wand ist ein größeres rundbogiges Fenster ausgespart.

##### Querhaus

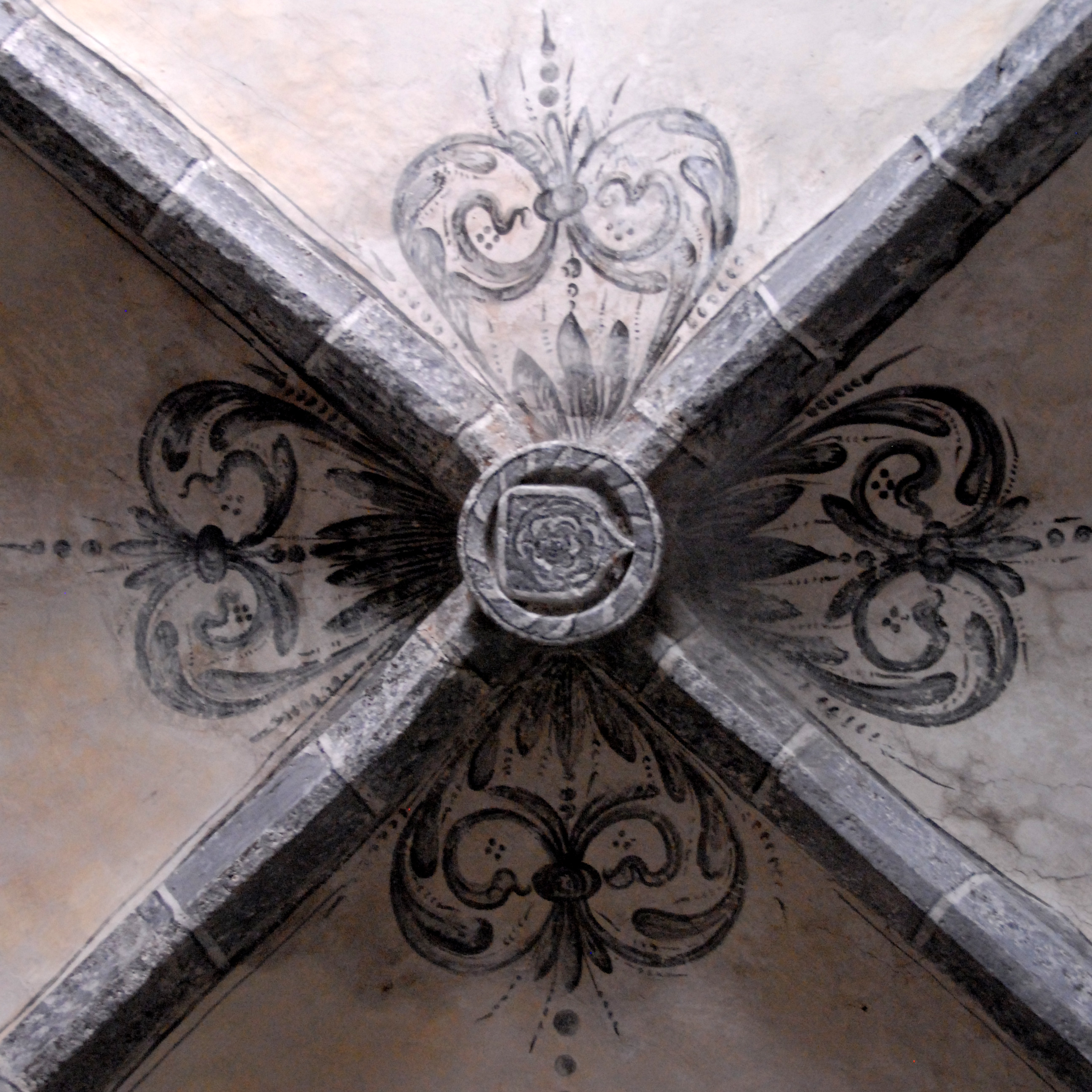
Kirche, Schlussstein im Seitenschiff

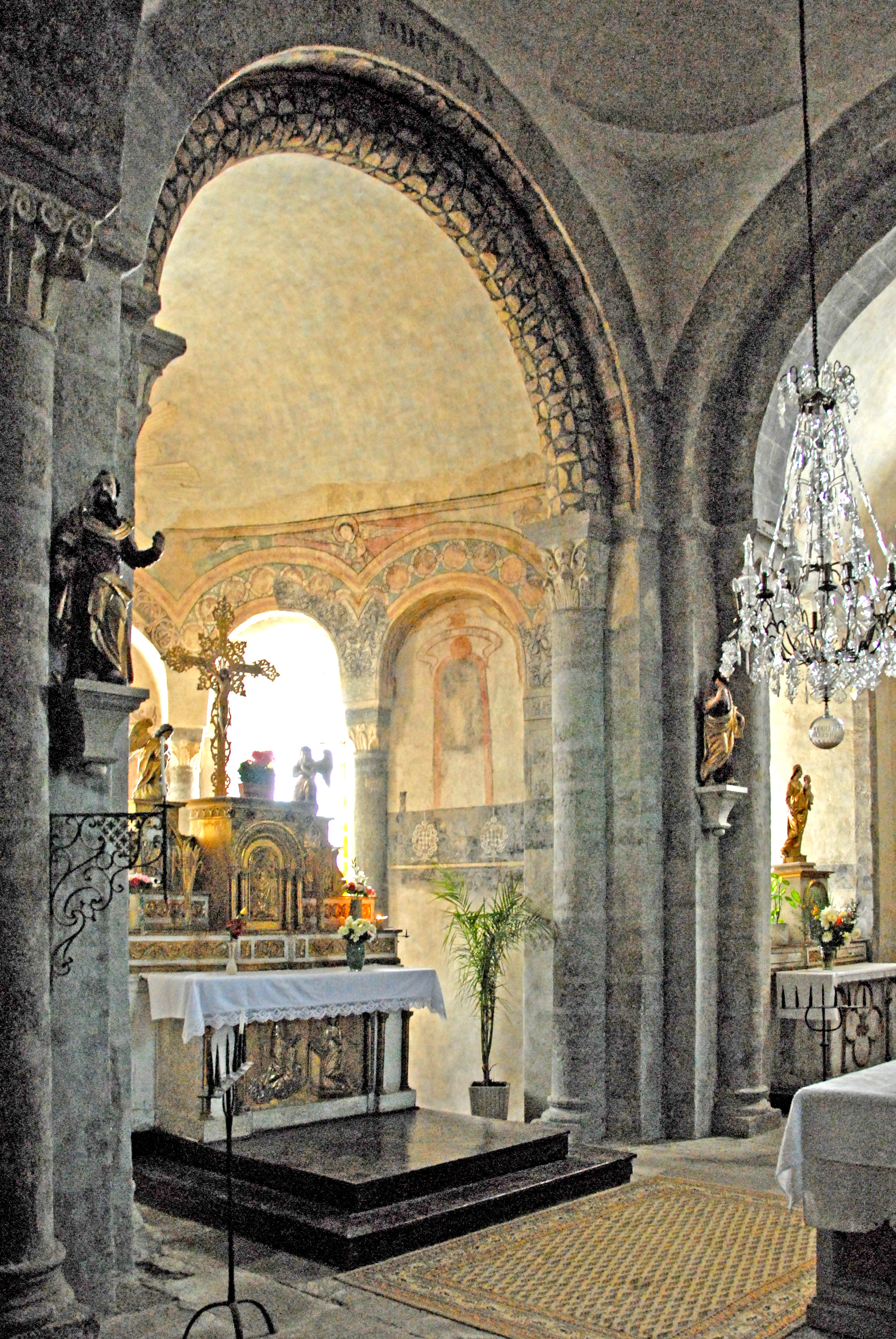
Kirche, Triumphbogen zum Chor

Das Querschiff und die Vierung weisen eine ausgebildetere Architektur auf. Die vier großen Arkaden der Vierung reichen kaum auf zwei Drittel der Höhe des Hauptschiffs und besitzen einfach abgestufte Bogenläufe, an der Nord-, Ost- und Südwand nur auf der zur Vierung weisenden Seite. Die Triumphbögen unter der westlichen und östlichen Wand werden von mächtigen Rundstäben in halbkreisförmigem Querschnitt unterstützt. Die inneren Bogenläufe stehen auf acht alten Diensten, die von bemerkenswerten Figurenkapitellen aber auch von Blattkapitellen mit kräftigen Kämpfern gekrönt sind. Die äußeren Bogenläufe stehen auf den Kanten der quadratischen und kreuzförmigen Pfeilerkerne und werden von Kämpfern in Höhe der Kapitellkämpfer abgedeckt. Eine auf Trompen errichtete Kuppel überwölbt die Vierung.
Die Querschiffarme werden von Tonnengewölben überdeckt. Allein im nördlichen Querhausarm ist die kleine Kapelle aus einer halbkreisförmigen Apsis mit Halbkuppelkalotte erhalten, in deren Achse ein kleines rundbogiges Fensterchen ausgespart ist. Im südlichen Querhausarm hat man die ehemalige Kapelle in ein größeres rundbogiges Fenster umgebaut. Auf der südlichen Giebelwand ist knapp unter dem Gewölbescheitel ein kleineres rundbogiges Fenster ausgespart. Alle diese Fenster besitzen stark aufgeweitete Gewände. Auf der Giebelwand ist am östlichen Rand eine rundbogige Türöffnung angelegt, deren rechteckige Tür weiter zurückliegt und von einem waagerechten Sturz überdeckt wird. Die Tür führte ehemals in den Kapitelsaal, von dem nur noch die West- und Nordwand mit den erhaltenen Fenster- und Türdurchlässen bestehen. Unter Verwendung dieser Reste hat man wahrscheinlich im 19. Jahrhundert eine kürzere Sakristei erbaut.

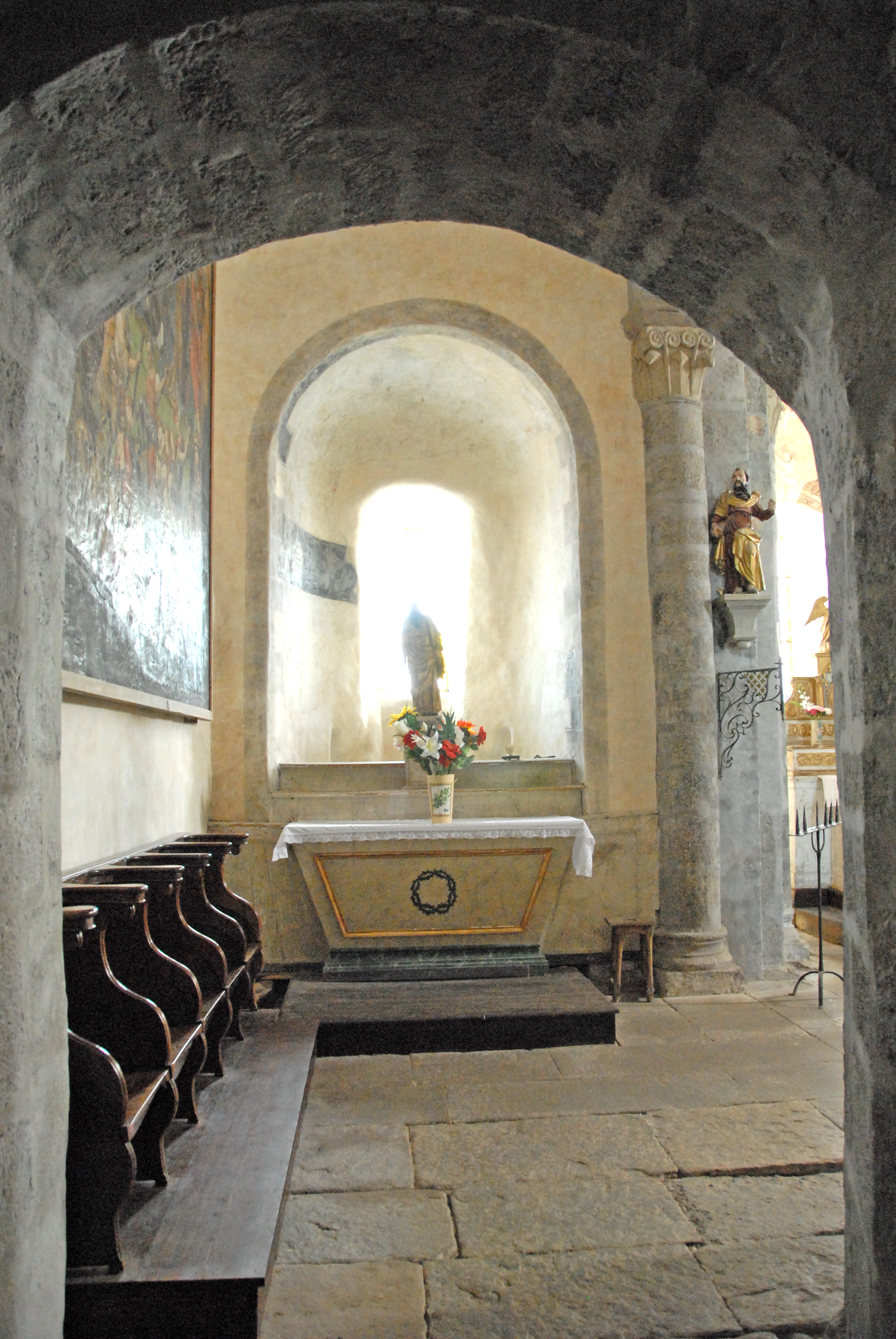
Kirche, nördl. Querschiffarm mit Kapelle
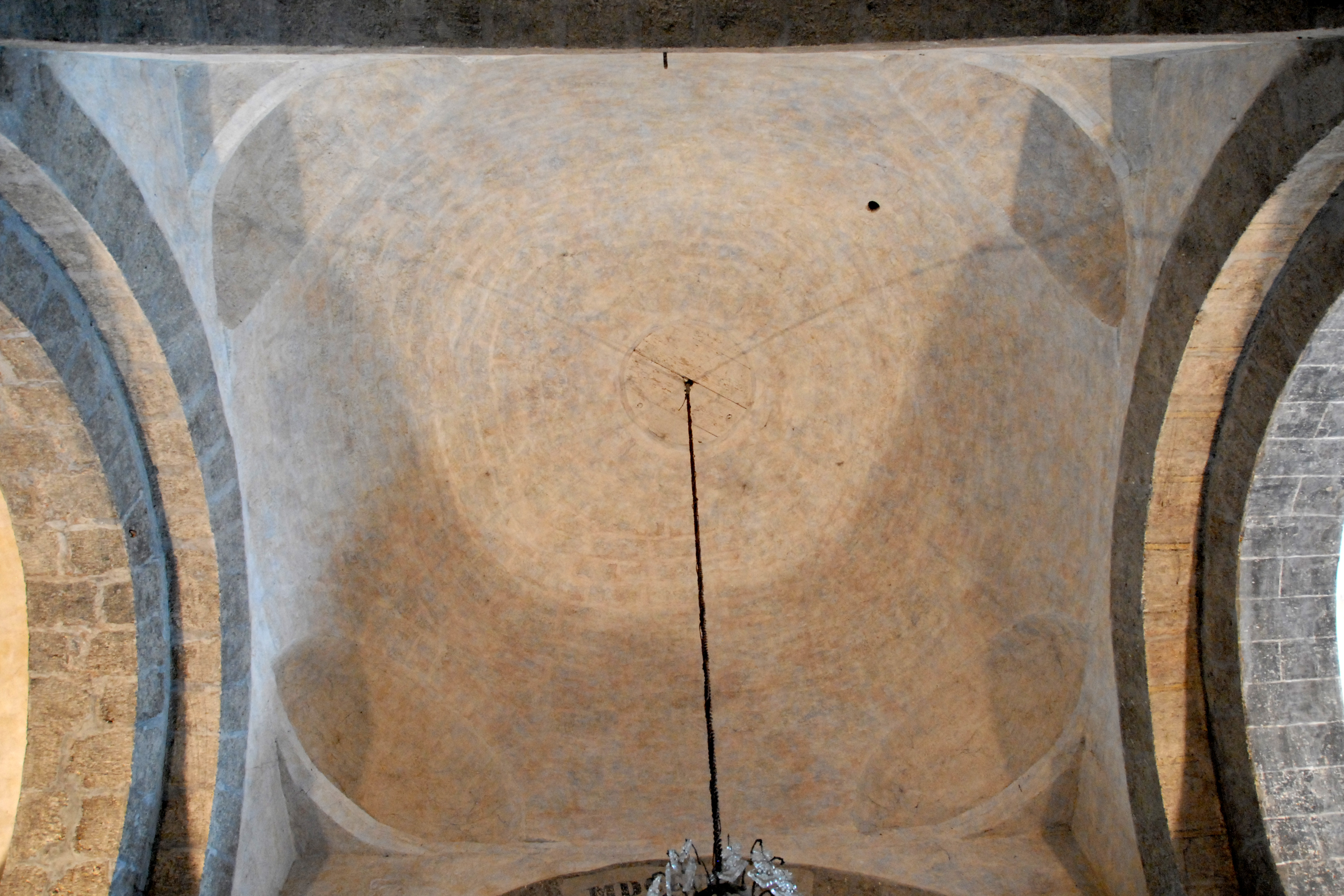
Kirche, Trompenkuppel der Vierung
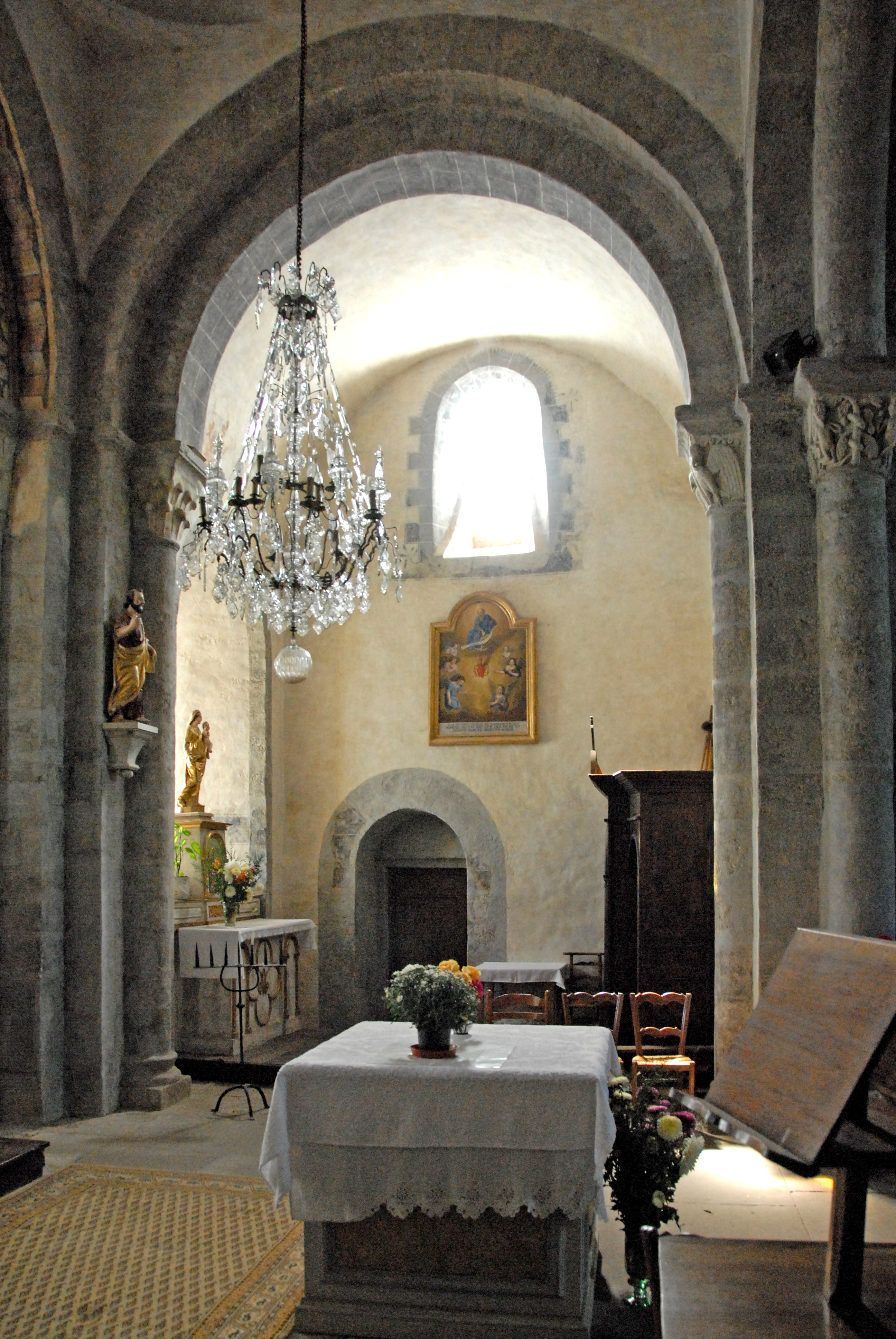
Kirche, südl. Querschiffarm, Tür zur Sakristei

##### Chor

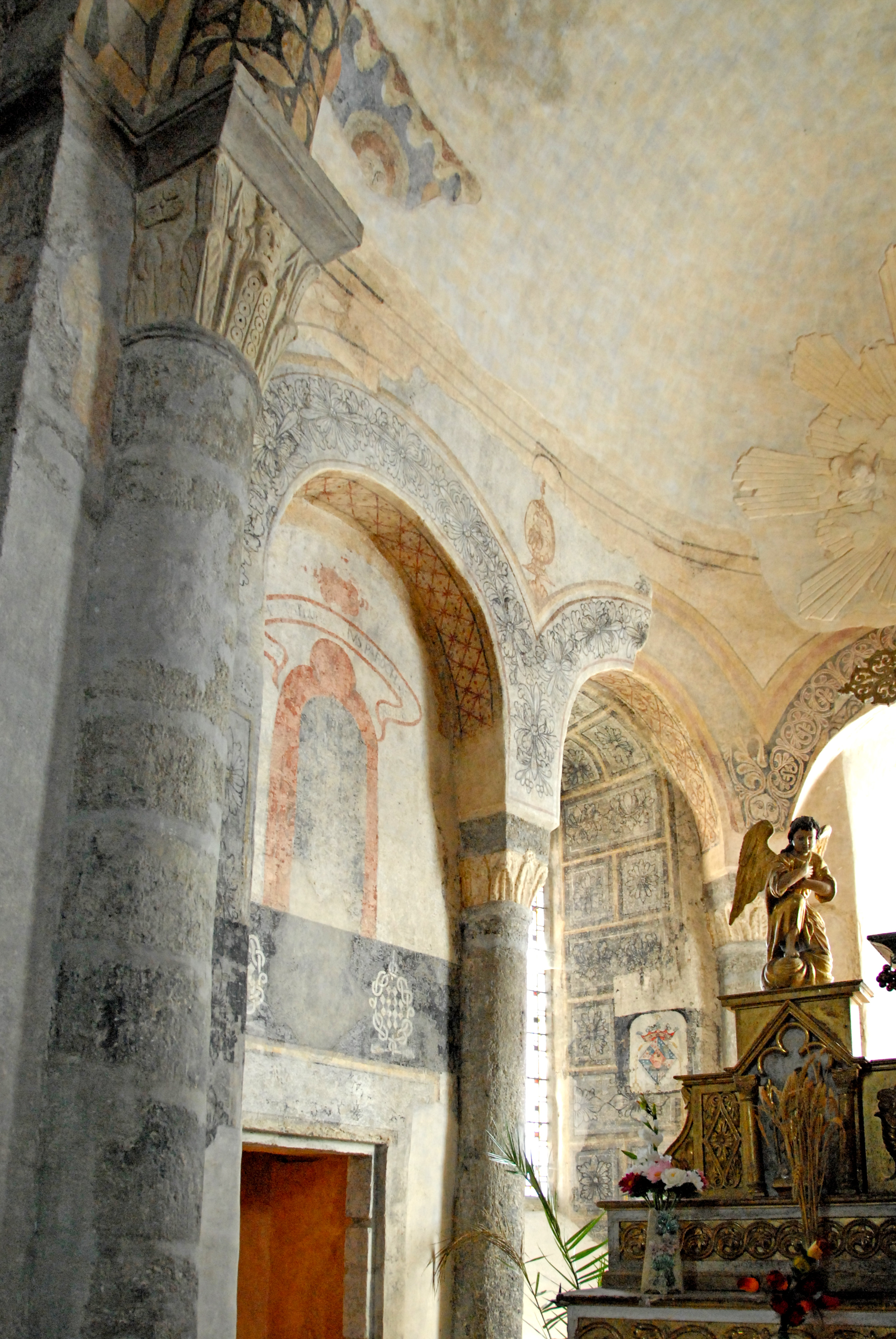
Kirche, Chor, Nordseite

Der etwas nach Norden achsenversetzte Chor ist wahrscheinlich um das 17. Jahrhundert aus altem Baumaterial wiedererrichtet worden. Dabei sind durchaus Abweichungen von der ursprünglichen Ausführung nicht ausgeschlossen. Der Chor besteht aus einem ganz kurzen rechteckigen „Joch“ mit Tonnenwölbung und der halbrunden Apsis mit Halbkuppelkalotte. Die Chorwände gliedern sich in eine Arkatur aus einer mittleren und größeren und je zwei kleinere Arkaden zu beiden Seiten. Die äußeren sind geschlossene Blendarkaden, die inneren drei enthalten je ein rundbogiges Fenster mit aufgeweiteten Gewänden. Die Arkadenbögen stehen auf Rundsäulen mit schlichten Blattkapitellen und kaum vortretenden Kämpferplatten.
Im Kuppelbereich knapp über der mittleren Arkade ist ein aus dem Barock stammendes weißes Stuckrelief angebracht, dass den heiligen Geist symbolisiert. Um eine schwebende Taube gruppieren sich vier Engel, das Ganze wird von einem Strahlenkranz umschlossen.(siehe Bild im Abschnitt Fresken im Chor)

##### Skulptur und Inventar
Kapitelle:

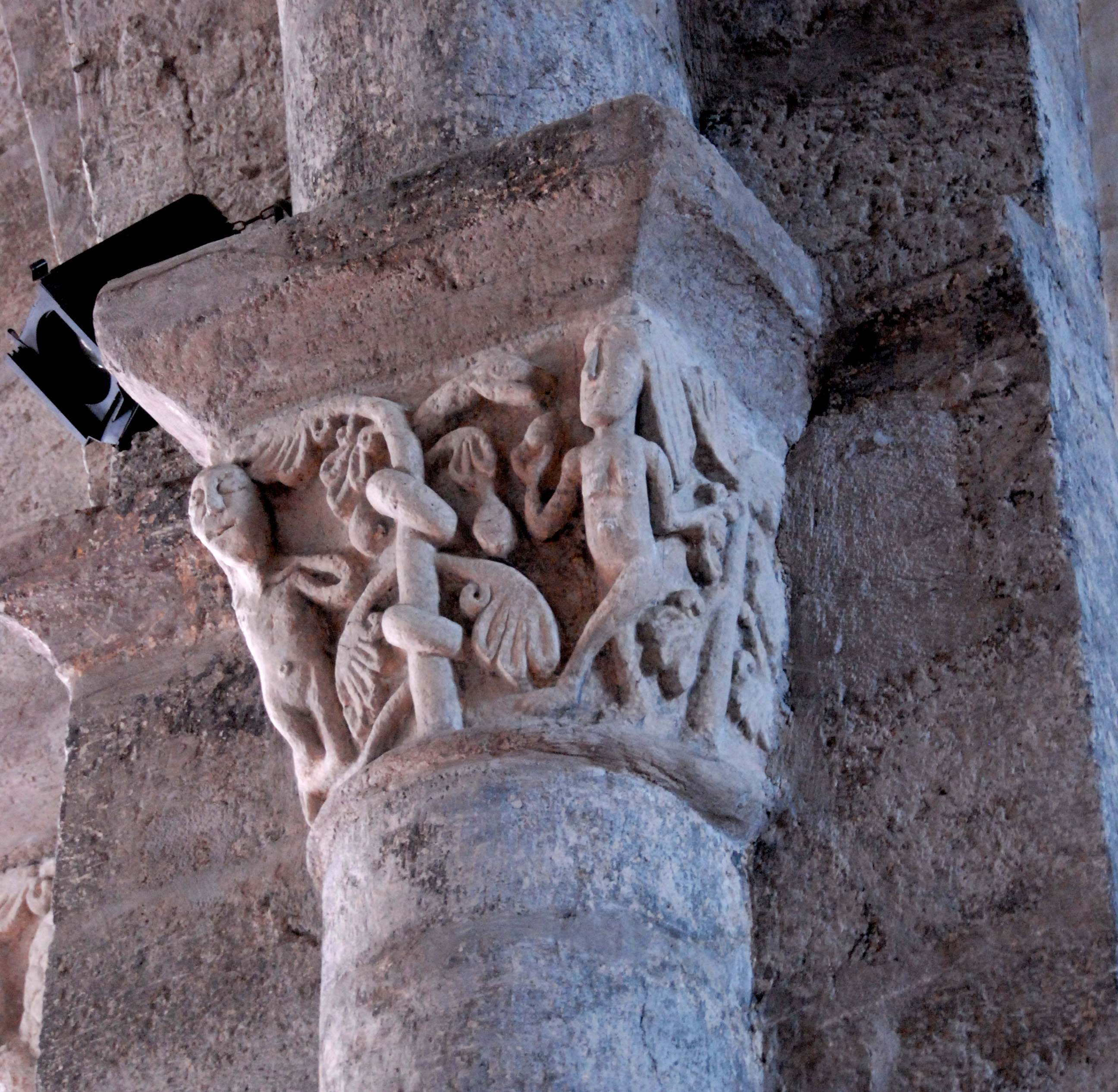
Kirche, Kapitell, Sündenfall am Baum der Erkenntnis

Die Kapitelle der Bündelpfeiler der Vierung zeigen teilweise bemerkenswerte Skulpturen. Ein Kapitell widmet sich der sog. Geschichte vom Sündenfall im Paradies. Adam und Eva stehen beiderseits des Baums der Erkenntnis, um den sich die Schlange windet. Von ihr erhält Eva die verbotene Frucht, die sie in der rechten Hand hält. Ein weiteres Kapitell präsentiert eine mythische Szene. Zwei geflügelte Pferde halten mit Menschenhänden eine Schlange mit zwei Beinen. Zwischen den Pferden bäumen sich zwei Hunde auf. Ein Kapitell zeigt an den Ecken je einen Vogel, der etwas im Schnabel hält, entweder einen Pelikan, der ein Stück seiner Brust herausgerissen hat, ein Symbol für Tod und Auferstehung, oder einen Adler mit Beute im Schnabel, ein Symbol für Christus, der Seelen zum Himmel emporhebt, oder für den Teufel, der Seelen raubt, wie es bei manchen Kirchenvätern geschrieben steht; das Pelikanmotiv wird ausführlich im Physiologus erklärt. Zwei Kapitelle zeigen Masken über Blatt- und Rankenwerk. Aus dem Mund eines Gesichts wachsen Ranken, ein anders trägt eine Krone und wird von zwei Speeren flankiert. Darüber hinaus gibt es etliche schlichte Blattkapitelle.

Kapitelle der Kirche
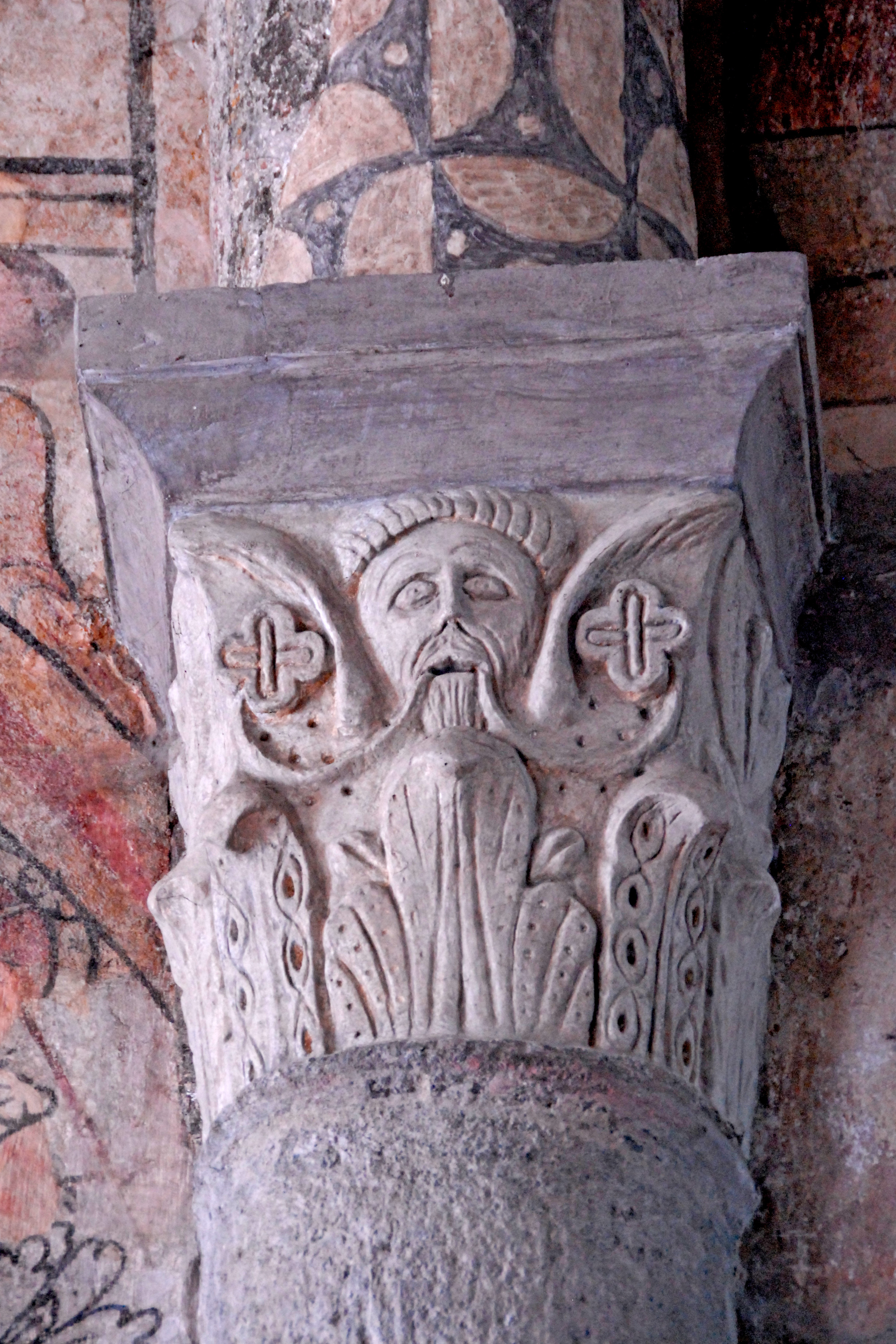
Vierung, SO-Ecke
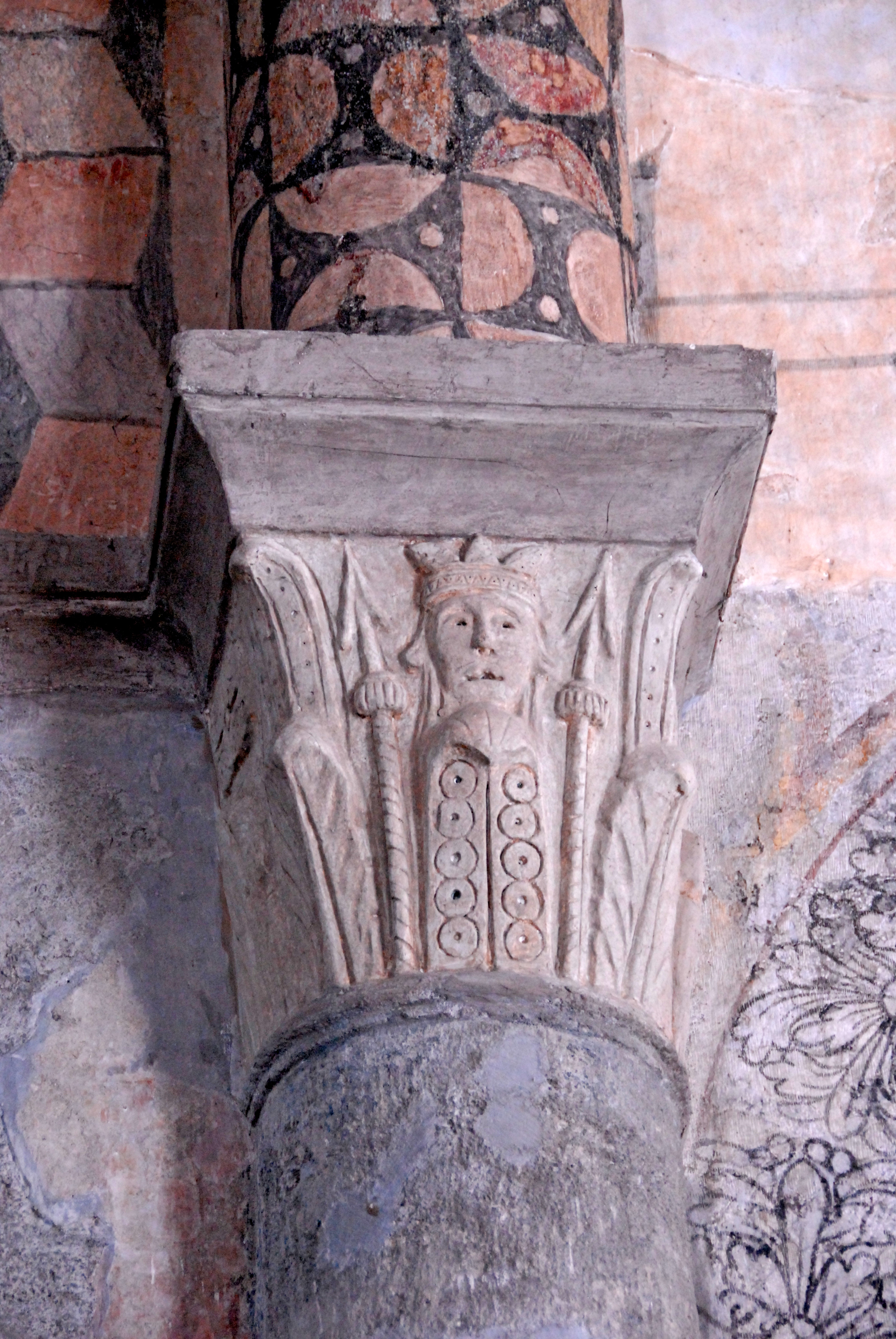
Vierung, NO-Ecke
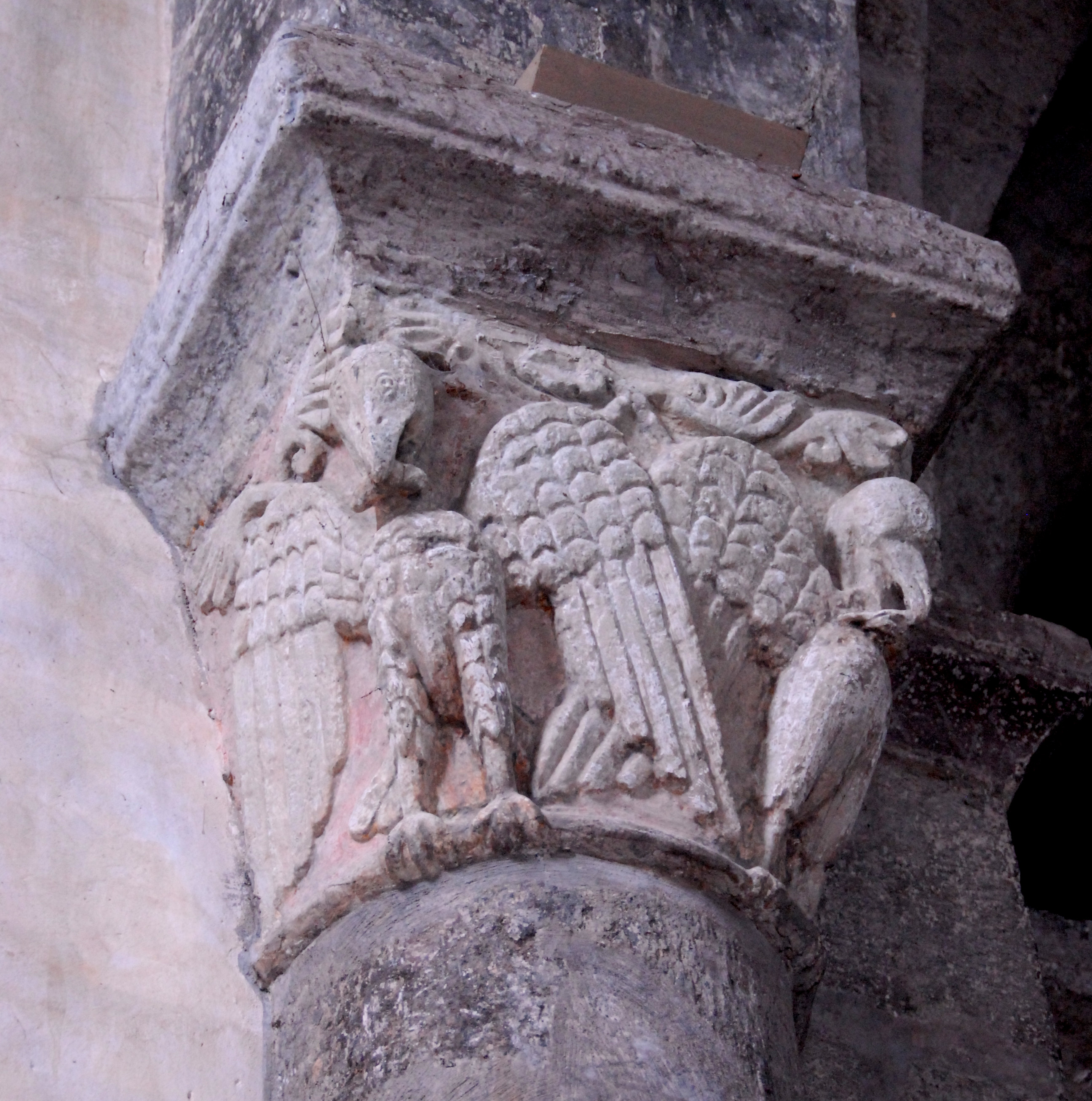
Vierung, SW-Ecke, Adler
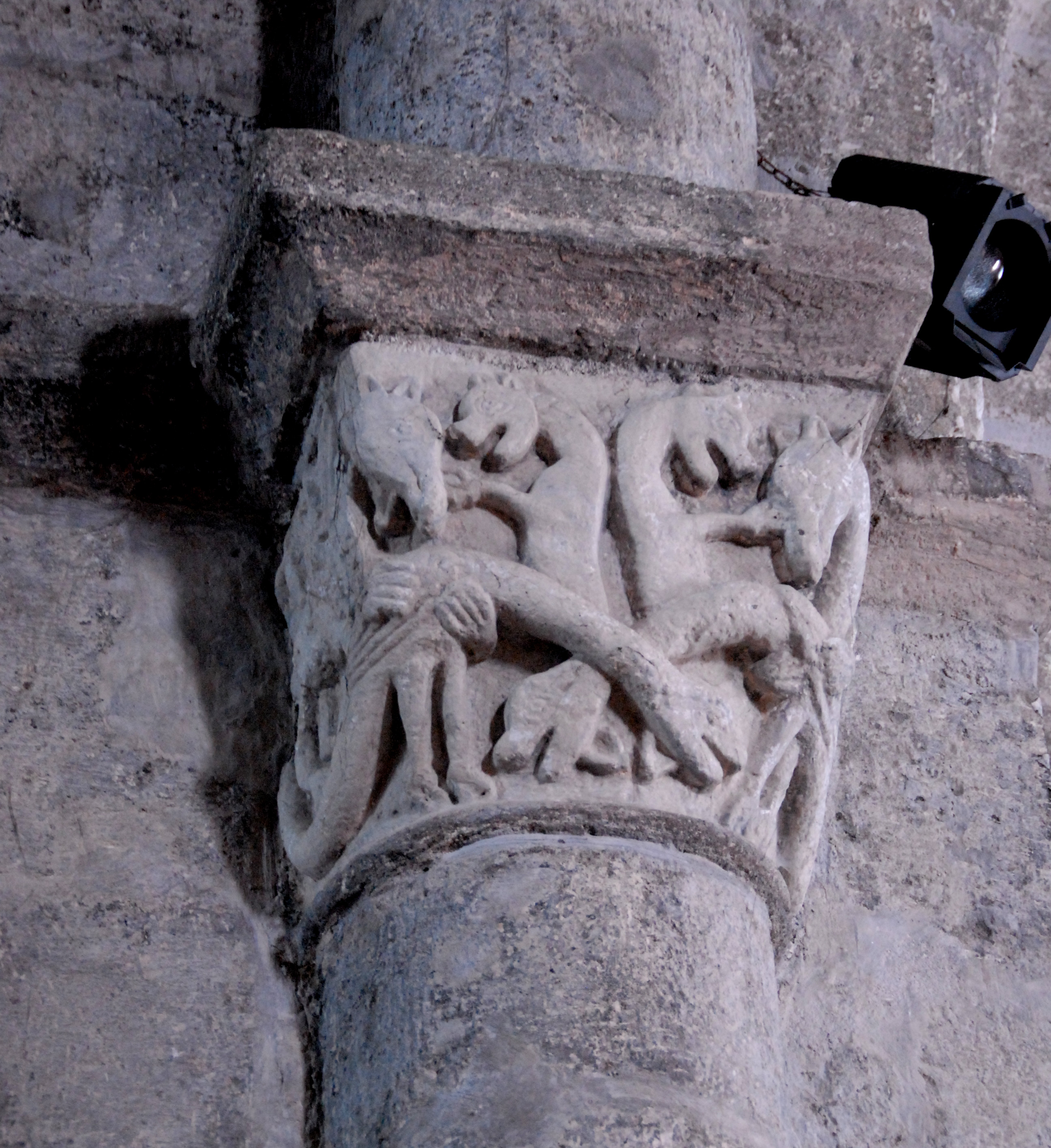
Fabelwesen

Inventar der Kirche:

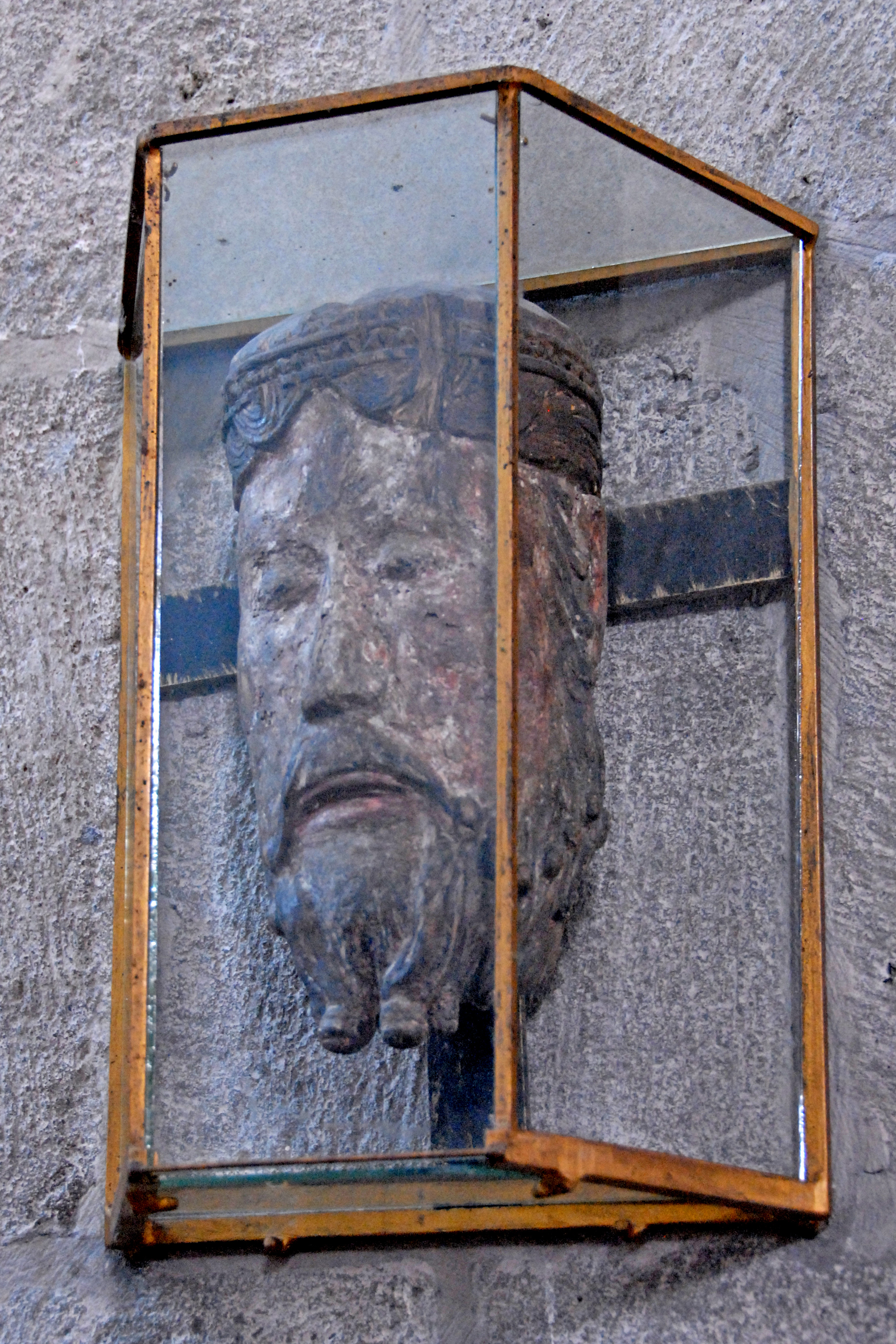
Kirche, Christuskopf von Lavaudieu, Replik, Original 12. Jh. in Louvre

Am nördlichen Pfeiler zwischen Joch 1 und 2 hängt eine Vitrine, in der sich der „Christuskopf von Lavaudieu“, eine Replik aus Eschenholz, befindet. Das Original aus dem 12. Jahrhundert, ebenfalls aus Eschenholz, wird im Louvre aufbewahrt. Der Kopf war Teil eines Kruzifixes, das von den Nonnen verehrt wurde. Im 16. Jahrhundert, zur Zeit der Religionskriege, hat man den Kopf abgetrennt, er befand sich aber weiterhin in der Kirche. Erst in der Revolution hat man die Skulptur endgültig getrennt und verkauft. Das Haupt konnte von einem Sammler namens Doucet erworben werden, der ihn dem Louvre übereignete. Der Rumpf befindet sich im Museum The Cloisters in New York. Die Replik des Kopfes hat der Bildhauer Simone Bouchet gefertigt und der Kirche Saint-André gespendet.
Im nördlichen Querschiff hängt ein Ölgemälde aus dem 16. Jahrhundert. Dargestellt ist „Das Martyrium der heiligen Ursula und der Jungfrauen in Köln am Rhein“.
Im Seitenschiff stehen eine Pietà aus dem 16. Jahrhundert flankiert von zwei Heiligenskulpturen und Skulpturen Johannes des Täufers mit seinem Lamm und des heiligen Andreas an einem X-förmigen Kreuz, Andreaskreuz genannt.
Oberhalb der Tür zum Kreuzgang sind die Statuen des heiligen Paulus (mit einem Säbel) und des heiligen Benedikt ausgestellt. Neben dem Eingang findet man eine große Statue des heiligen Andreas.

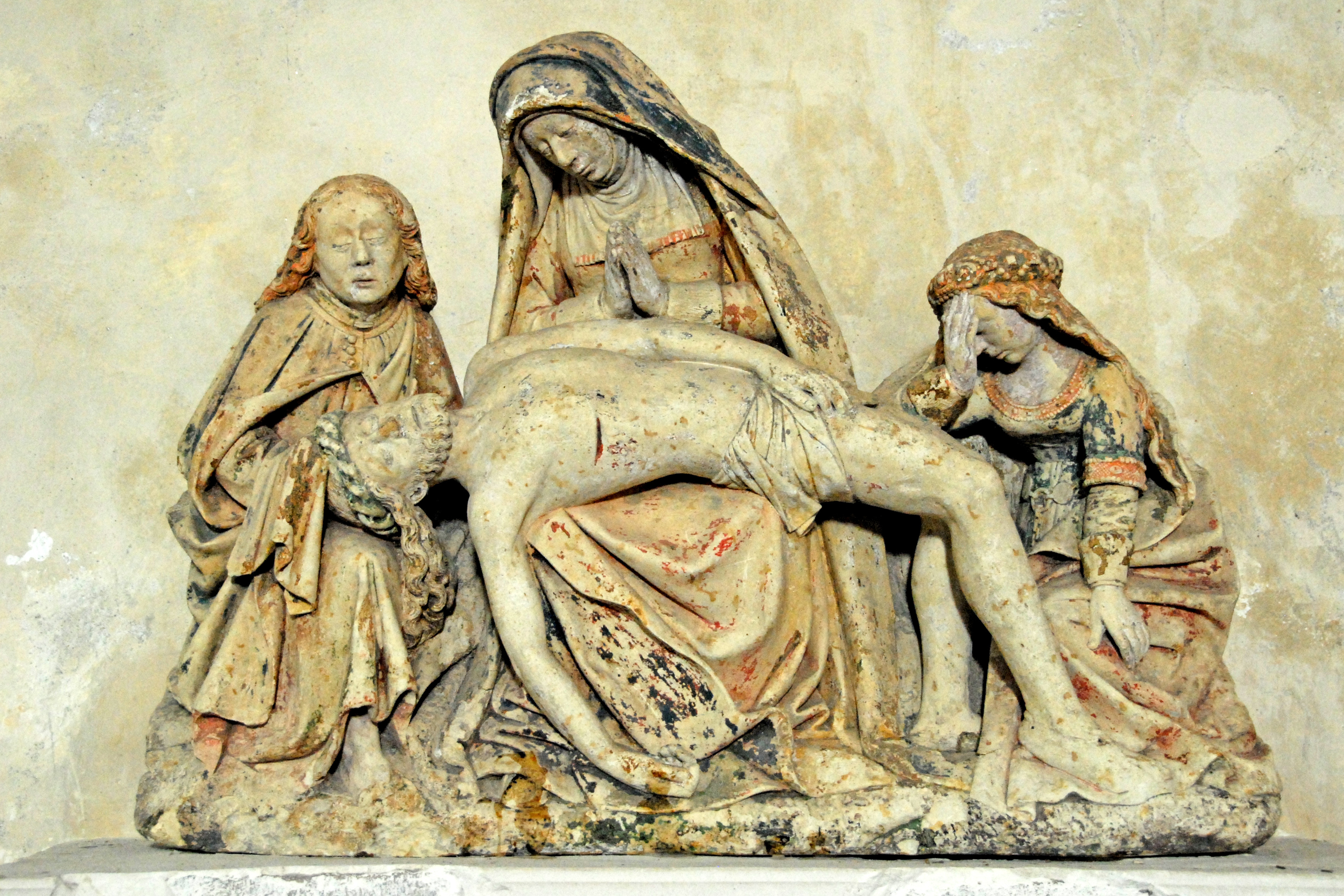
Pietà, 16. Jh.
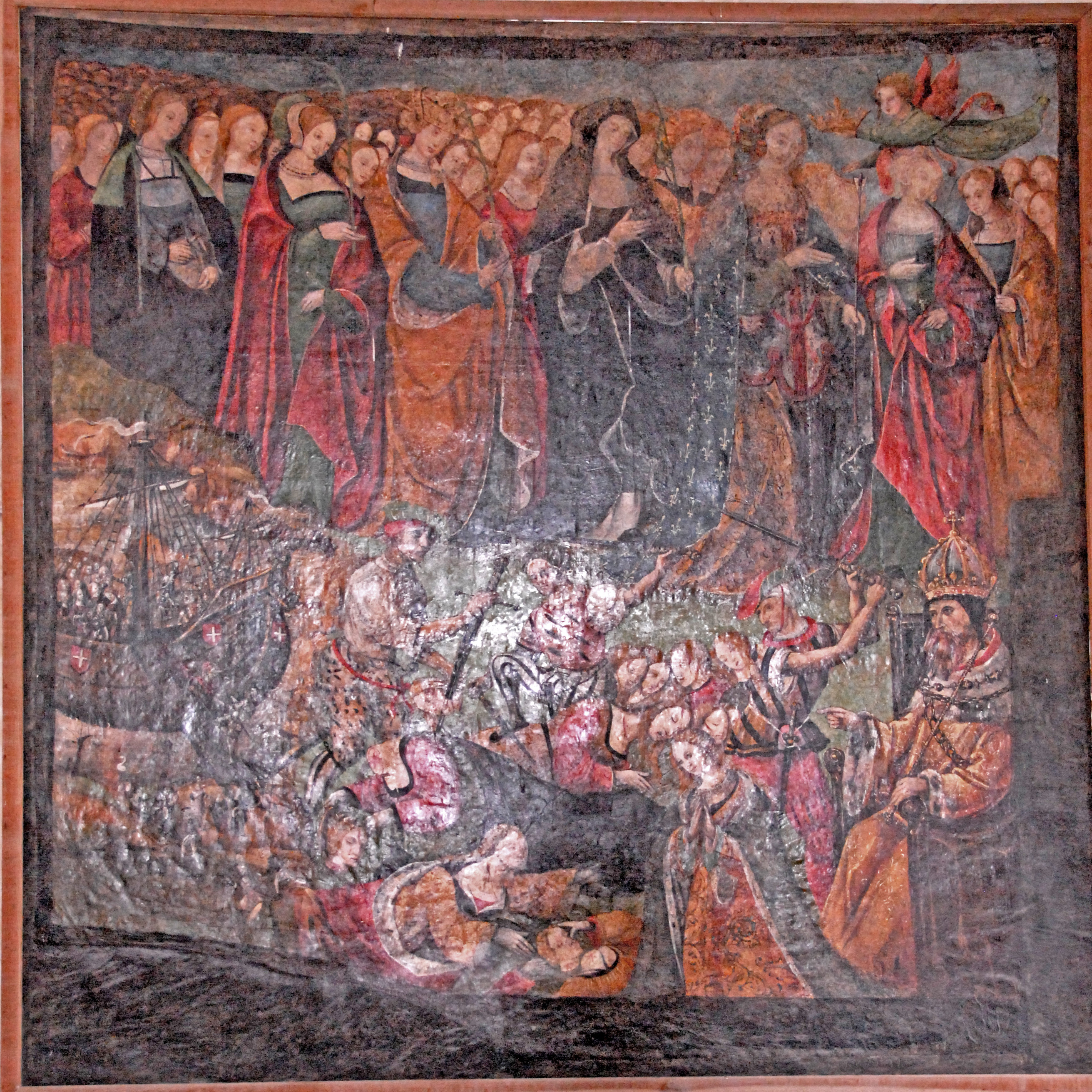
Martyrium der Hl. Ursula in Köln, Ölgemälde, 16. Jh.
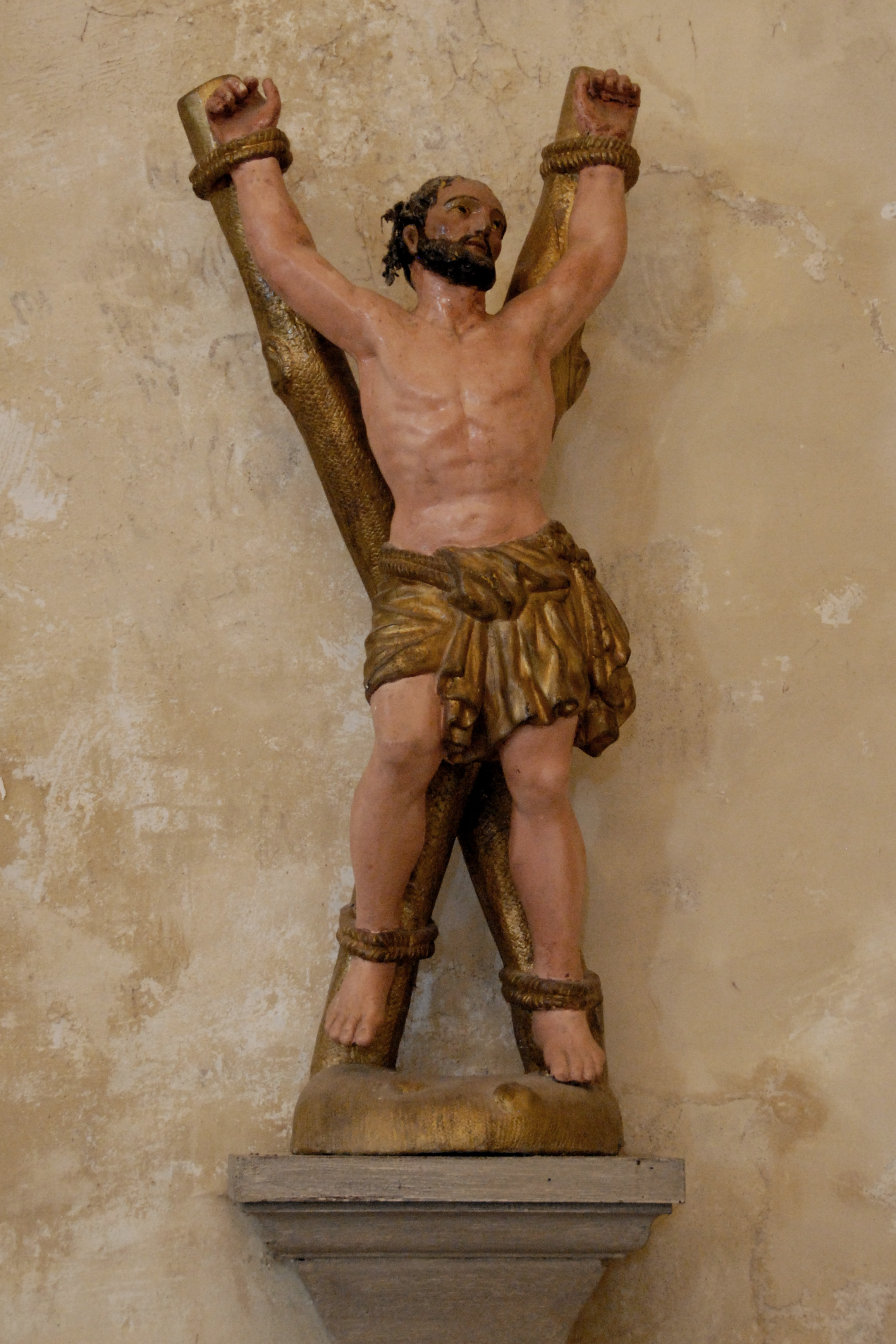
Martyrium des Hl. Andreas, 18. Jh.
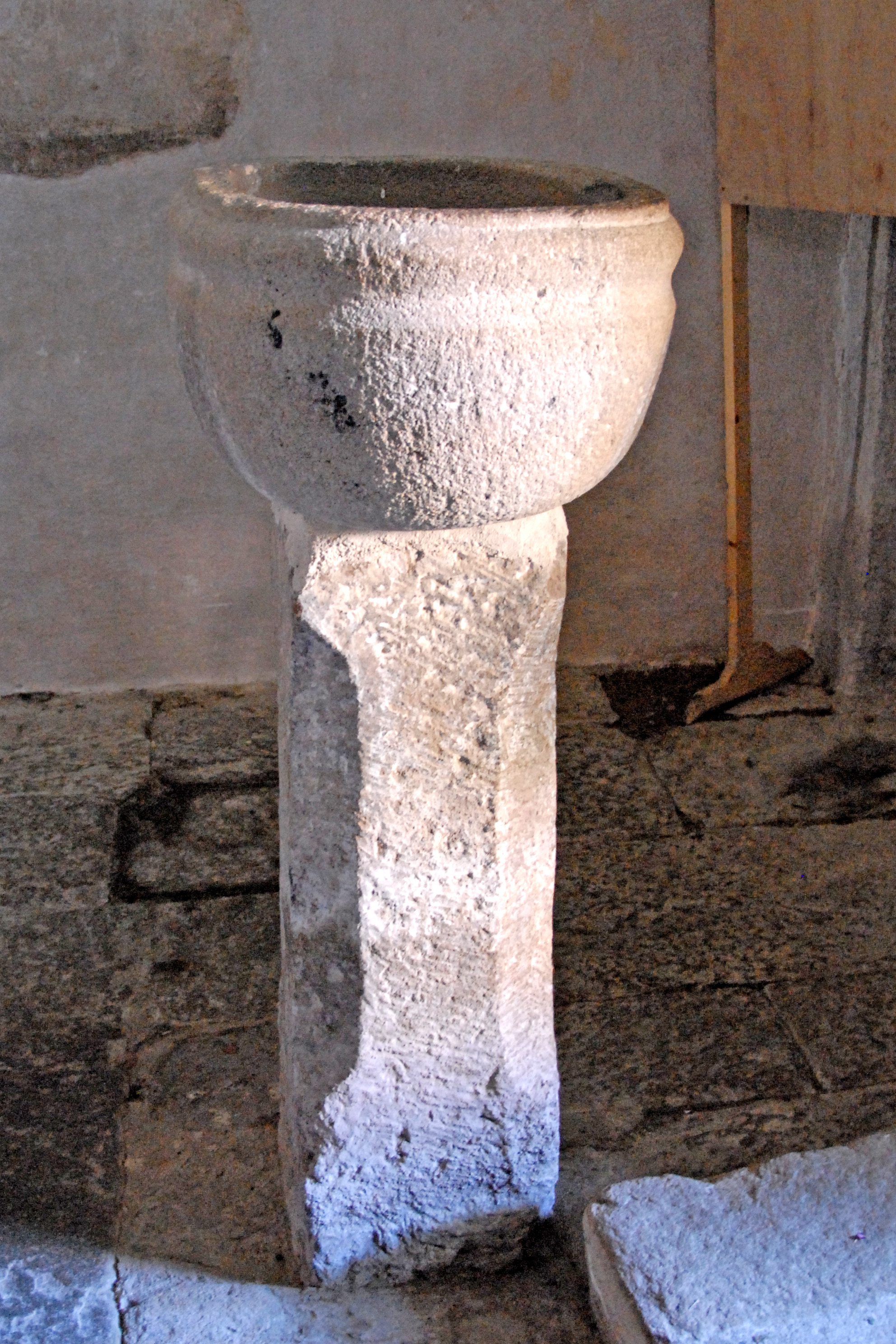
Taufbecken

### Kreuzgang und seine Skulptur
An die Südwand des Kirchenschiffs grenzt der kleine bescheidene romanische Kreuzgang, dem die um das Obergeschoss verlaufende Holzgalerie eine rustikale Note verleiht. Zwischen den die Dachkonstruktion tragenden Holzstützen sind Brüstungen aus Holzfachwerk eingefügt, das mit Ziegelsteinmauerwerk ausgefacht ist. Der Grundriss bildet ein annähernd regelmäßiges Rechteck. Statt einer steinernen Einwölbung wird der Kreuzgang lediglich mit einer einfachen Holzbalkendecke überdeckt. Das Obergeschoss wird mit einem umlaufenden Pultdach überdeckt, welches mit roten Hohlziegeln in römischem Format eingedeckt ist. Die kleinen abwechselnd einfachen oder gekoppelten, in der Westgalerie ausschließlich gekoppelten, Säulchen tragen Rundbögen mit sauber zugerichteten Bogensteinen, deren Kanten fein profiliert sind. Die monolithischen Säulen stehen überwiegend auf klassischen mit zwei wulstigen Rundstäben und kleinen Hohlkehlen profilierten Basen, die von rechteckigen Plinthen unterlegt sind. Einige Säulenschäfte sind mit Spiralwindungen oder mit Flechtwerkornamenten geschmückt.
Die Kapitelle sind durchweg schlicht gestaltet. Überwiegend sind es Blattkapitelle, zwischen die einige Figurenkapitelle eingestreut sind. Die merkwürdigsten befinden sich in der Nordgalerie, entlang der Kirche. Dargestellt werden unter anderem: Eine doppelschwänzige Sirene – ein Egel mit ausgebreiteten Flügeln, die Rechte zum Segensgestus erhoben – ein Löwe mit kugelförmigen Augen – langgewandete und gegürtete Personen mit Kapuzen (vielleicht Mönche) tragen verschiedene Gegenstände, wie ein Kreuz und einen Kelch – ein vierbeiniges Monster, hundeartig – Masken in grobem Rankenwerk – ein vierbeiniges Monster mit gegabeltem Schwanz.

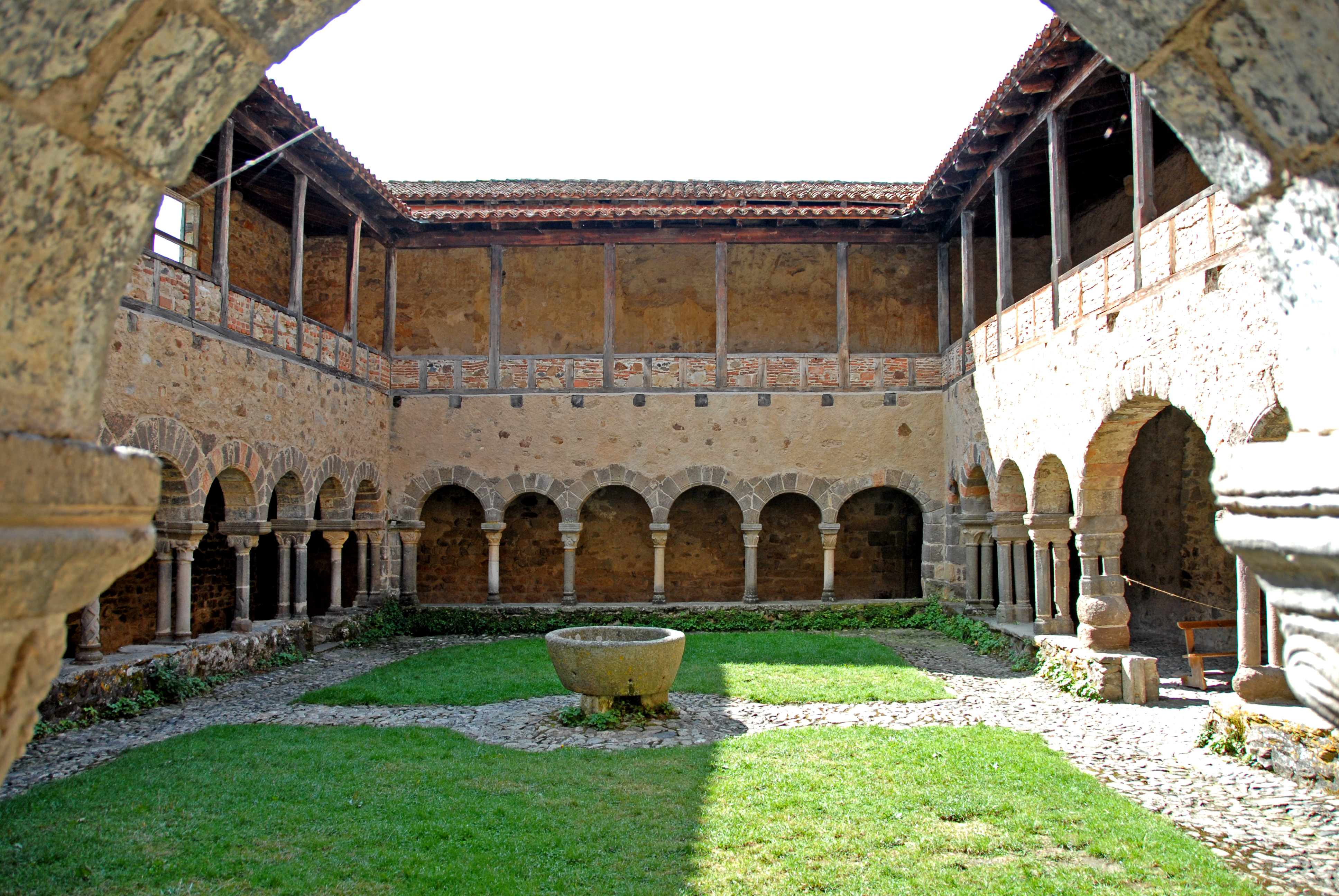
Aus Nordgalerie nach Süden
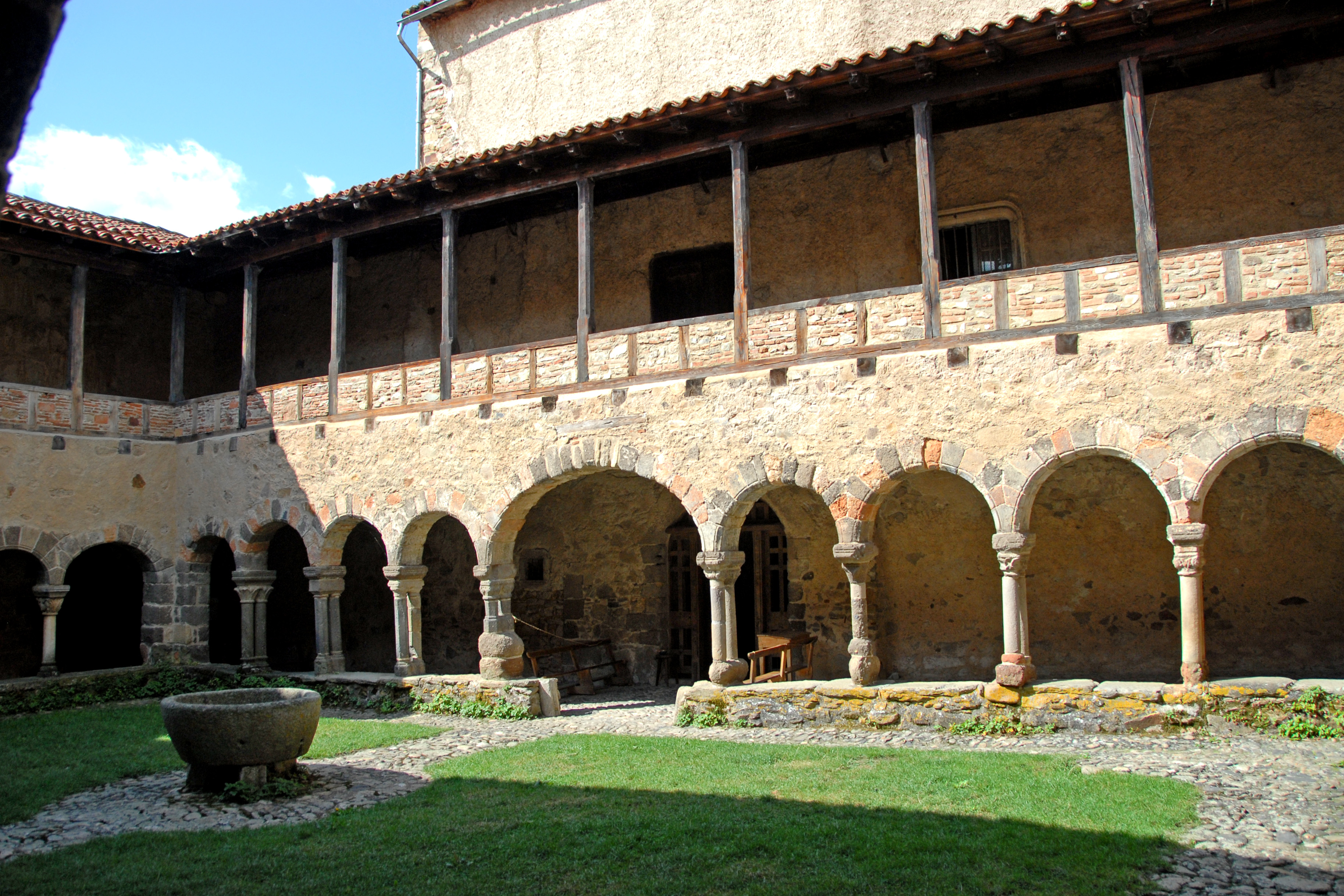
Westgalerie vor Nachbargebäude
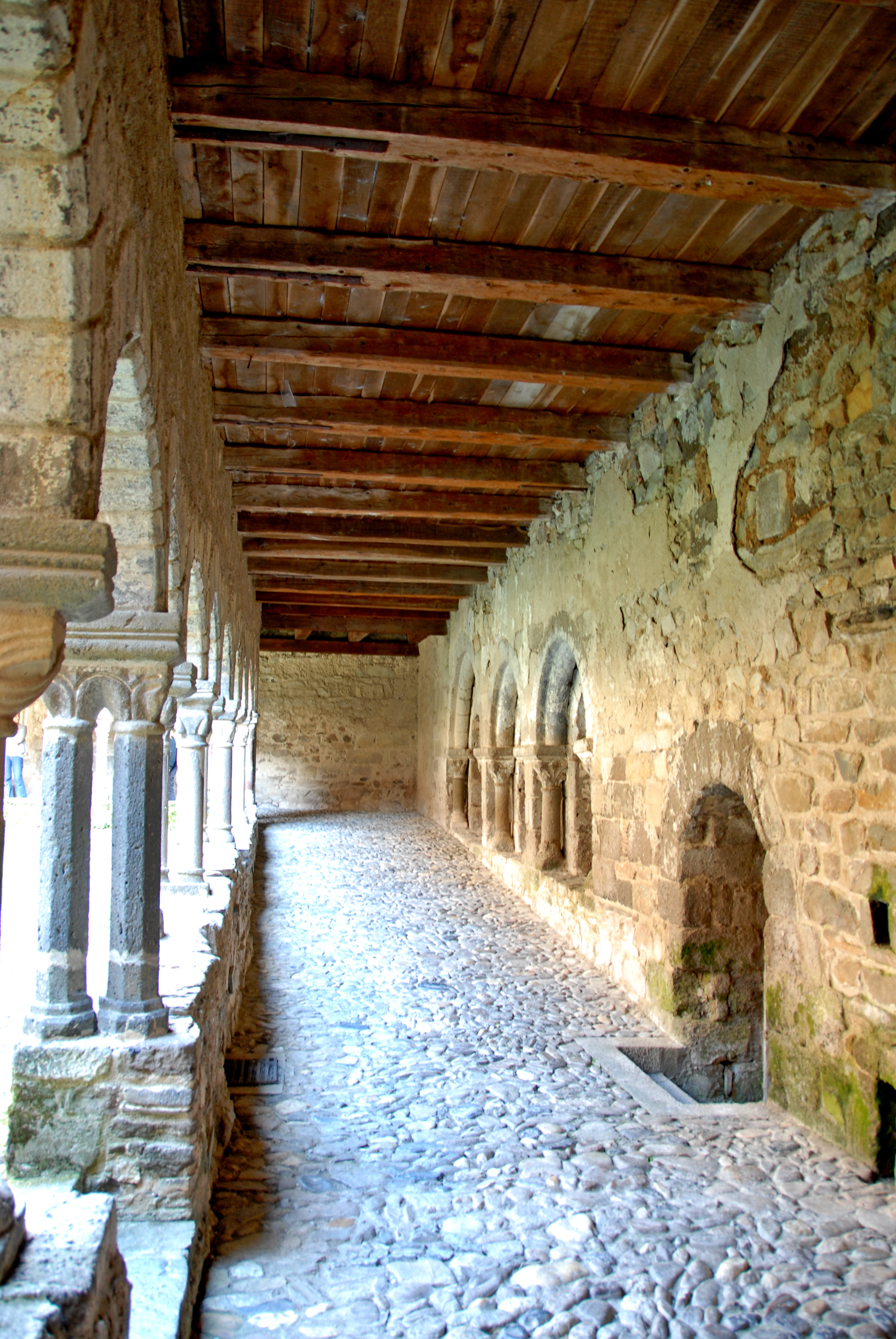
Ostgalerie nach Norden
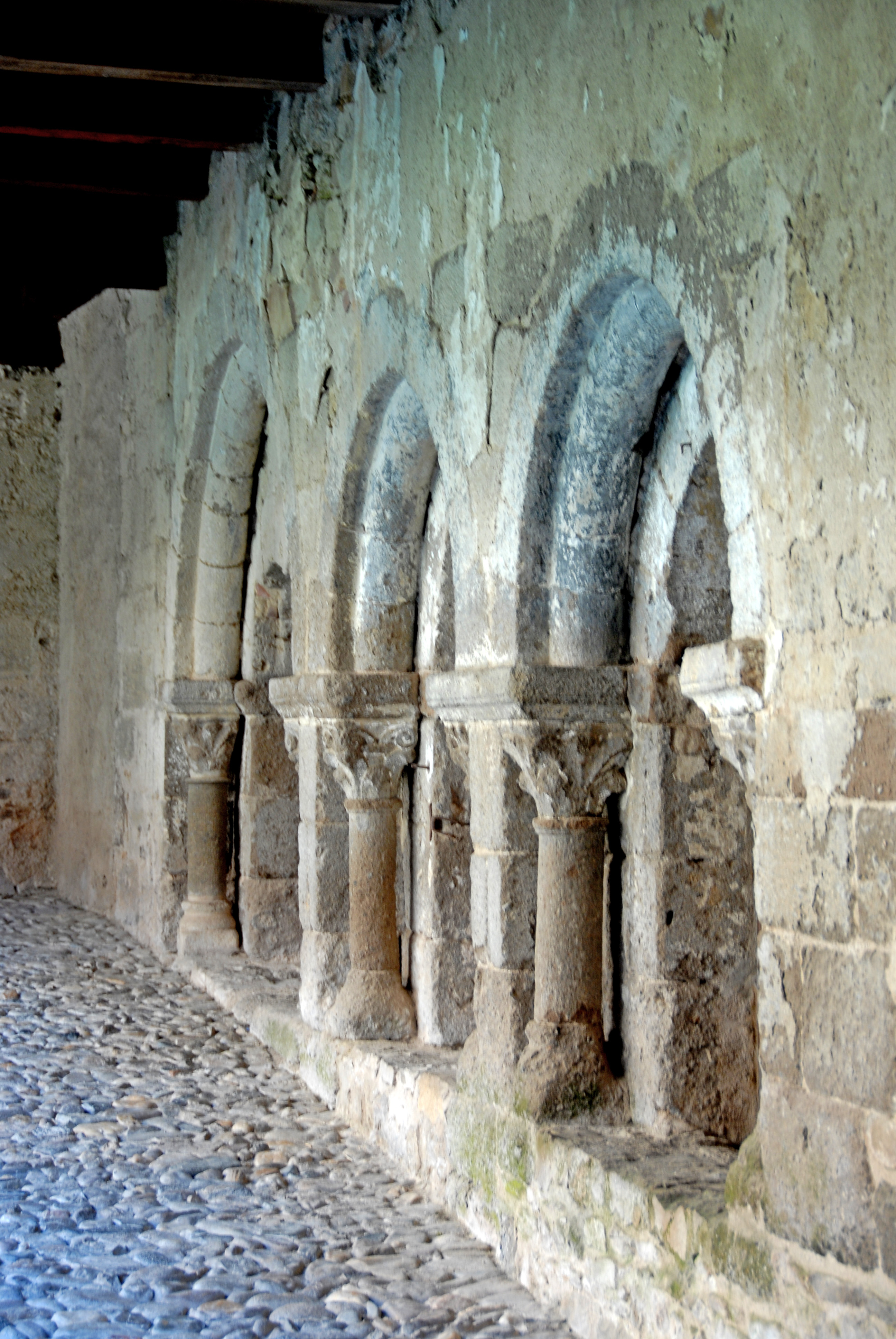
Ostgalerie, Öffnungen zum ehem. Kapitelsaal
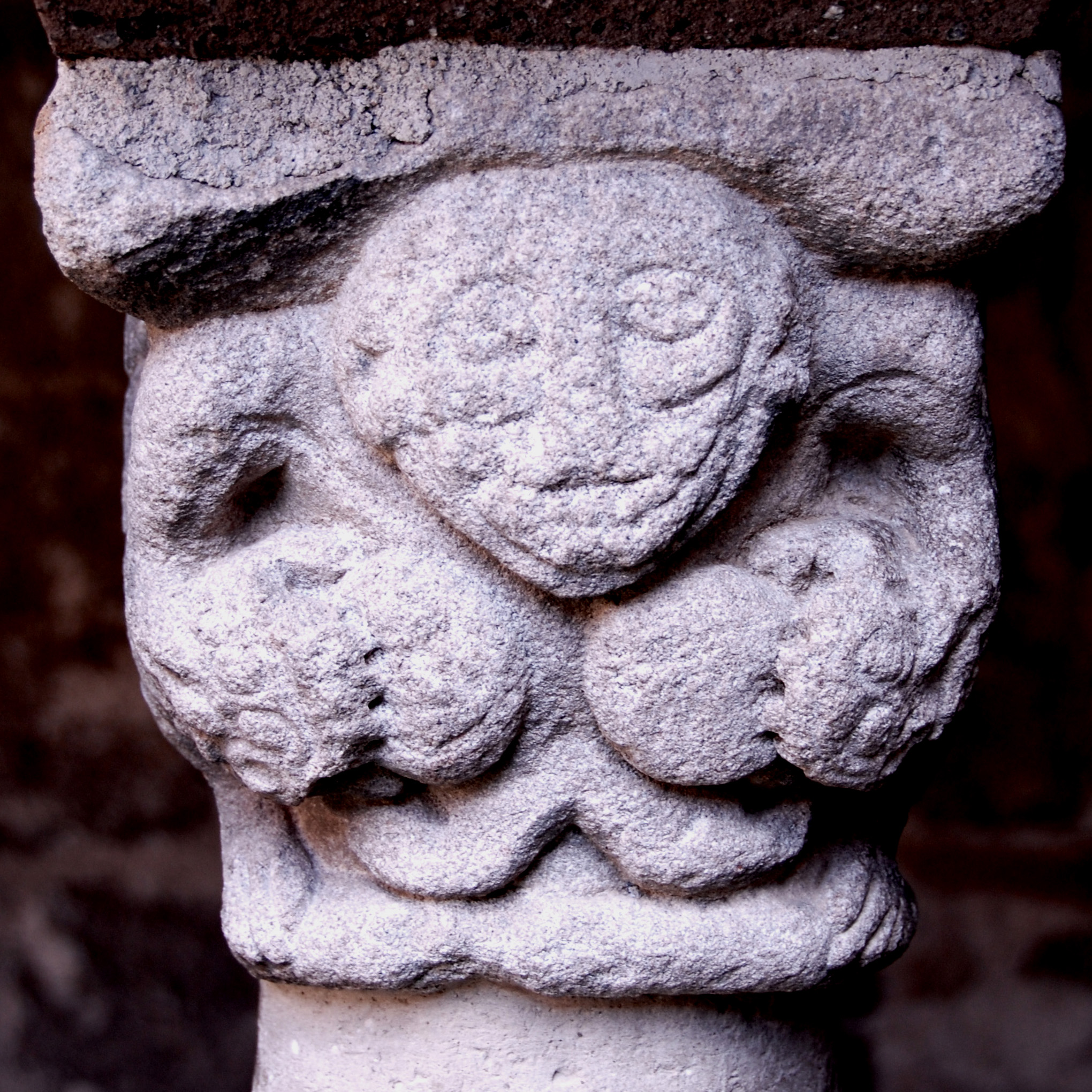
Kapitell, Luxuria säugt 2 Salamander

Von besonderer Bedeutung ist eine originelle Version des alten Themas der Luxuria mit den Schlangen an der Brust. Die Frau stillt hier zwei Salamander, die aus dem Mund eines auf der Kapitellrückseite kauernden Mannes – des Geizigen – kriechen, der an der um den Hals hängenden Börse zu erkennen ist. Die Körper der Salamander mit fast handähnlichen Füßen, winden sich um die Kapitellseiten. Die Darstellung ist recht grob, etwa im Vergleich zu einem Kapitell von Blesle, wo dasselbe Thema mit großer Geschicklichkeit behandelt ist. Unklar ist, warum gerade dieses Symbol doppelter Lasterhaftigkeit – Geiz und Unzucht – an diesem Ort gewählt worden ist.
Einige Kapitelle der Westgalerie und die Säulen, auf denen sie ruhen, wurden anscheinend in sehr früher Zeit ausgebessert. Die meisten Kapitelle der Südgalerie wurden im Zuge einer Restaurierung überarbeitet.
Der ehemalige Kapitelsaal im Anschluss an den südlichen Querhausarm erstreckte sich noch ein Stück weiter nach Süden als die heutige Sakristei. Sie umfasste jedenfalls noch die letzte der drei erhaltenen, ziemlich niedrigen, aber eindrucksvollen Arkaden, die sich zur Ostgalerie des Kreuzgangs öffnen. In den drei rundbogigen Wandnischen sind Archivolten eingestellt, von denen die der Kirche am nächsten liegende breiter und höher ist als die beiden anderen. Ihre Bögen bestehen aus wulstigen Rundstäben, die auf kurzen Säulen ruhen, und sind von stark verwitterten Kapitellen mit pflanzlichen Ornamenten gekrönt, deren Ranken sich teilweise spiralförmig aufrollen. Ihr Stil weicht deutlich ab von denen des Kreuzgangs oder der Kirche. Die ausladenden profilierten Kämpferplatten reichen über die die Nischen trennenden Wandpfeiler hinweg. Unter der größeren Archivolte befindet sich eine Doppelöffnung, die von einem schmucklosen Bogenfeld überfangen wird, welches zentral von einem Säulenpaar mit Kapitellen unterstützt wird.
In der Ostgalerie gibt es noch zwei weitere Öffnungen, eine rundbogige Tür etwa in Galeriemitte, zu der einige Stufen hinabführen, und eine weitere Tür in Nähe des Refektoriums, über die man einst in heute nicht mehr erhaltene Räumlichkeiten gelangte und die heute ins Freie führt.
Etwa in der Mitte der Nordgalerie befindet sich die Tür zum Hauptschiff der Kirche, die über zwei Stufen aufwärts erreicht wird. Ihre rechteckige Öffnung wird von gotischen Profilen umfasst, die in Sturzmitte leicht angespitzt sind.
Die Westgalerie besitzt in der Mitte ein größeres Feld, das mit einem Korbbogen überspannt wird. In deren Außenwand, die eigentlich zum Nachbargebäude gehört, öffnet sich ein breiter Gang, der innerhalb des Gebäudes nordwestlich abschwenkt und in der zum Dorfplatz weisenden Außenwand endet. Dass der breite Zugang schon in der größeren Bogenöffnung der Westgalerie Berücksichtigung fand, deutet auf ein höheres Alter dieses Durchgangs hin.
Die Südgalerie weist an ihrem westlichen Ende eine Tür zum anschließenden Refektorium auf.
Im Obergeschoss der Ostgalerie befindet sich ungefähr in der Mitte der Ostwand eine Tür, die auf eine steinerne Außentreppe führt, die sich an die Wand des Erdgeschosses anlehnt. Ein Stück weiter südlich ist ein größeres Fenster ausgespart. Diese Tür und das Fenster gehörten einmal zu den ehemaligen Konventsräumen im Obergeschoss des Ostflügels, die bis auf die Wand zum Kreuzgang allesamt verschwunden sind.
Im Obergeschoss der Nordgalerie findet man die Fenster der Südwand des Kirchenschiffs.
Die Außenwand der Westgalerie gehört wieder zum Nachbargebäude. In ihr sind mehrere Fenster- und eine Türöffnung ausgespart. Die Öffnungen in beiden Geschossen dieser Wand deuten darauf hin, dass das recht große Nachbargebäude zu den Abteigebäuden in enger Beziehung stand. Die Vorstellung, dass in diesem Haus Kanonissen eigene Wohnungen besaßen, ist durchaus plausibel.

Kreuzgangkapitelle
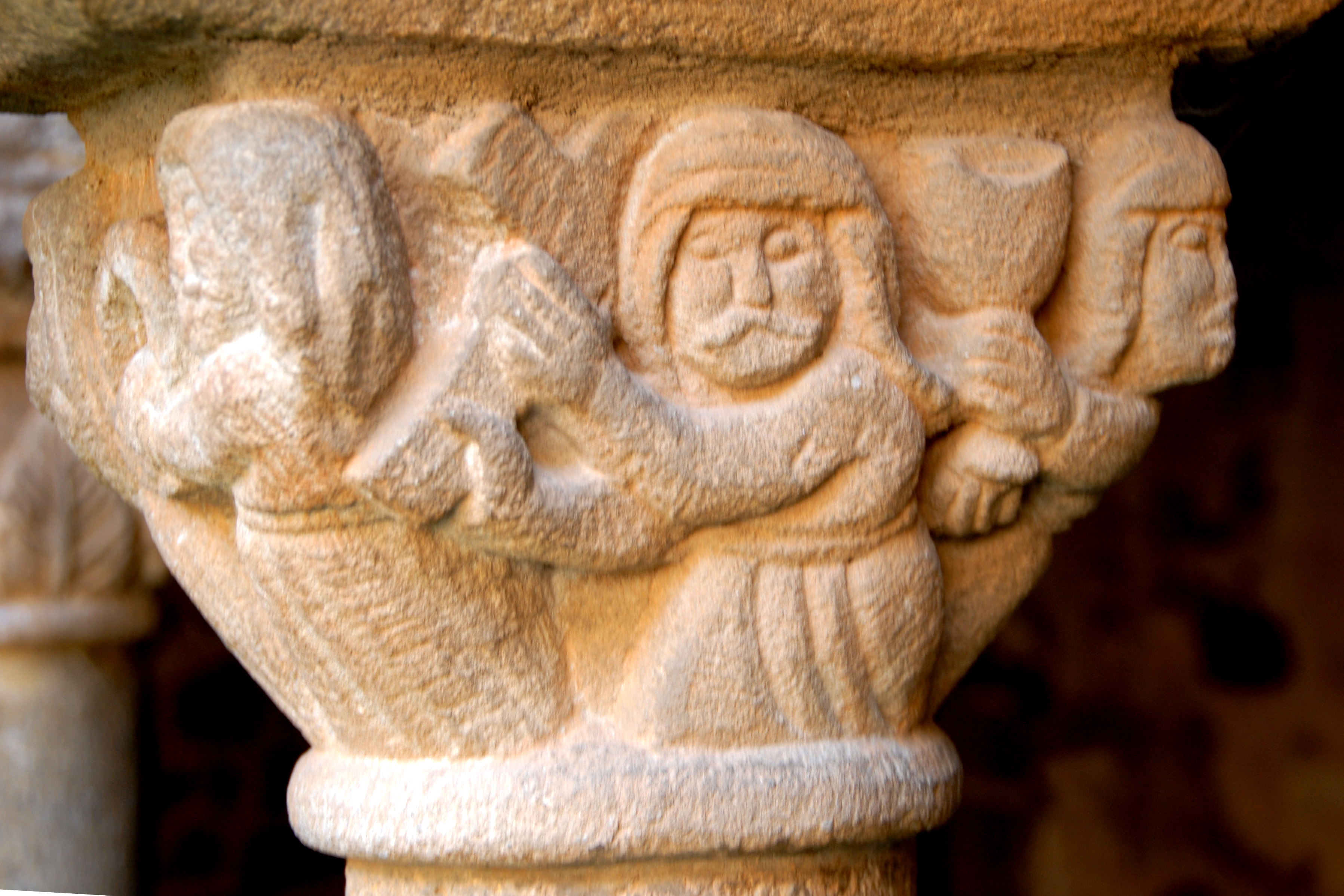
Mönche tragen Kreuz u. Kelch
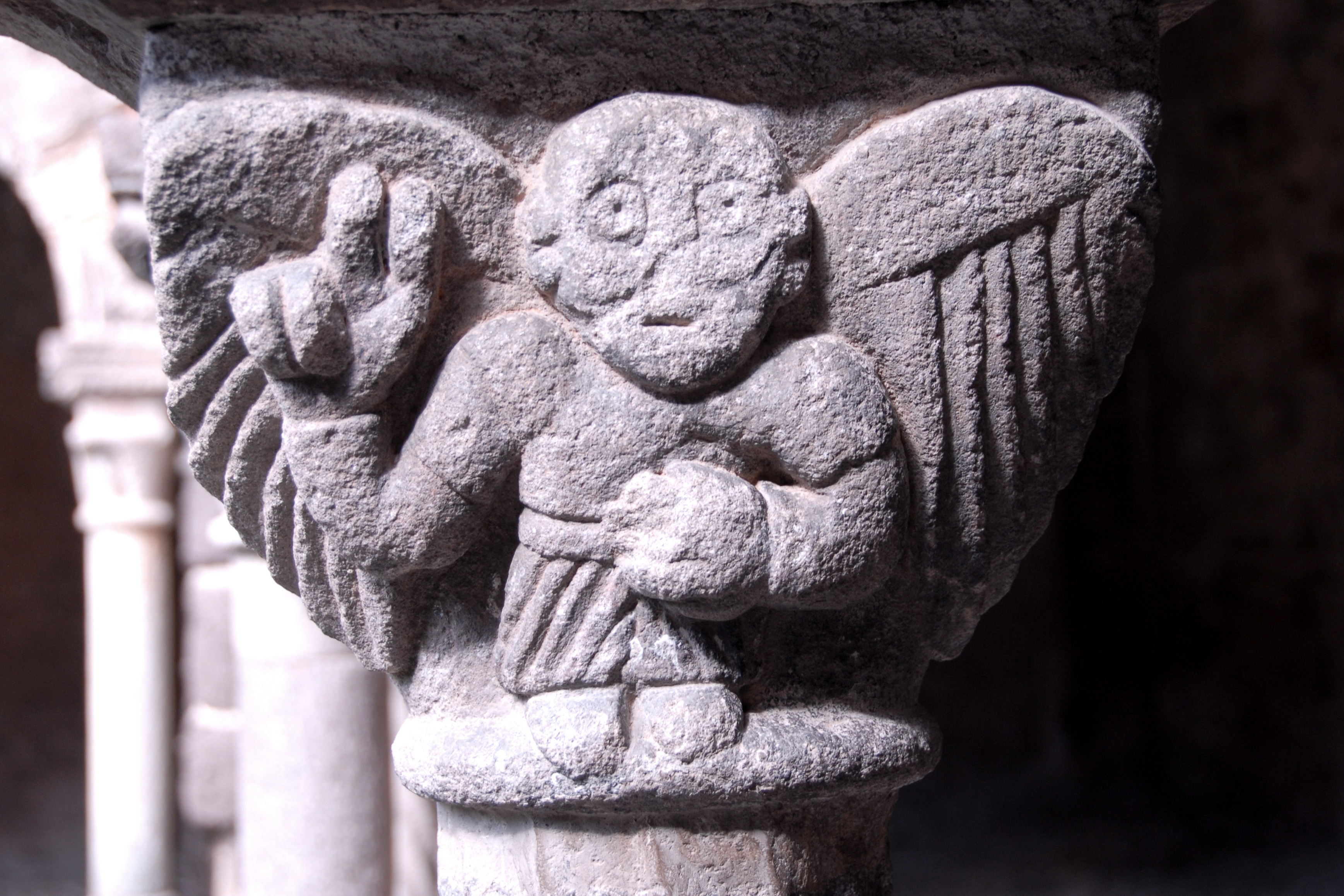
Engel mit Segensgestus
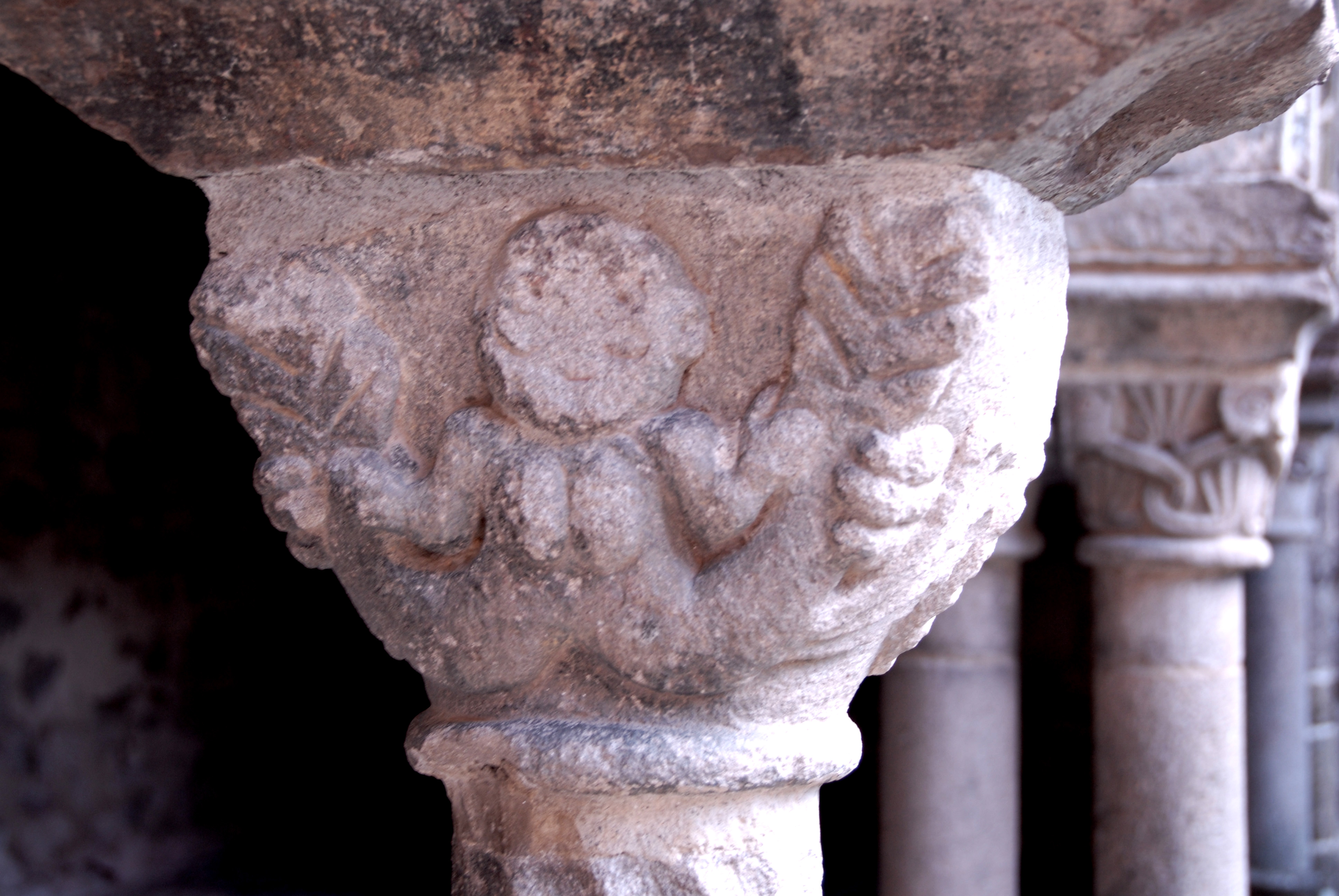
Sirene mit Doppelschwanz
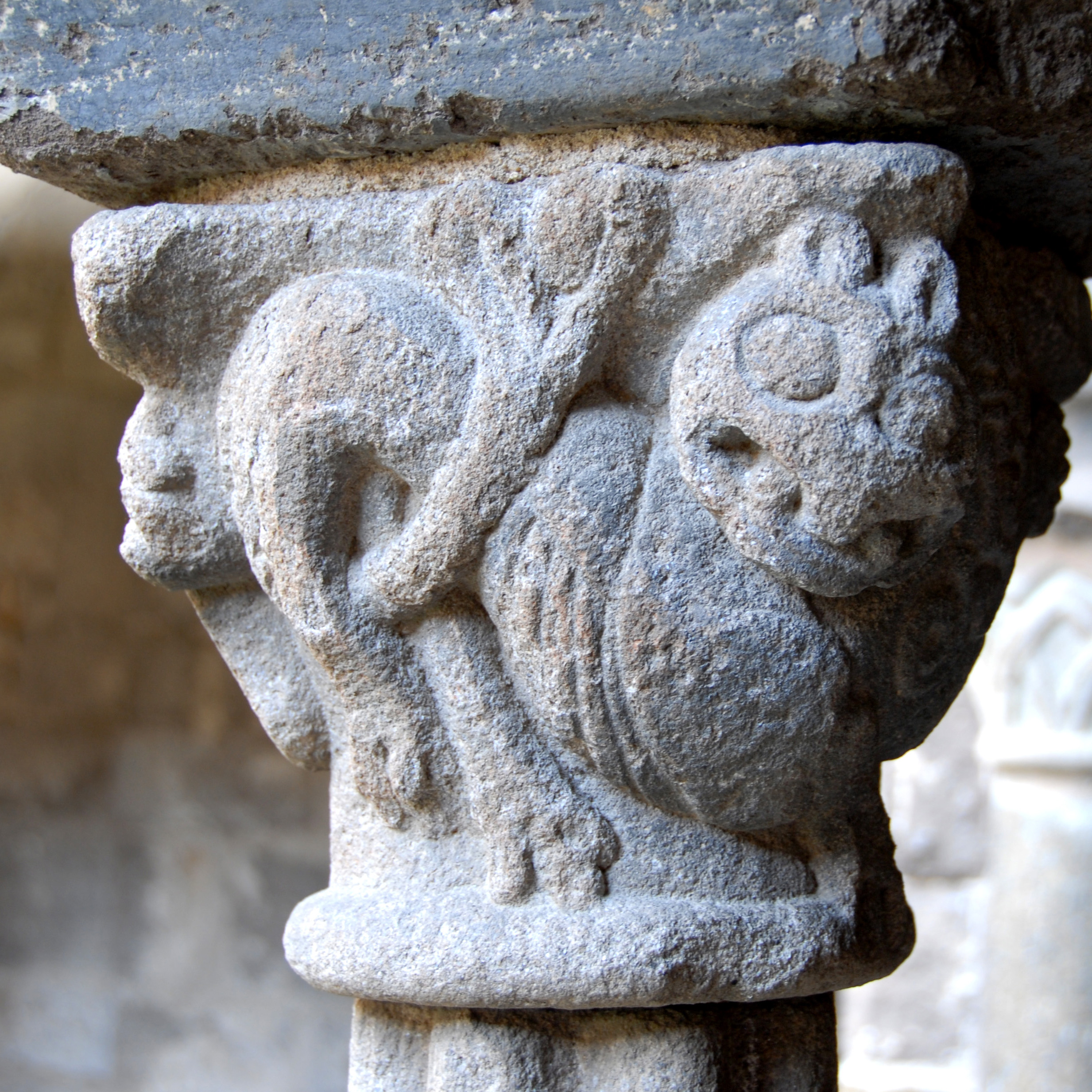
Löwe mit Kugelaugen
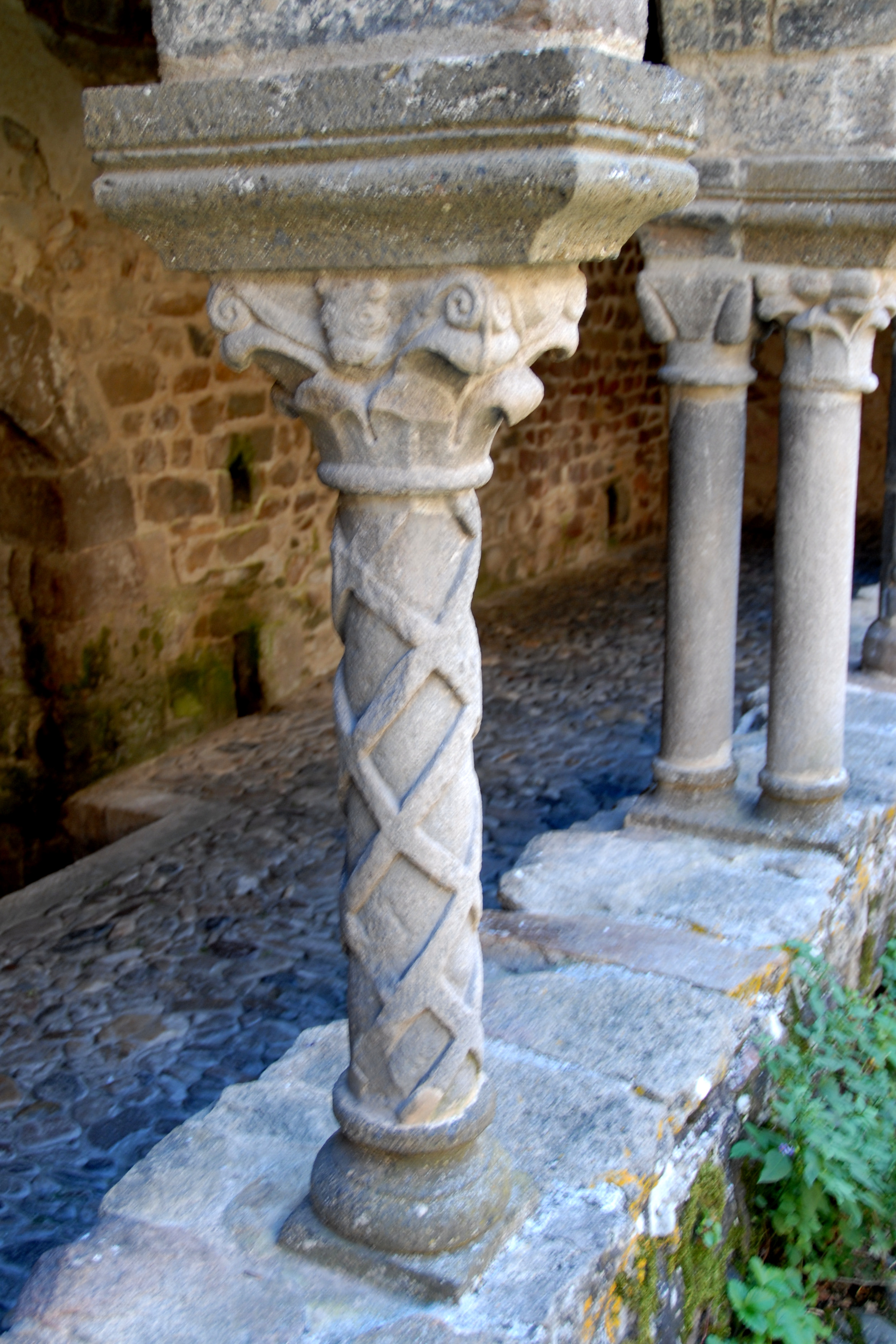
Säulchen mit Flechtornament
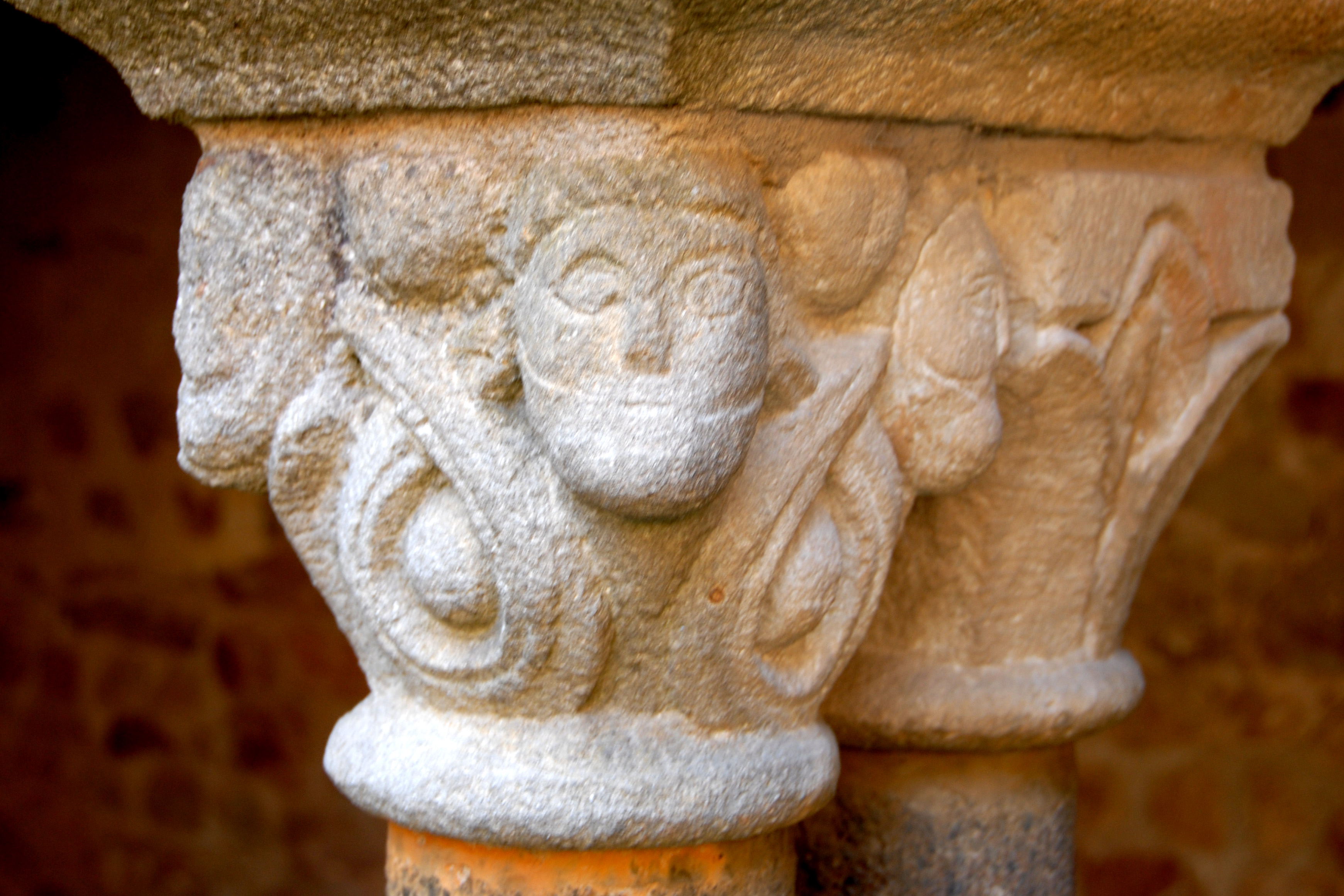
Masken mit Ranken
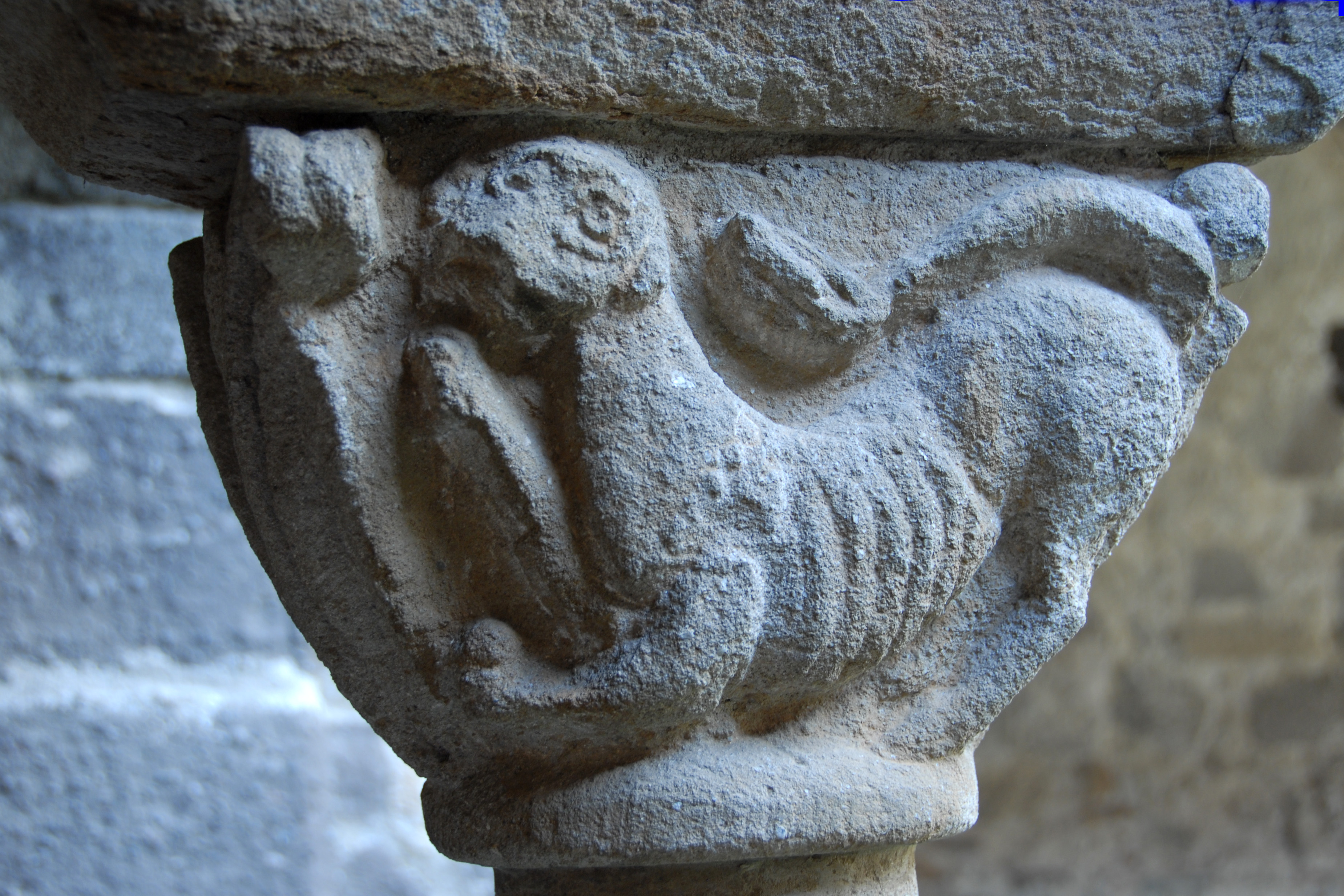
Löwe
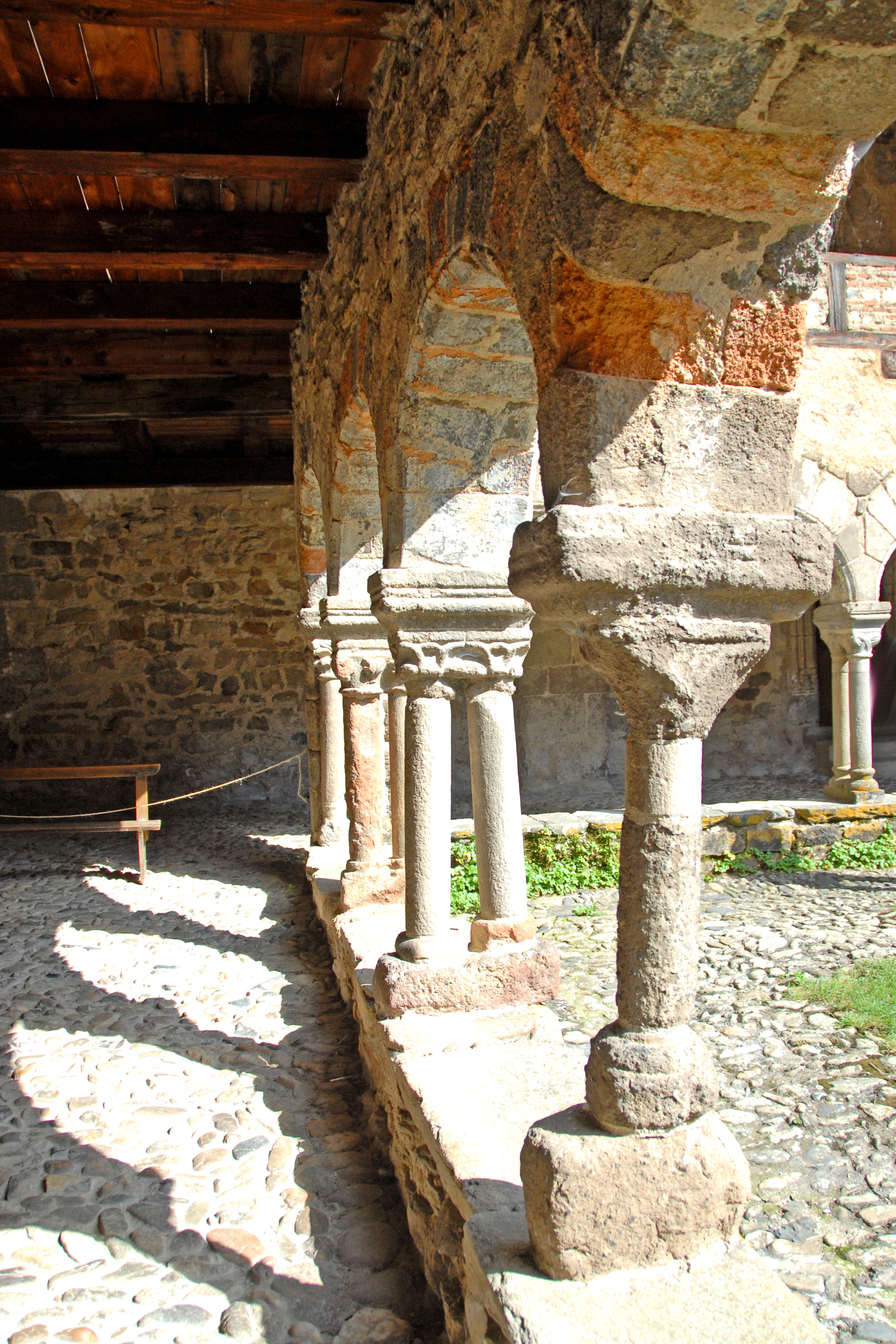
Kreuzgangarkatur

### Refektorium

#### Inneres

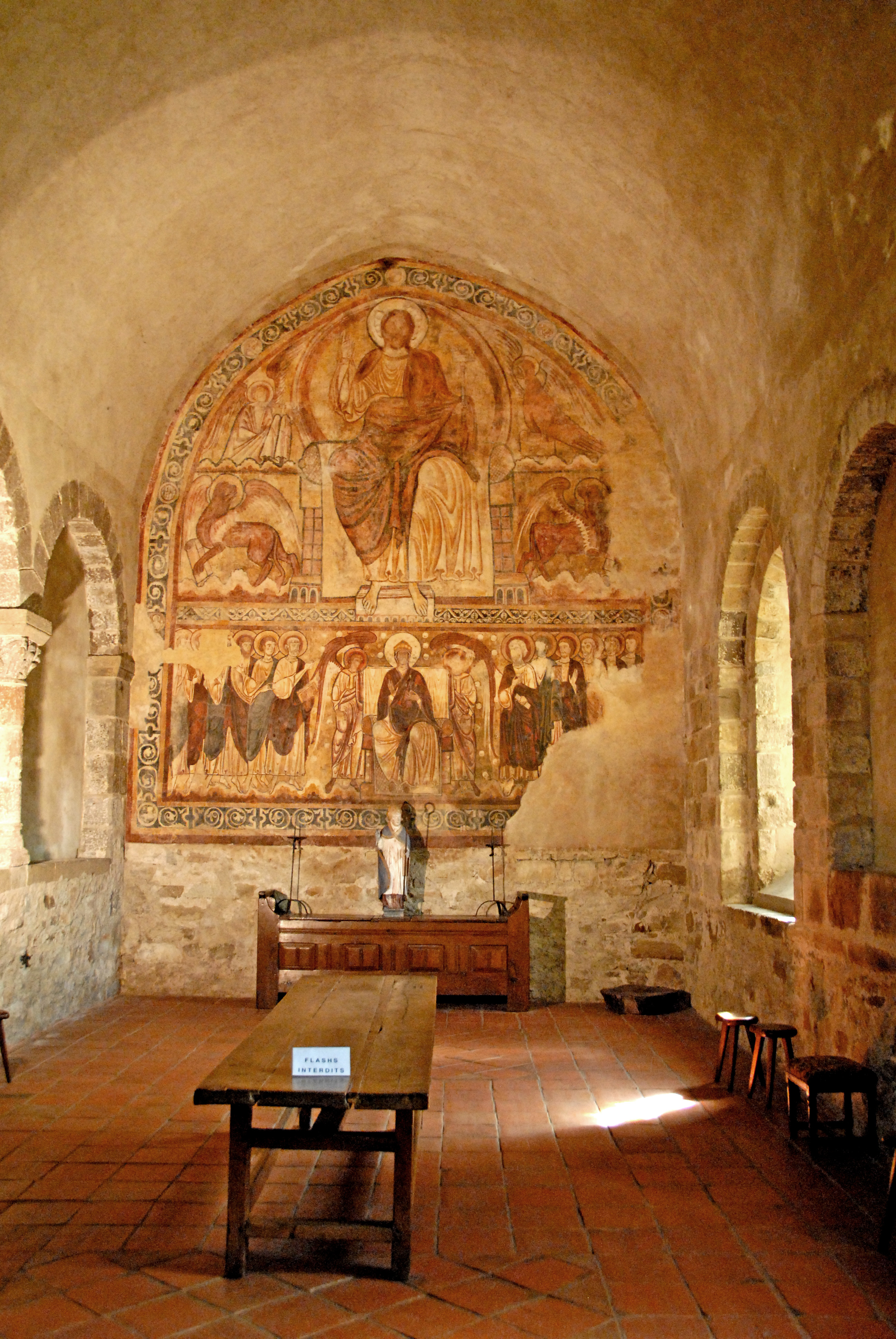
Refektorium, Blick nach Osten, Fresko

Der als Refektorium bezeichnete Raum im Süden des Kreuzgangs hat nahezu die gleiche Grundrissausdehnung wie das Hauptschiff der Kirche und birgt einen schönen geräumigen Saal. Er wird von einem leicht angespitzten Tonnengewölbe überdeckt, dessen Wölbung nahtlos aus den Wandoberflächen übergeht.
Die Nordwand wird durch eine vierfache Blendarkatur gegliedert, die ein Stück neben der Tür beginnt und bis knapp vor die Giebelwand reicht. Die Arkadennischen beginnen etwa einen Meter über dem Boden. Die halbkreisförmigen Bögen mit rechtwinkliger Bogenkante stehen auf Säulchen mit Blattkapitellen, kräftigen profilierten Kämpfern, profilierten Basen und rechtwinkligen Plinthen. Die Endbögen ruhen auf den Wandecken mit Kämpfern, wie bei den Säulen.
Die Südwand wird dominiert durch drei rundbogige Fenster, deren Leibungskanten abgestuft und deren Gewände weit ausgeschrägt sind. Zwischen den Fenstern sind zwei rundbogige Nischen eingelassen, deren Brüstungen ungleich höher angeordnet sind. In der Westwand ist ein hoch gelegenes Rundbogenfenster mit weit ausgeschrägten Gewänden ausgespart. Die Kante der steil abgeschrägten Fensterbank liegt etwa in halber Wandhöhe. Im unteren Wandbereich sind drei tiefe Nischen angeordnet, die von Stichbögen überdeckt und von schlanken Wänden getrennt werden. Die sind mit schmiedeeisernen Gittertüren ausgerüstet. Hier wurde einmal wertvolles Inventar verschlossen. Die Ostwand wird von einem beachtenswerten Fresko geschmückt. (Siehe separaten Absatz)
In einer der Nischen der Südwand ist der Korpus eines großen Kruzifixes ausgestellt. Auf einer Kommode steht die Statue eines Bischofs mit Mitra und Krummstab. An der Westwand hängt eine bemalte Skulptur, die offensichtlich den segnenden Gottvater darstellt. Sein Torso ragt mit weit ausgebreiteten Armen aus einem Wolkenknäuel hervor, die Rechte entbietet den Segensgestus, das langbärtige Haupt ist frontal mit leichter Wendung nach rechts dargestellt. Der Oberkörper wird von einer weit geschlungenen Ranke umfasst.
Außen vor dem östlichen Giebel des Refektoriums führt eine Treppe hinunter in einen dunklen Kellerraum mit den gleichen Grundrissmaßen wie das Refektorium darüber. Er wird ebenfalls mit einem angespitzten Tonnengewölbe überdeckt. Es handelt sich vermutlich um den Hauptvorratsraum des Klosters.

Refektorium
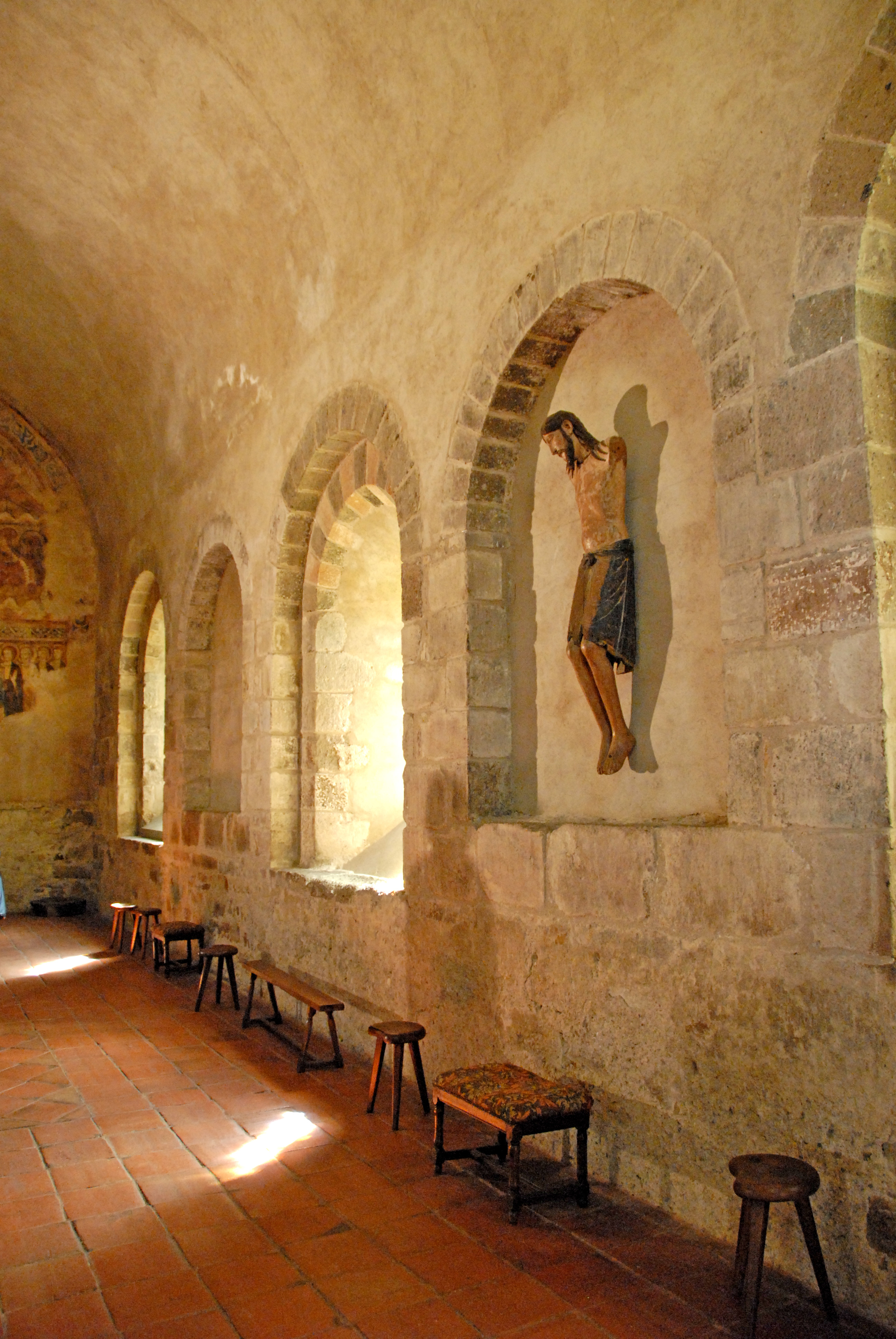
Südwand
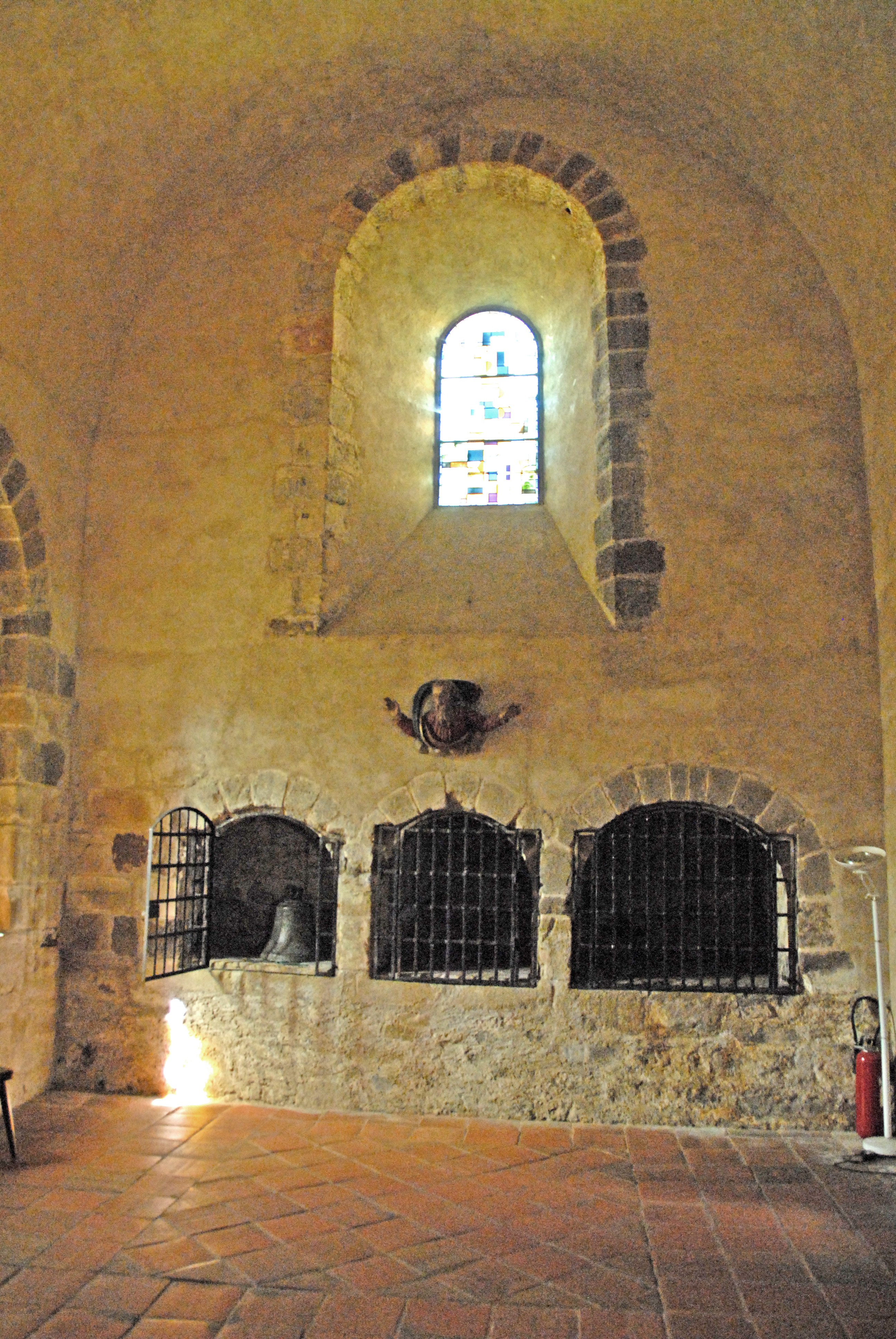
Westwand mit vergitterten Nischen
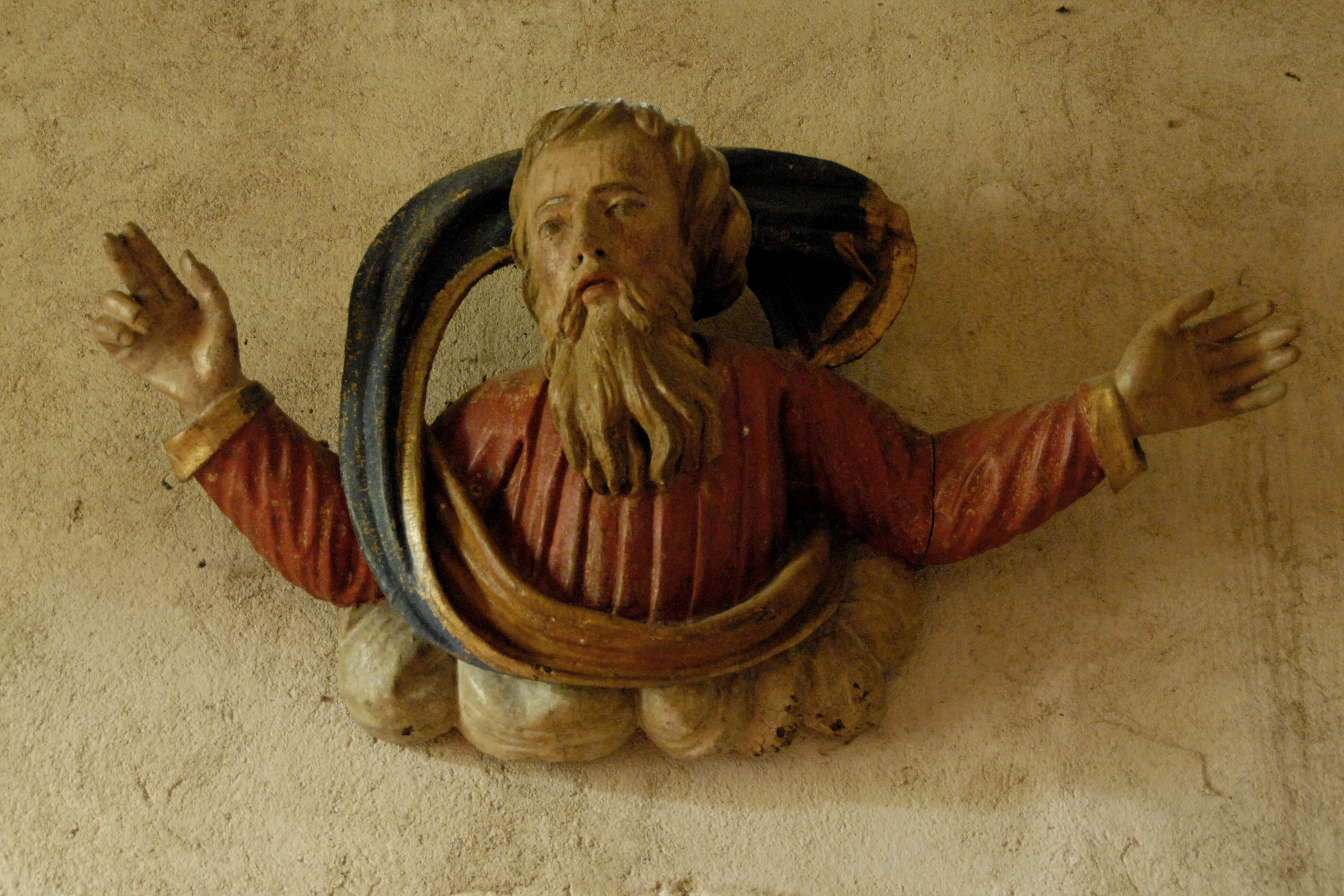
Skulptur segnender Gottvater
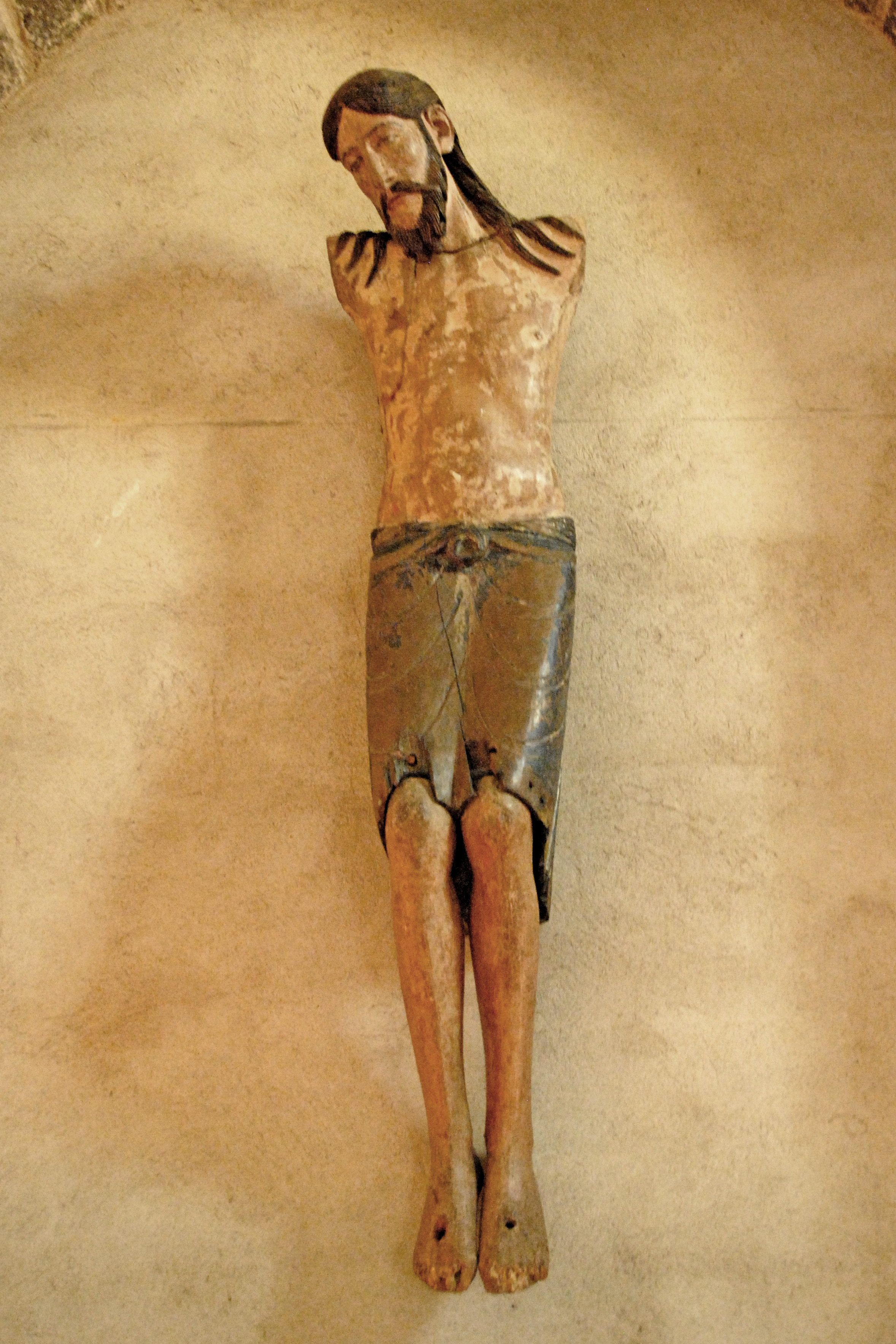
Korpus eines Kruzifixes

#### Äußere Gestalt Refektorium

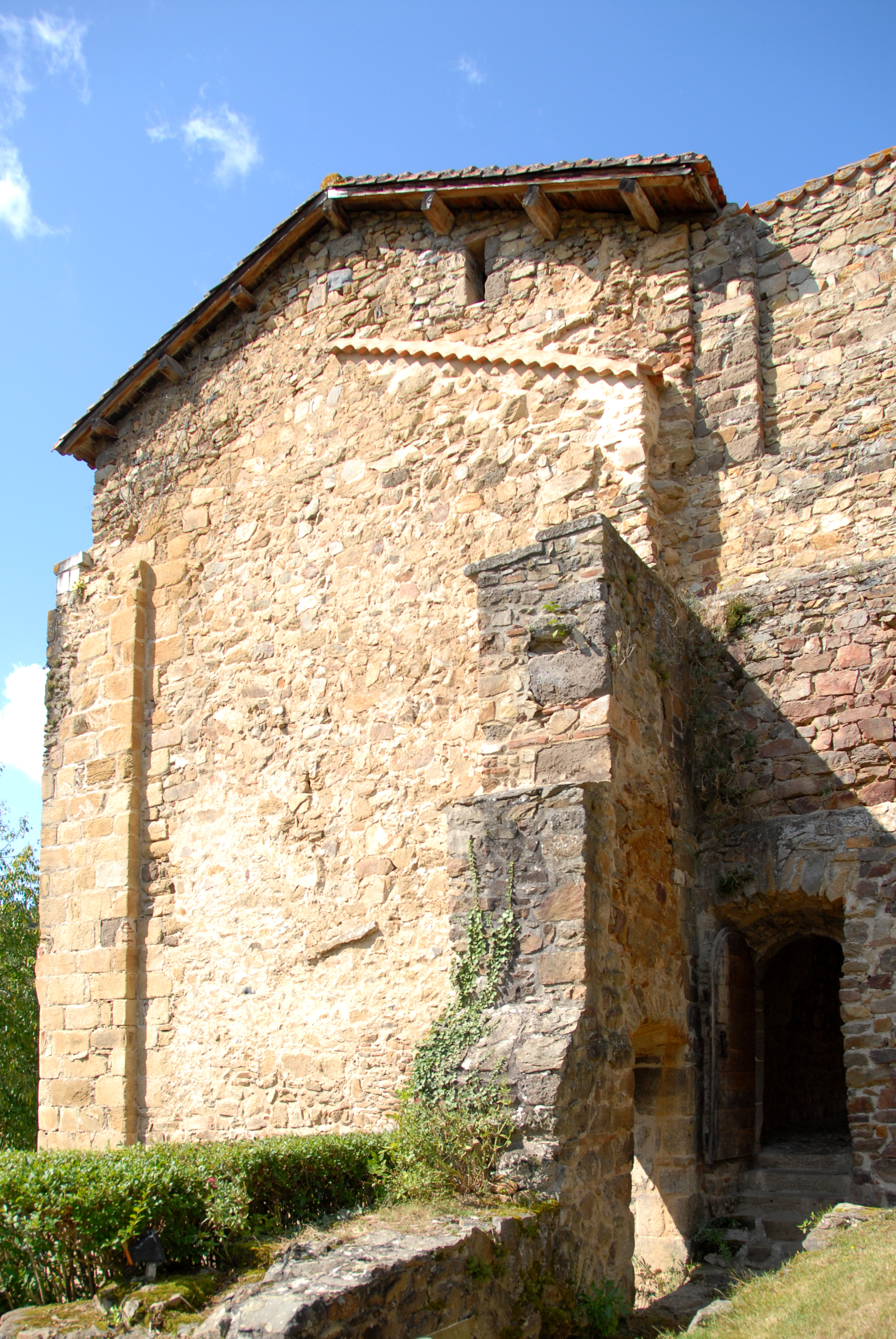
Refektorium, Ostgiebel, Relikte von Anbauten

Der lang gestreckte Kubus des Refektoriums wird mit einem Satteldach überdeckt mit etwa 20 Grad Neigung und einer Eindeckung mit roten Hohlziegeln im römischen Format. Die Südwand wird gegliedert von vier kräftigen Strebepfeilern, zwischen denen zentriert vier Rundbogenfenster ausgespart sind. In der Westwand ist ein größeres Rundbogenfenster weit höher angeordnet. Die östliche Giebelwand zeigt in der Höhe Konturen eines ehemals tiefer anschließenden Satteldachs. Im unteren Bereich weisen abgehende, verschieden hohe Wandstücke auf einen ehemaligen Anbau hin.

### Außenbereich

#### Überreste des Ostflügels der Konventsgebäude
Östlich der Ostgalerie des Kreuzgangs zeigen sich noch Überreste des ehemaligen zweigeschossigen Ostflügels der Konventsgebäude und deren Nachfolgebauten.

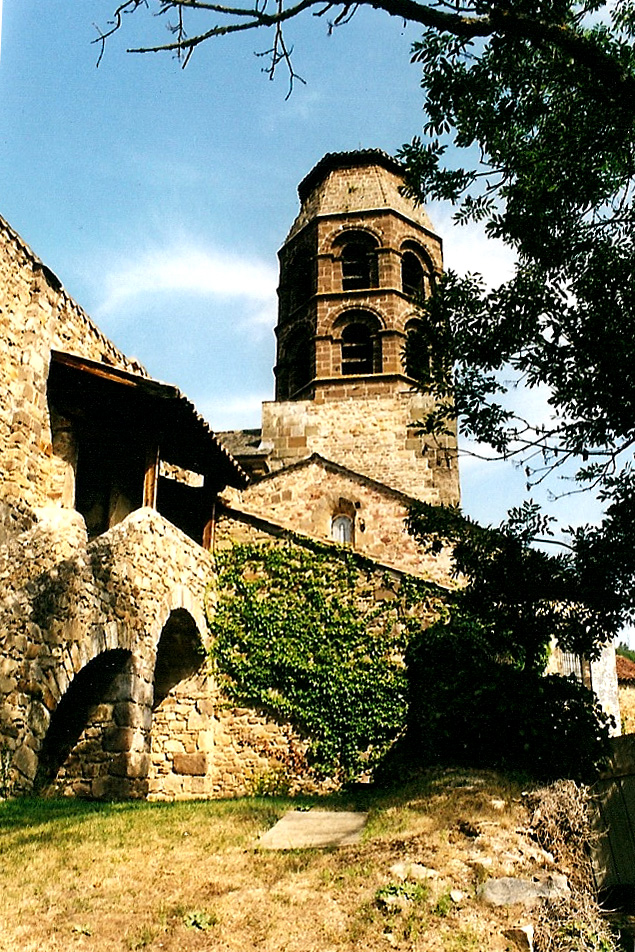
Reste des ehem. Ostflügels, darüber Vierungsturm
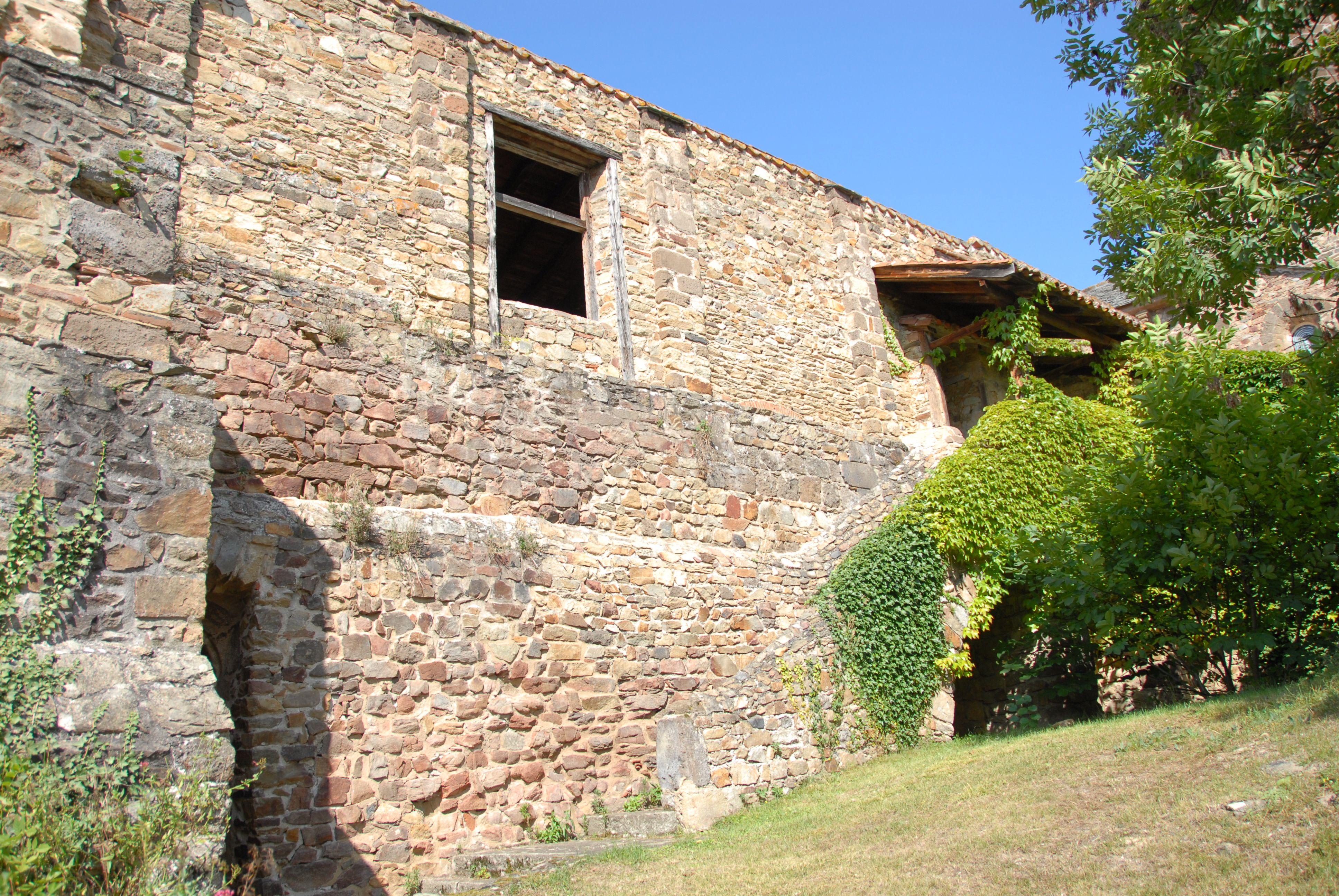
Ostwand des Kreuzgangs
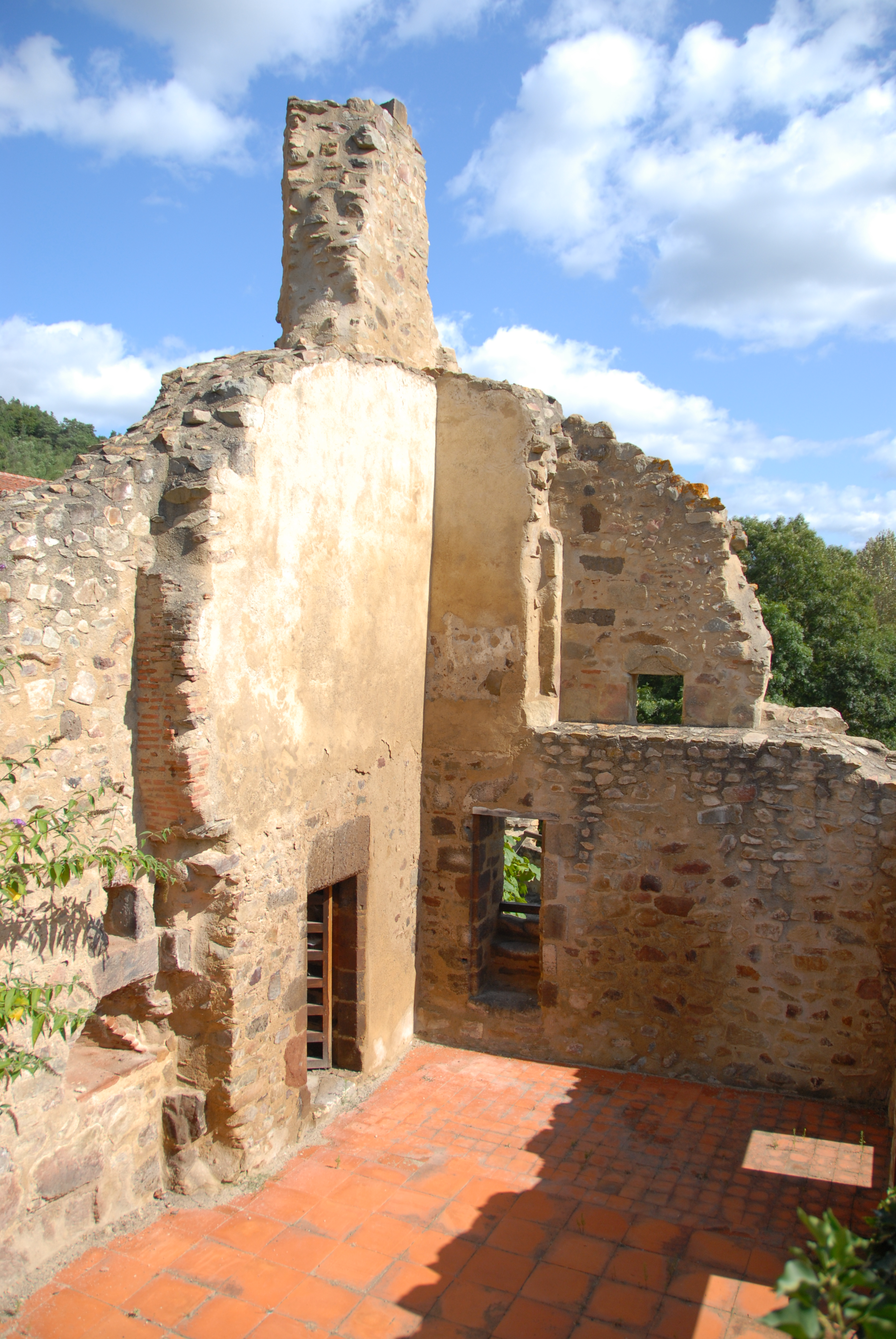
Gebäudereste zwischen Abtei und Wehrmauer
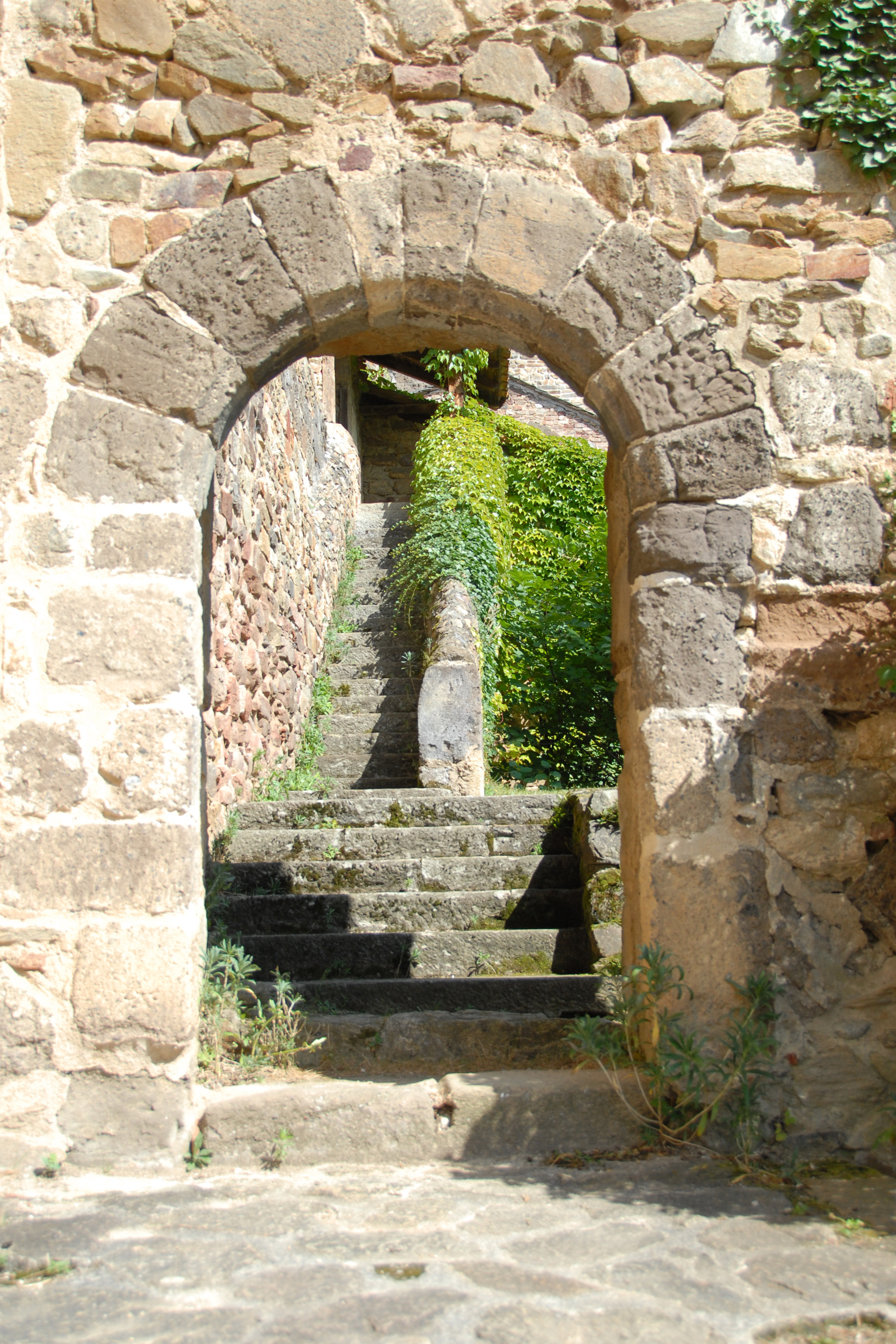
Außentreppe an Ostwand des Kreuzgangs

#### Wehrbauten

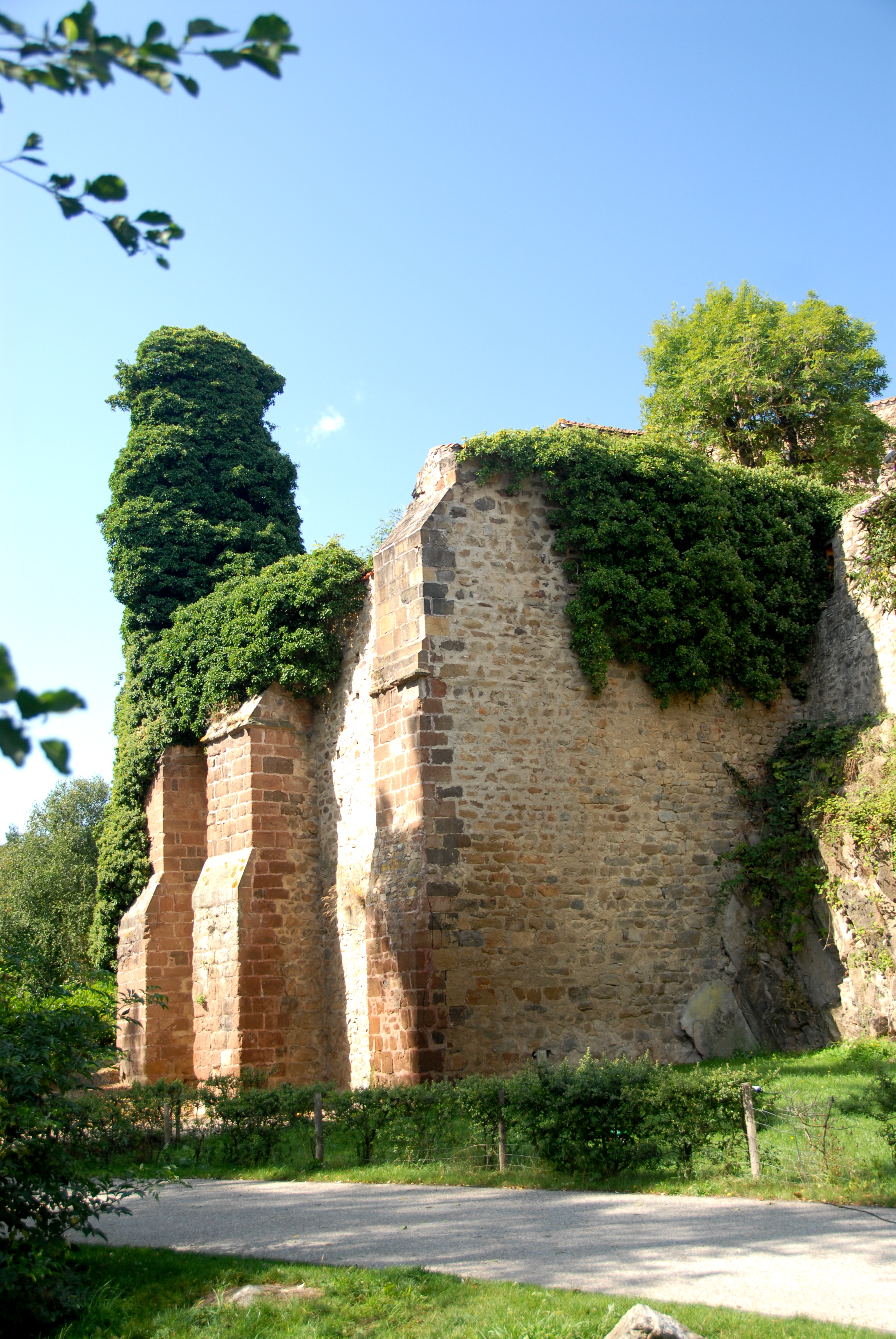
Wehrbauten südöstl. der Abtei, vielleicht ehemaliger Donjon

Das ehemals befestigte Dorf – ein so genanntes Castrum – war rundum mit einer Wehrmauer umgeben, die im Südosten unterhalb der Abtei bis zum Talgrund hinunterreichte. Diese heute noch gewaltig und hoch erscheinende Wehrmauer wird im Teilabschnitt gegenüber dem östlichen Giebel des Refektoriums noch ein beachtliches Stück höher und reicht fast bis zur Höhenlage der Traufen der Ostgalerie des Kreuzgangs. Die untere Hälfte dieses höheren Teils der Wand ist mit drei kräftigen Strebepfeilern verstärkt, in der stark überwachsenen oberen Hälfte sind rechteckige Fensteröffnungen ausgespart. Dieses hohe Gebilde erinnert sehr an die Außenwand eines ehemaligen Donjons. Im Bereich zwischen Wehrmauer und dem ehemaligen Ostflügels der Abtei trifft man auf Grundmauern und Keller verschiedener verwinkelter Räumlichkeiten, die teilweise noch hoch aufragen. Diese beachtlichen Überreste lassen an ein kleines Chateau fort im Kontakt zur nahen Abtei denken. Es bestand im Mittelalter für die Bewohner der Abtei und deren Bedienstete sicher ein Bedürfnis, sich im Falle kriegerischer Belagerungen in den Schutz eines Donjons zurückziehen und dabei ihrem Gotteshaus nahe sein zu können.

## Fresken

### Fresken der Kirche

#### Reste im Seitenschiff

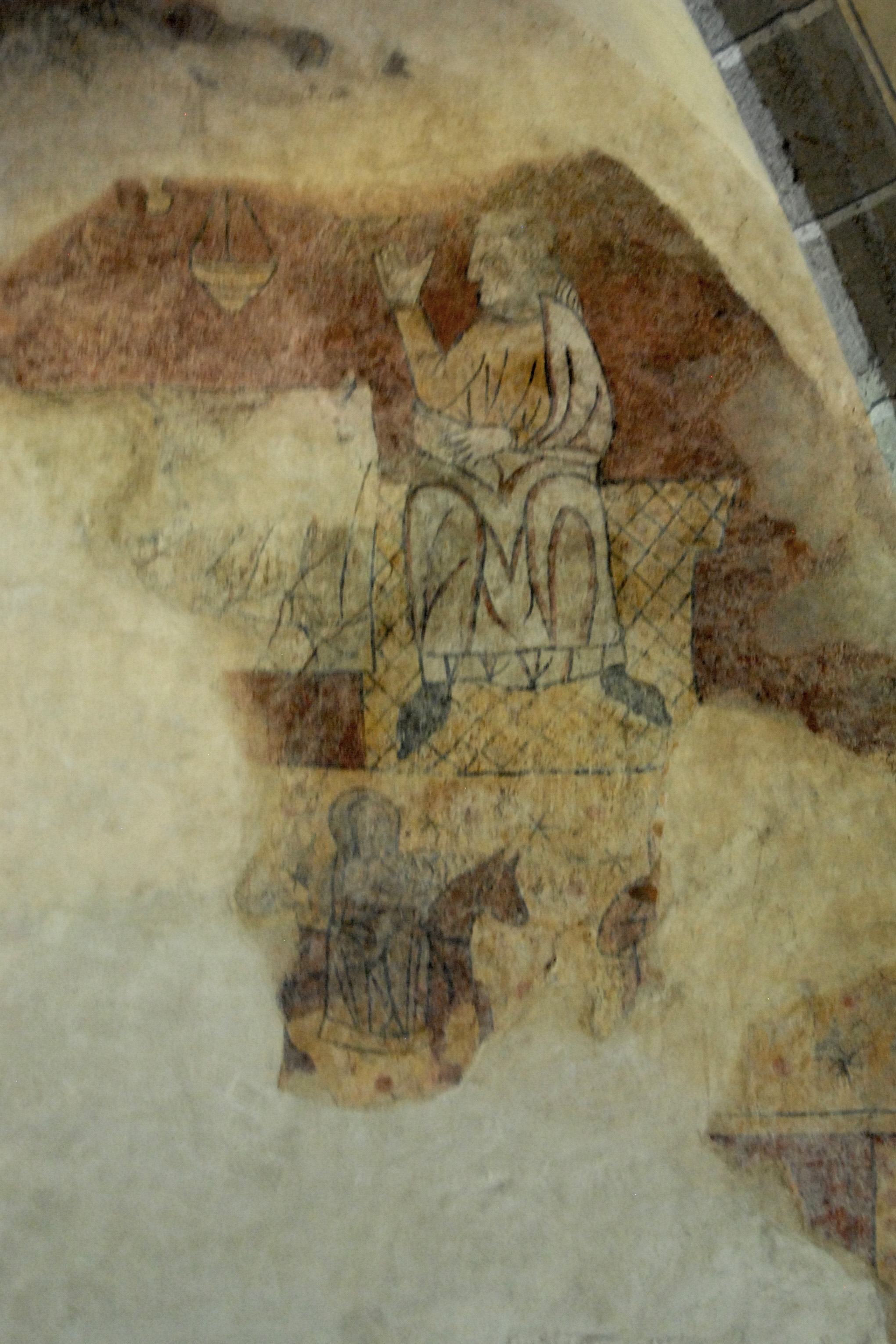
Seitenschiff, Freskenreste auf Querschiffwand

Auf der Wand zum Querschiff und auf der Scheidewand im 3. Joch sind Überreste von Fresken erhalten, die die ältesten der Kirche sein sollen. Sie werden auf das 11. Jahrhundert datiert. Dargestellt wird: Das jüngste Gericht mit seinen Verurteilten und ein schwarzer Teufel. Wenn die Datierung stimmt, deutet sie auf eine sehr frühe Erbauung des Seitenschiffs gegen Ende des 11. Jahrhunderts hin.

#### Fresken im Chor
Die Chorwölbung war einmal vollständig ausgemalt. Davon zeugt noch ein kleinerer Rest, auf dem ein Kopf mit Nimbus zu erkennen ist. Die Wölbungsfläche oberhalb der Wölbungsansätze ist einfarbig hellbeige getönt. Bruchstücke von Fresken vom 12. bis 18. Jahrhundert sind auf den Arkaden, deren Nischen und Fenstergewände erhalten. Neben Personen aus dem Evangelium sind vor allem Ranken- und Blumenfriese, vereinzelt Engel zu sehen. Die Bedeutung der Gebilde mit Schriftbändern in den beiden Blendarkaden ist nicht bekannt. Die lateinischen Inschriften sind weitgehend vergangen. Auf einem liest man noch: …ORA PRO NOBIS. Links des Altars ist gut sichtbar ein farbiges Wappen zu sehen, das als jenes der Familie Montboissier-Beaufort-Canhilac gilt.

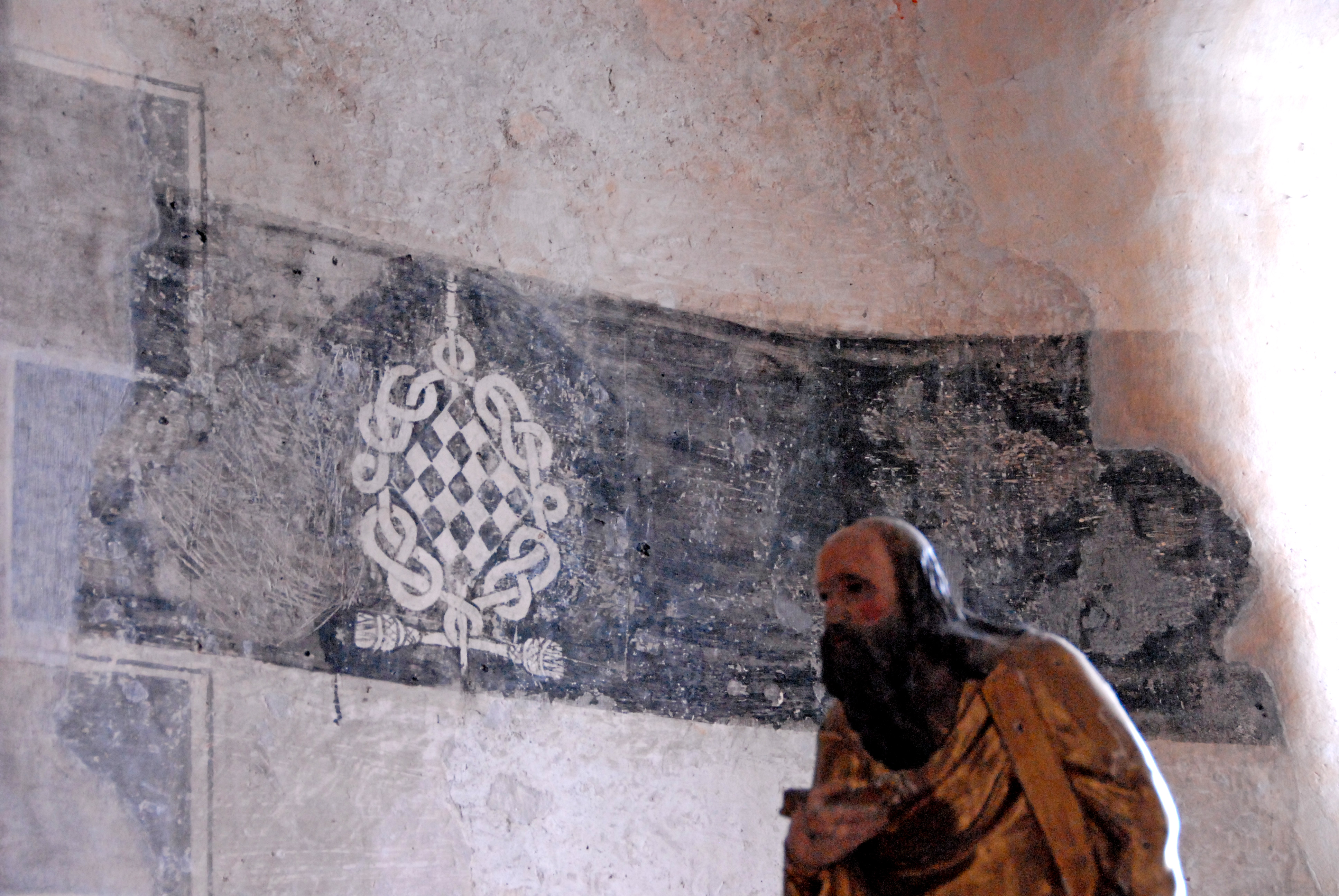
Trauerband mit Wappen
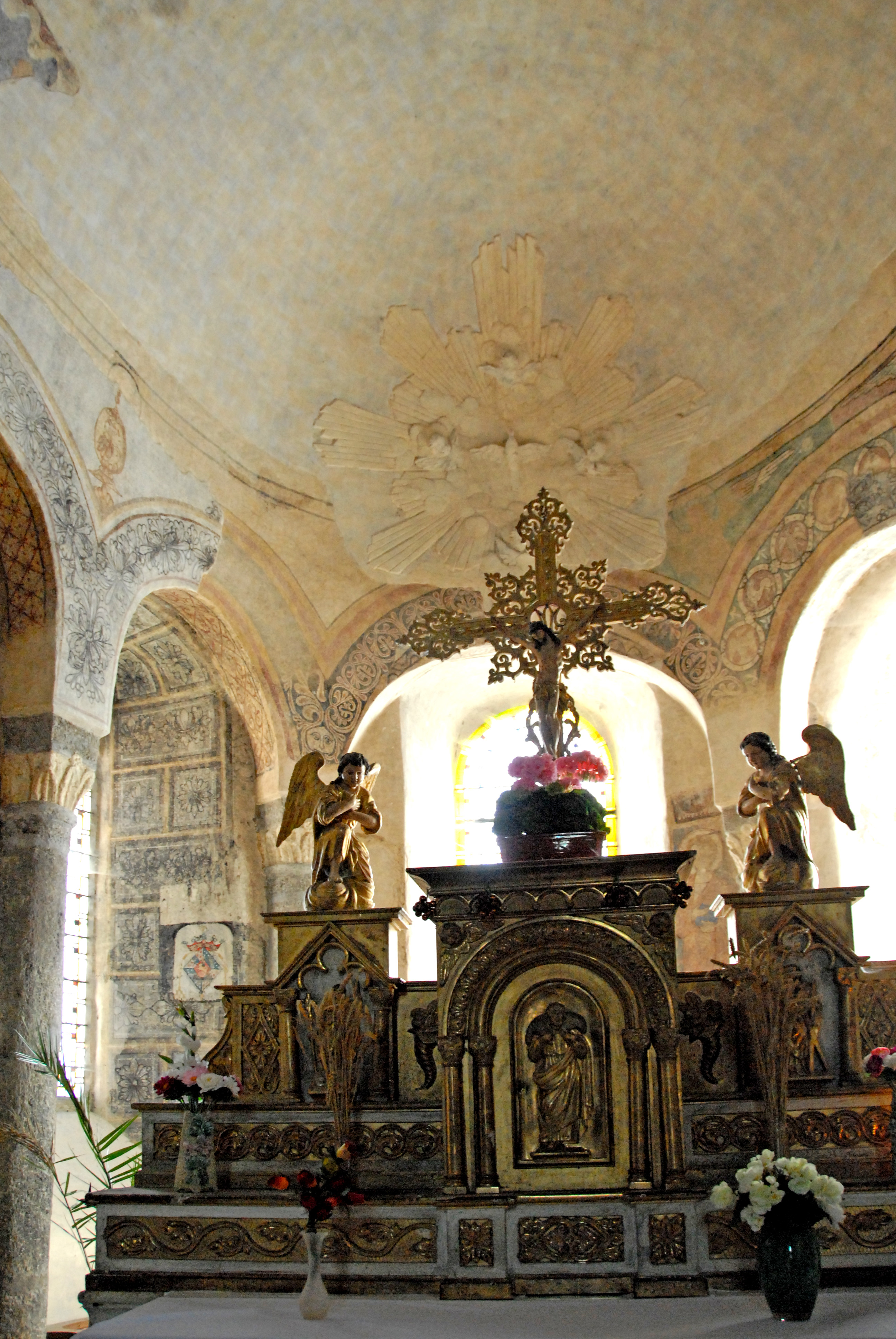
Mitte
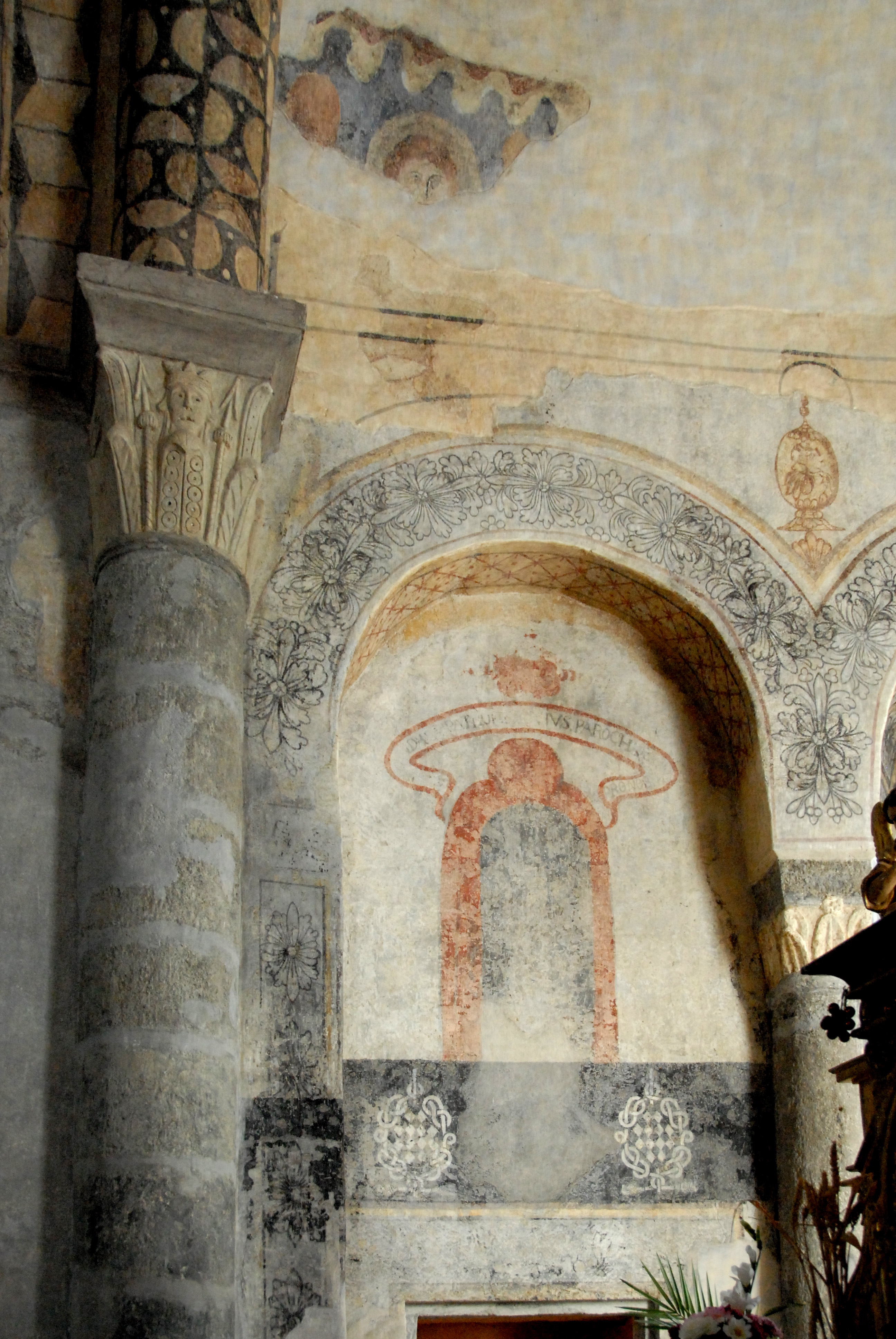
nördl. Blendarkade
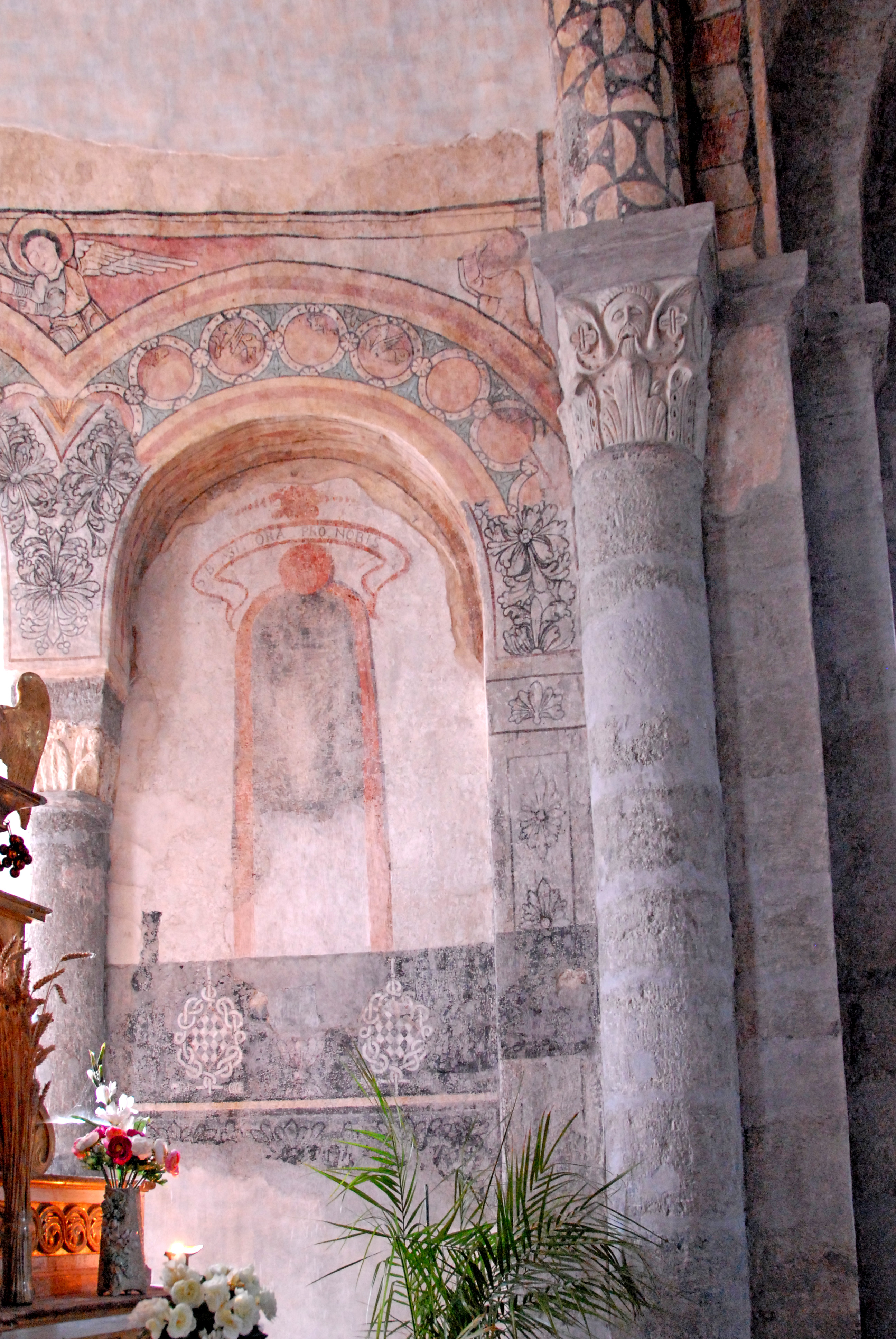
Chor, Blendarkade

#### Fresken im Hauptschiff

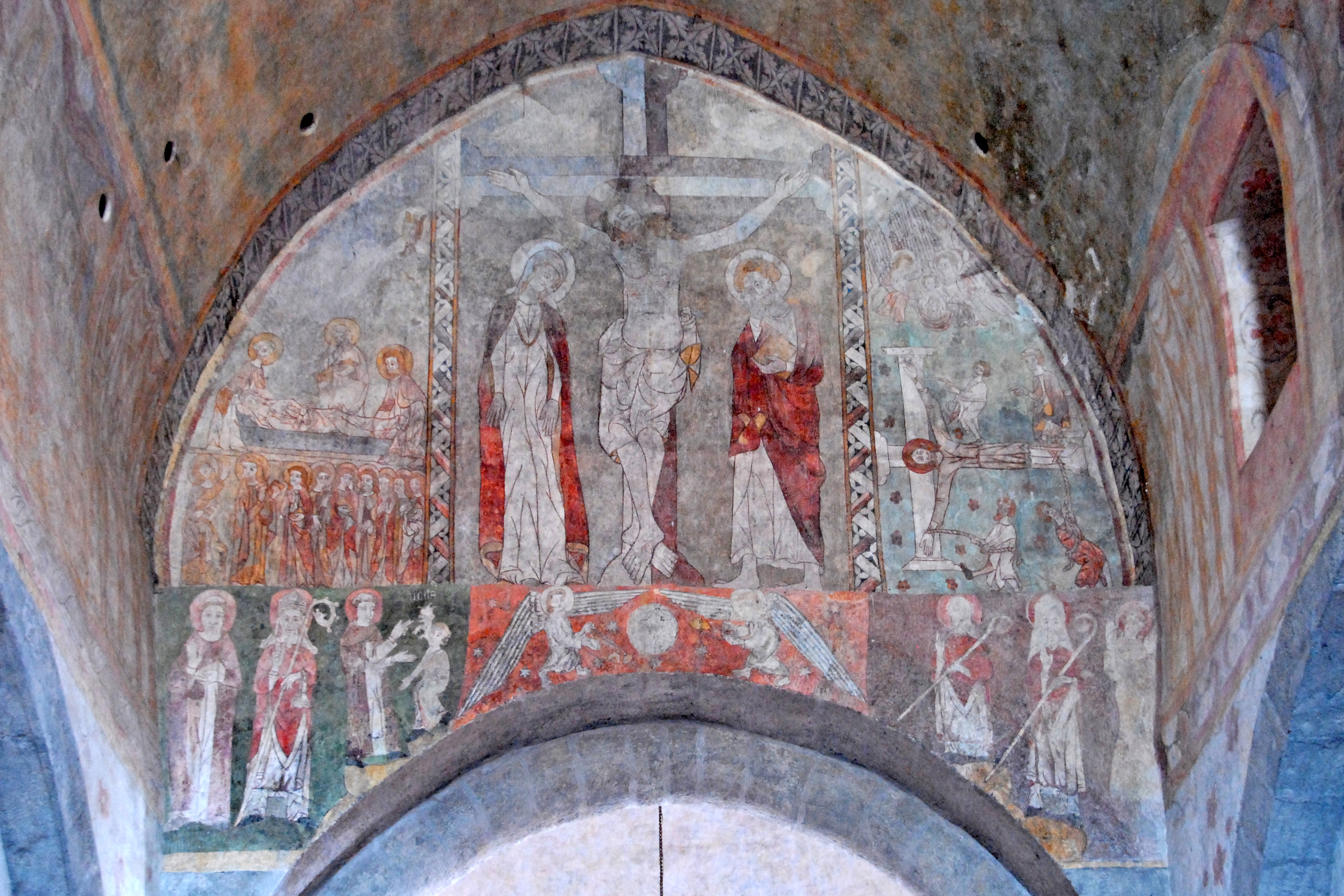
Fresko Ostwand, gesamt

Das Hauptinteresse an der Abteikirche von Lavaudieu gilt den zwischen 1965 und 1980 freigelegten und restaurierten Fresken auf dem großen Bogenfeld der Vierungswand, den oberen Zonen der Seitenwände mit Teilen der Gewölbeflächen und seitlich des Fensters der Westwand. Teile dieser Malereien wurden durch eine Inschrift auf 1315 datiert und sind wahrscheinlich auf Anordnung der Oberin von Comps, Louise von Vissac, angefertigt worden.

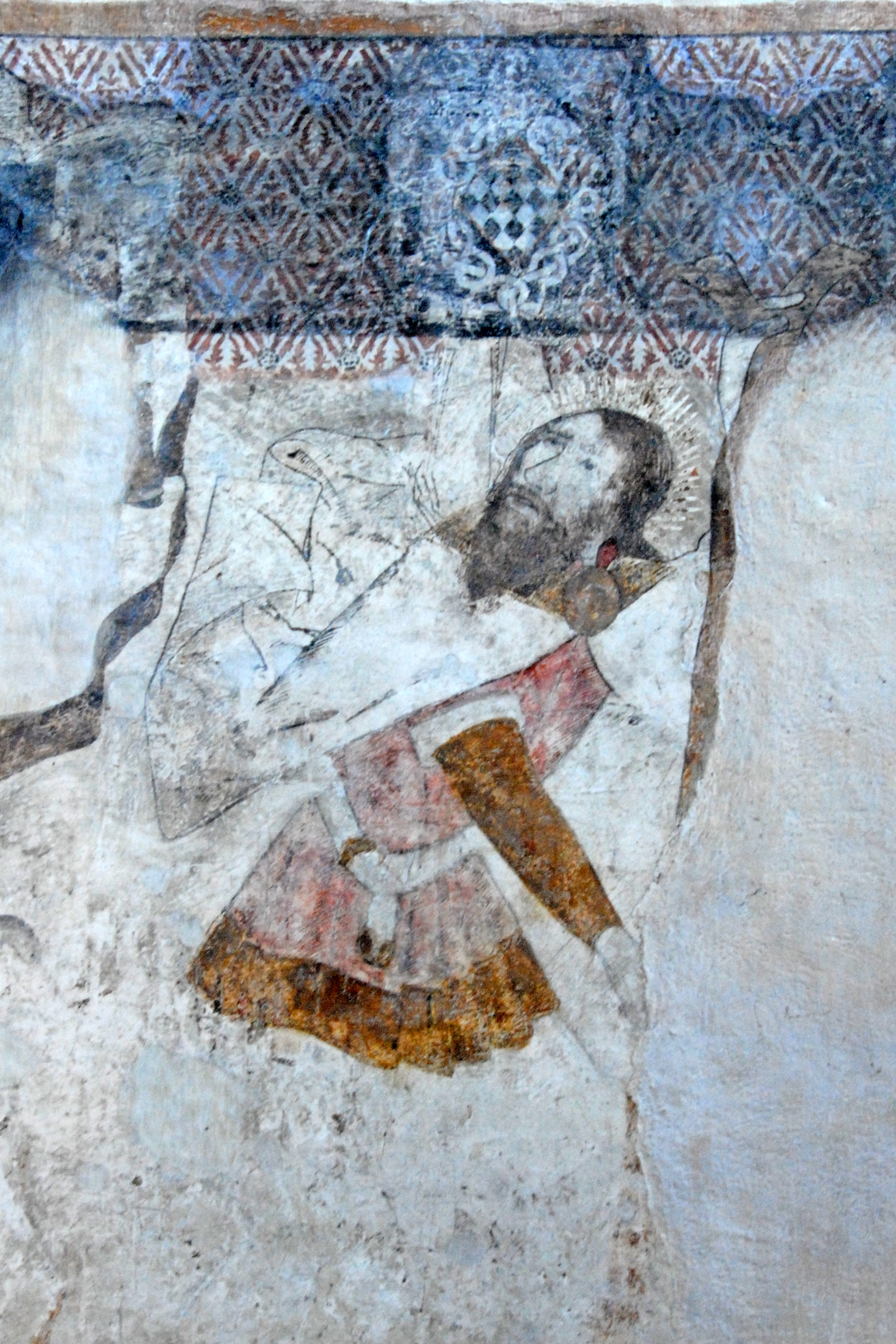
Fresko 1. Joch, Blendarkade Südwand, mit „Begräbnis-Liste“
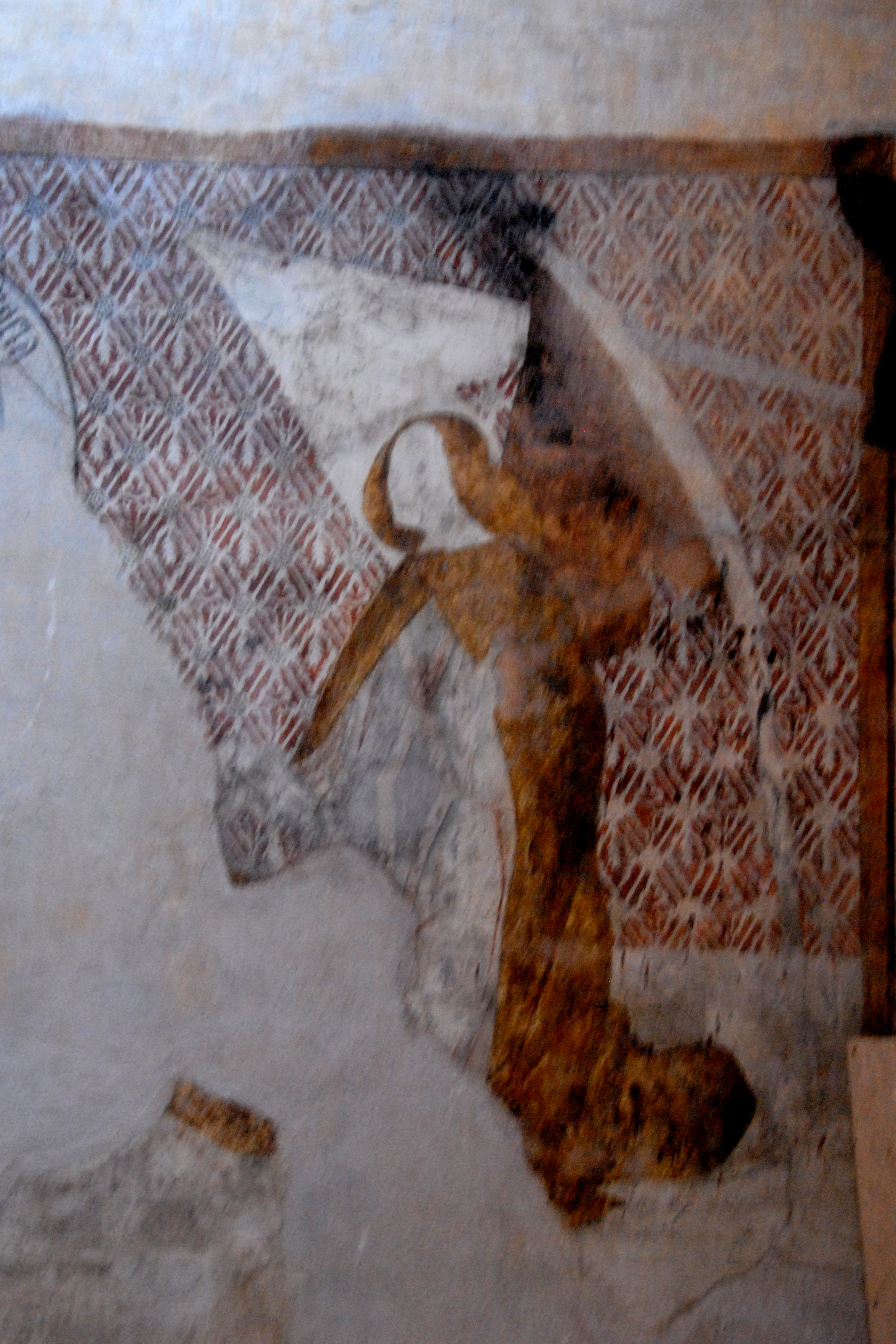
Fresko 1. Joch, Blendarkade Südwand
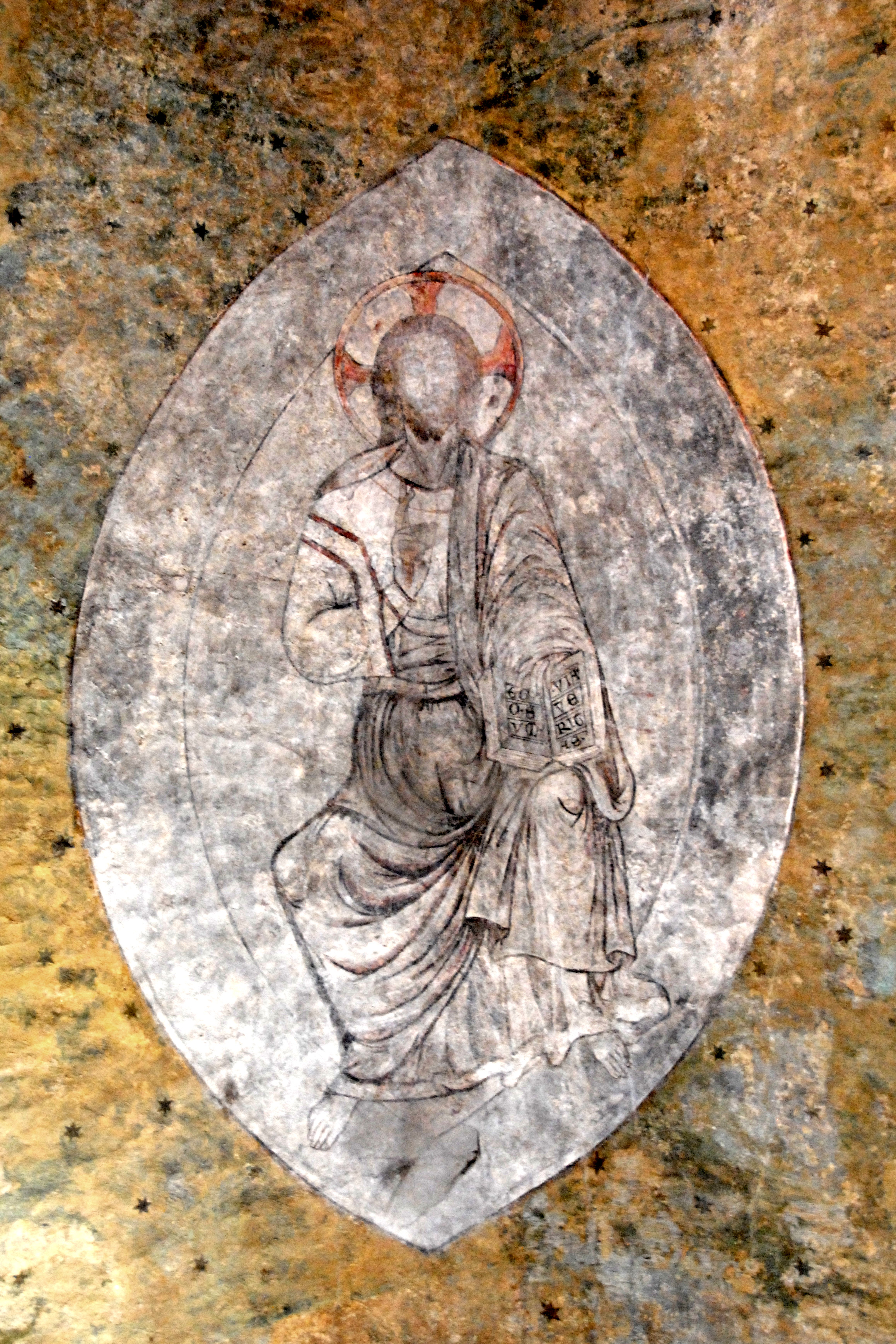
In Gewölbemitte, Christus in der Mandorla

Auf der Wand über dem Triumphbogen der Vierung ist in der Mitte eine Kreuzigungsgruppe mit Christus am Kreuz, Maria und Johannes dem Täufer dargestellt. Am unteren Bildrand wird die Gruppe von Mönchen und Äbten begleitet, unter ihnen wahrscheinlich auch der heilige Robert, der Gründer der Abtei. Ein Mönch unten links wendet sich einer kleineren Person zu, der aus dem Mund ein undefinierbares Gebilde entströmt. Es könnte sich um eine Dämonenaustreibung handeln. Die Kreuzigung wird von kleineren Szenen flankiert, insbesondere links oben die Beisetzung der Jungfrau Maria, die von Aposteln umringt und von Gott empfangen wird, und rechts das Martyrium des heiligen Andreas, des Kirchenpatrons, der statt an dem gewohnten Andreaskreuz in X-Form an einem lateinischen Kreuz hingerichtet wird, das der Künstler horizontal aufstellte, mit dem Querbalken in die Erde gerammt. Drei Schergen binden auf Kommando eines vierten den Todgeweihten an Unterarmen und Unterschenkeln an das Kreuz. Unmittelbar unter der großen Kreuzigungsgruppe ist genau mittig eine helle runde Scheibe dargestellt. Dieser streben auf beiden Seiten zwei Engel mit weit gespreizten Flügeln entgegen und tragen etwas nicht Definierbares in den Händen.
Auf der gegenüber liegenden Westwand befindet sich die Verkündigungsszene, auf einer Seite des Fensters ist der Erzengel Gabriel, auf der anderen die Jungfrau Maria zu erkennen; sie gehören zu den gelungensten der Wandmalereien.
Auf beiden Seiten des Hauptschiffs erstrecken sich knapp über den Arkadenbögen zwei breite, durchlaufende, waagerechte Bänder, die quadratische und rechteckige Felder mit verschiedenen Szenen enthalten. Die Bänder werden oben von einem rot-gelben Streifen und unten von zwei rot-gelben Streifen begrenzt. Dazwischen befindet sich ein breiterer Streifen, der mit geometrischen Ornamenten dekoriert ist. Die Bänder enden jeweils mit einem dreidimensional gemalten Vorhang und werden auch von einigen Vorhängen unterbrochen. Darauf folgen die vier Evangelisten im byzantinischen Stil, jeder ist an einem Pult sitzend bei der Niederschrift der Evangelien dargestellt.
Zwischen den Evangelisten reihen sich auf der Nordseite fünf Szenen aus der Passion Christi auf: Geißelung, Kreuztragung, Kreuzigung, Kreuzabnahme und Beweinung Christi.
Besonders beachtenswert ist etwa in der Mitte der Südwand eine allegorische Darstellung der Schwarzen Pest. Sie hat die Gestalt einer verschleierten Frau und schleudert mit beiden Händen die Pestpfeile auf die Menschen, die links und rechts zu Boden sinken: Papst, Bischof, Kanoniker, Mönch, Nonne, niemand bleibt verschont. Das Bild links davon zeigt auf kariertem Untergrund einen Abt mit Krummstab, dem eine vornehm gekleidete Dame gegenübersteht und eine zweite sich zu ihm in Ehrerbietung herabneigt. Vielleicht handelt es sich um Judith d’Auvergne, die im Priorat von Comps empfangen wurde. Das Bild rechts der Pestszene zeigt einen thronenden Christus, der eine schwarz gekleidete Nonne segnet. Der Text darunter teilt das Alter der Bildfolge mit: „Im Jahre 1315 habe ich, Louise de Vissac, nach vorheriger Beratung mit meinen Mischwestern, Güter dieser Kirche verkauft, um vom Erlös diese Fresken malen zu lassen.“. Nach einem weiteren Vorhang ist die Erhebung von Maria Magdalena zu den sieben Gebetszeiten durch Engel dargestellt. In die Bildfolgen eingestreut sind insgesamt vier rechteckige Nischen im Hochformat, die zur Verbesserung der Raumakustik beitragen sollen.
Die Gewölbefläche zwischen den Bändern weist einen Untergrund auf, der in gelblichen bis grauen Tönen gefärbt ist. Darauf sind kleine dunkelfarbene Sterne eingestreut. Etwa in Gewölbemitte ist ein großer preisender Christus in der Mandorla zu sehen, der auf seinem Schoß ein geöffnetes Buch präsentiert, auf dem in lateinischen Majuskeln zu lesen ist: EGO SUM VIA VERITAS (Ich bin der Weg, die Wahrheit) (Joh 14,6 ).
Auf der Südwand des Hauptschiffs und auch im Chor ist in mittlerer Arkadenhöhe ein breites schwarzes Band, ein „Trauerband“ (frz.Litre funéraire) mit den Familienwappen der verstorbenen Äbtissinnen, von denen Guerin de Lugeac und Le Long de Chenhilac zu erkennen sind. Es wird auch als Trauerflor bezeichnet.

Freskenbänder
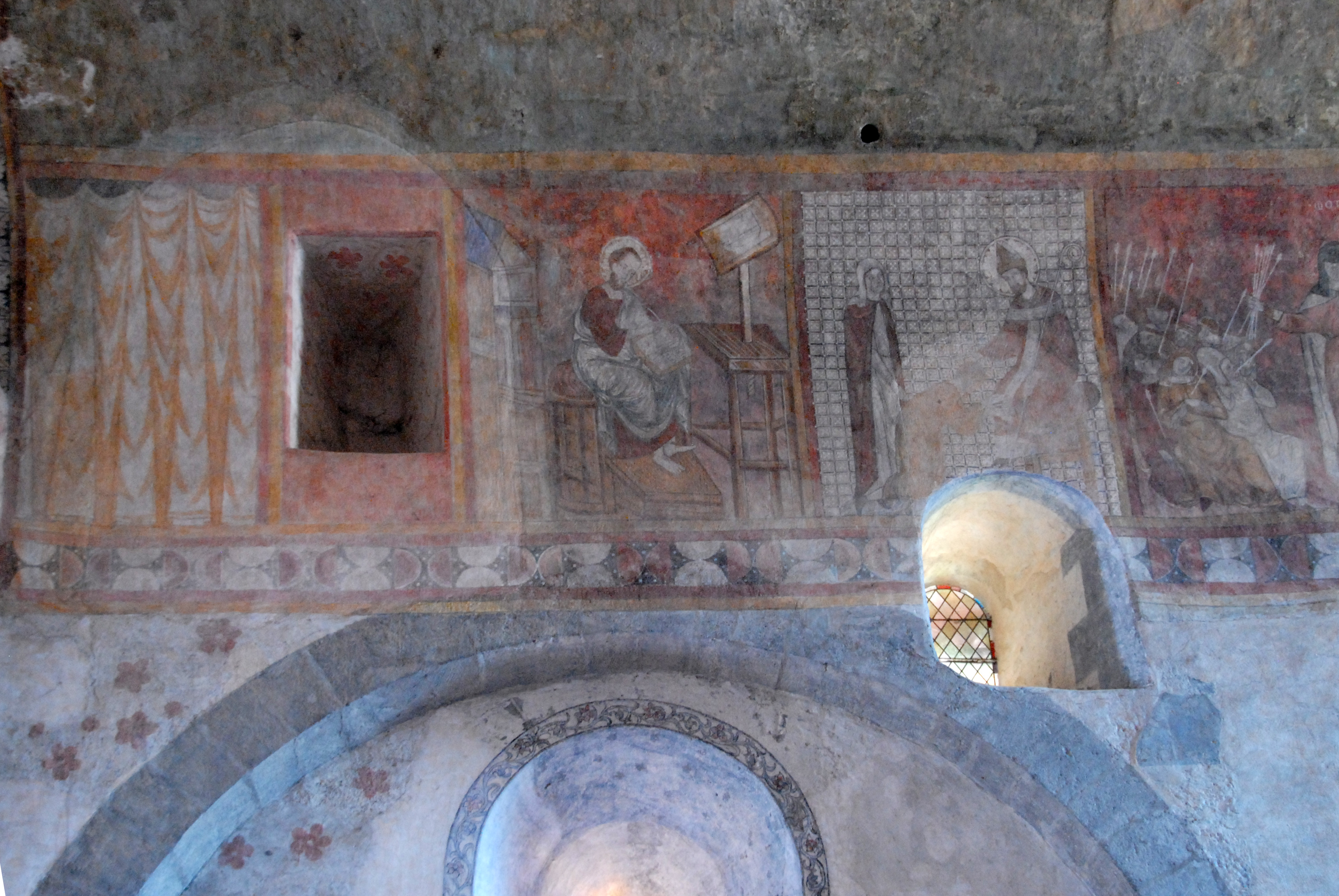
Südwand: Vorhang; Bischof empfängt Nonne Judith(?)
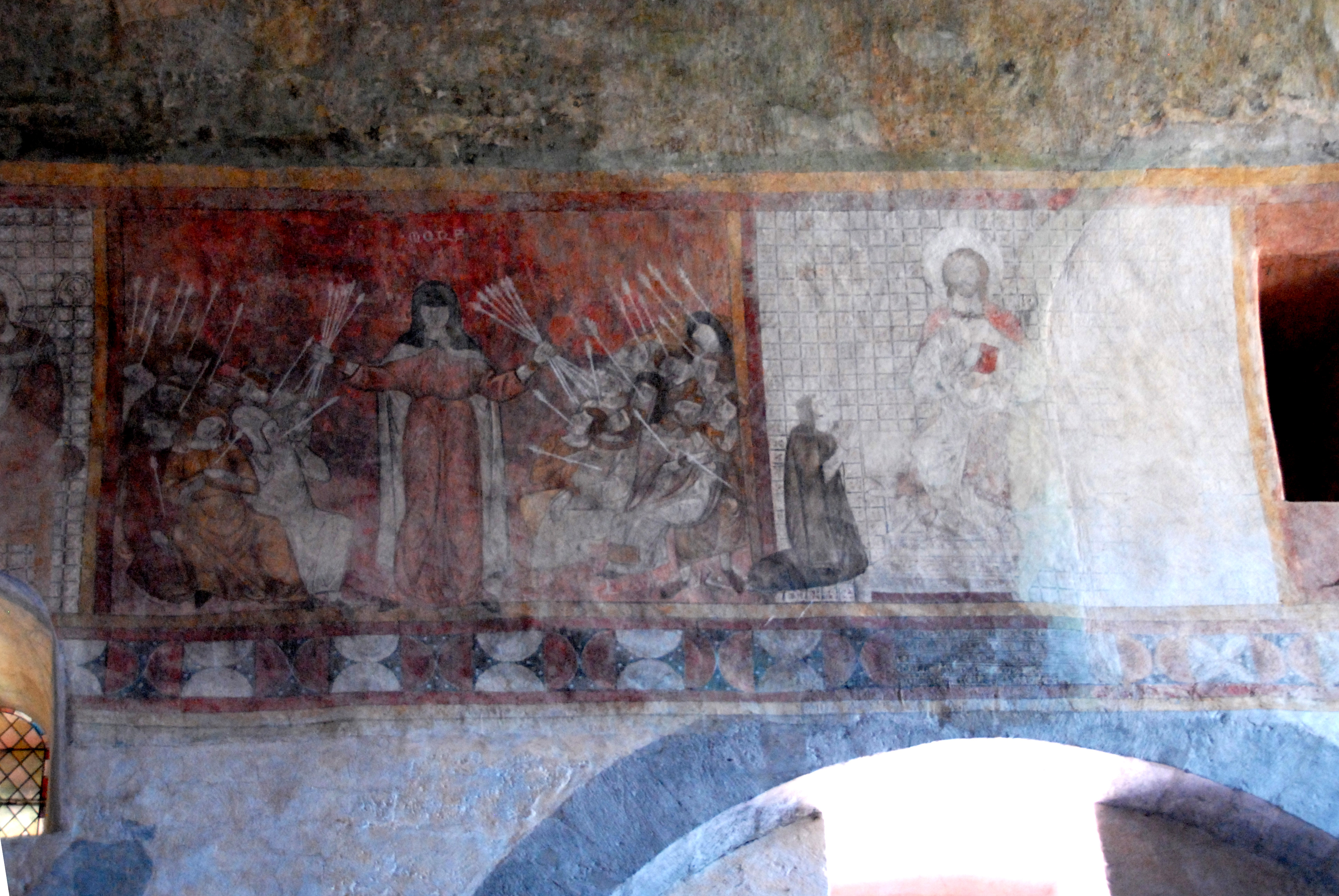
Südwand: Die schwarze Pest; Christus segnet Nonne
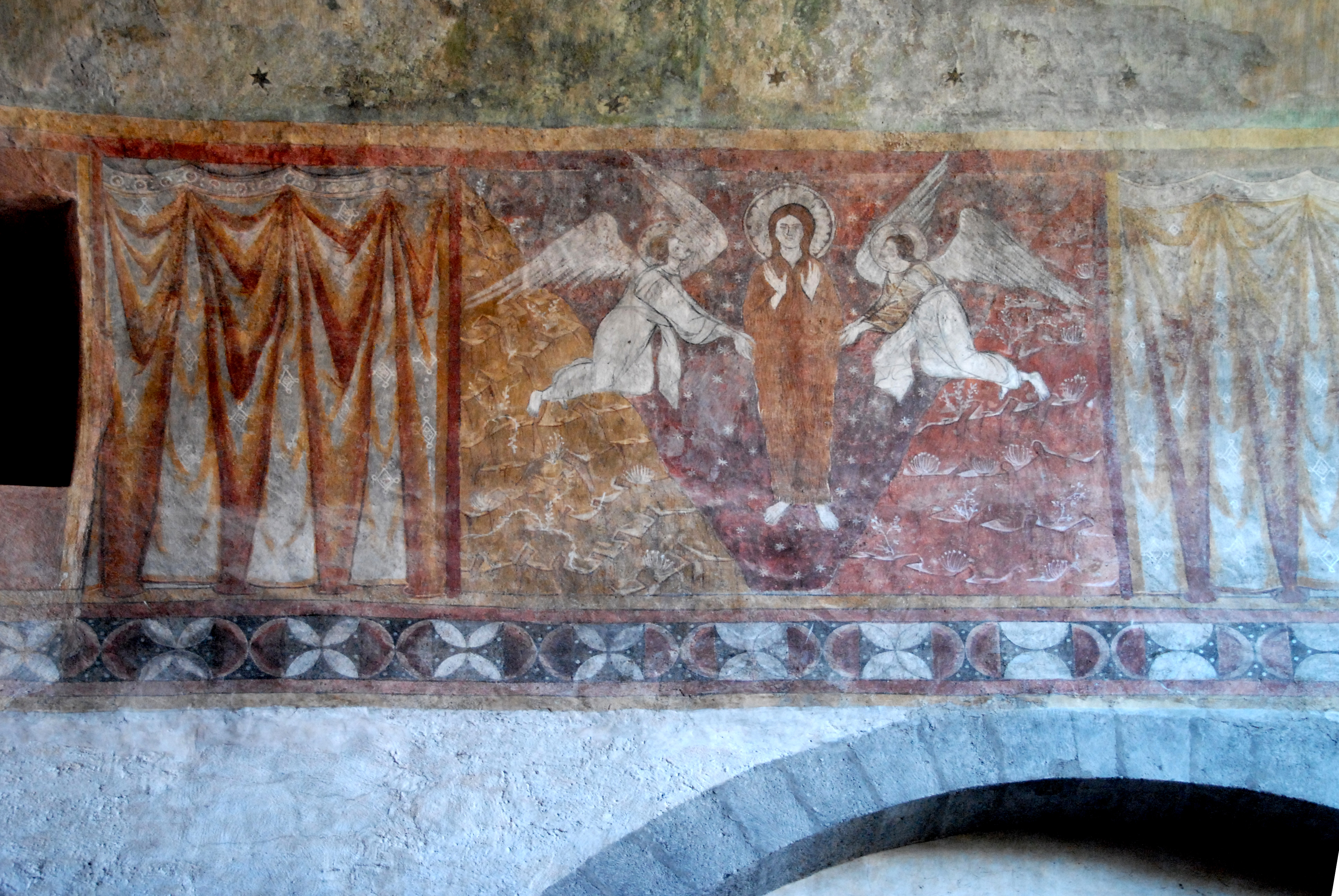
Südwand: Erhebung Maria Magdalenas durch 2 Engel
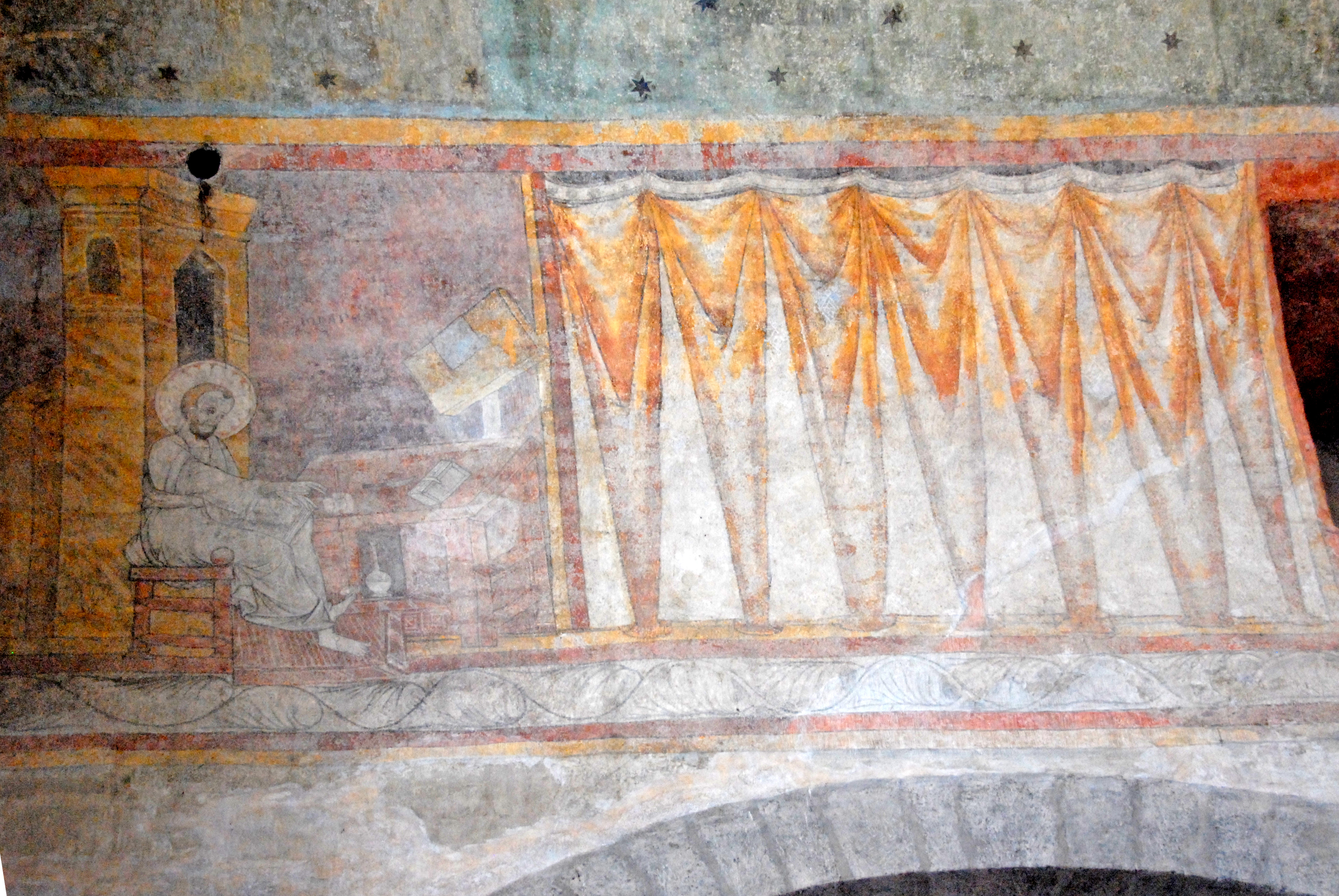
Nordwand, v. l.: Evangelist; Vorhang
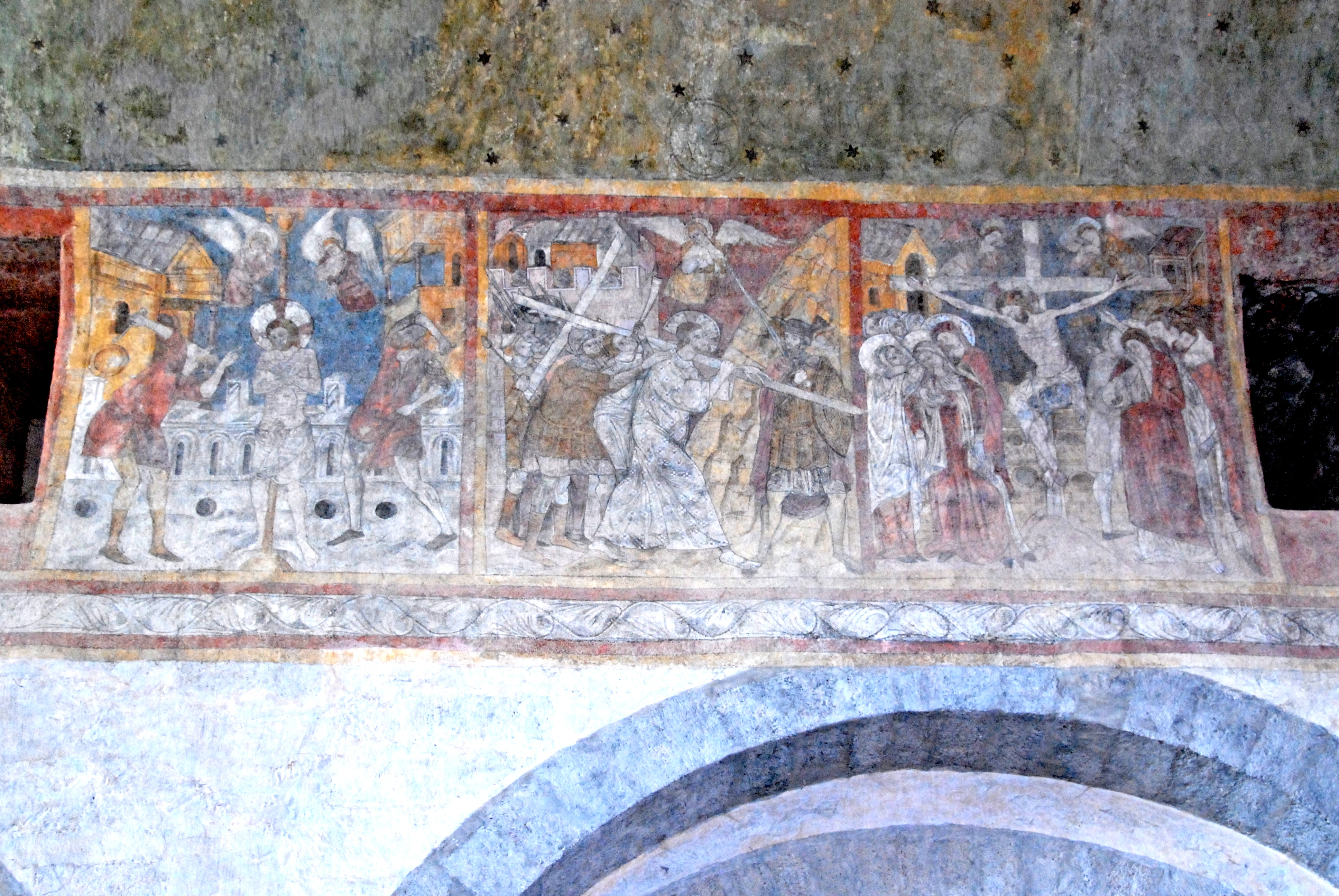
Nordwand, v. l.: Geißelung, Kreuztragung und Kreuzigung
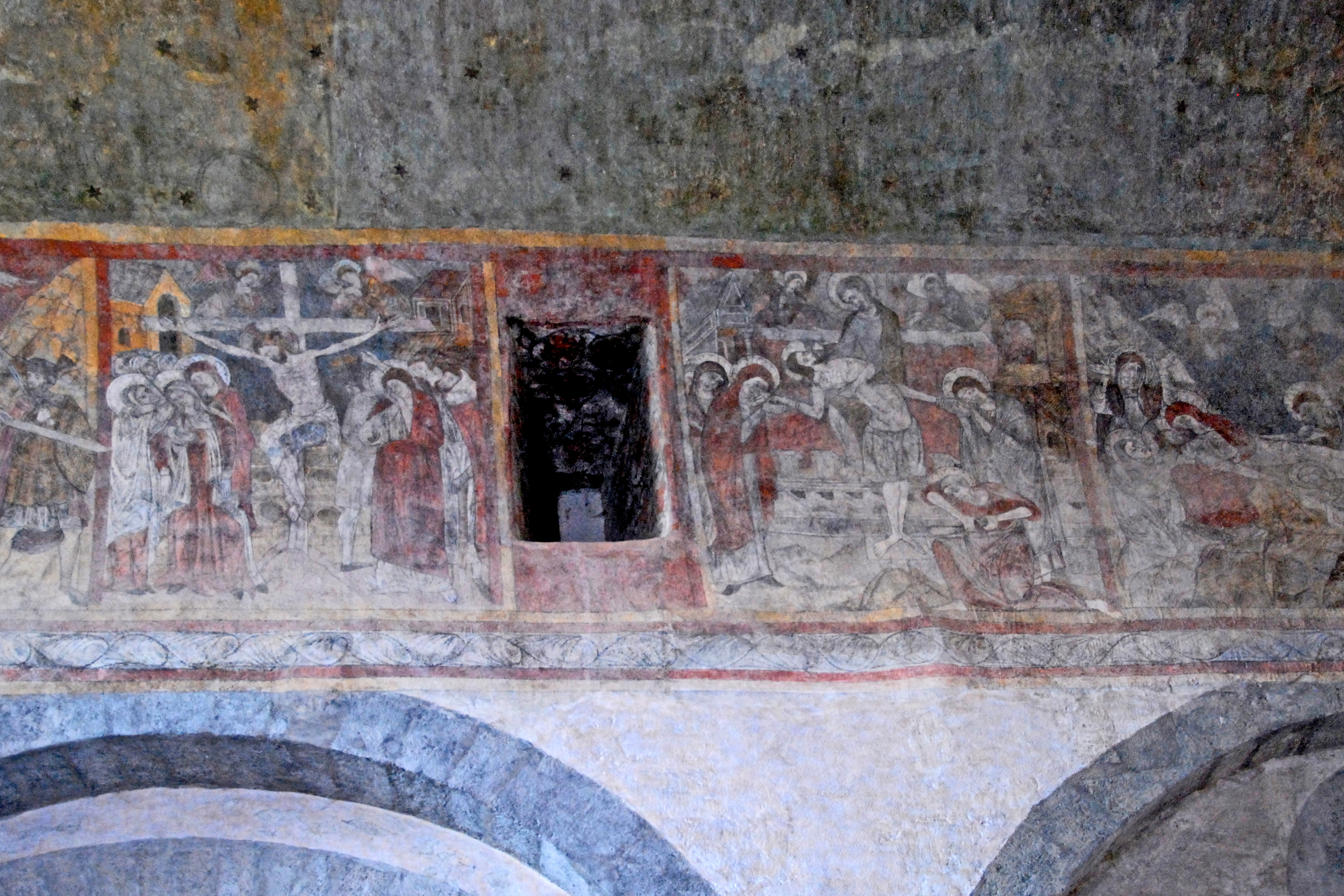
Nordwand, v. l.: Kreuzigung und Kreuzabnahme
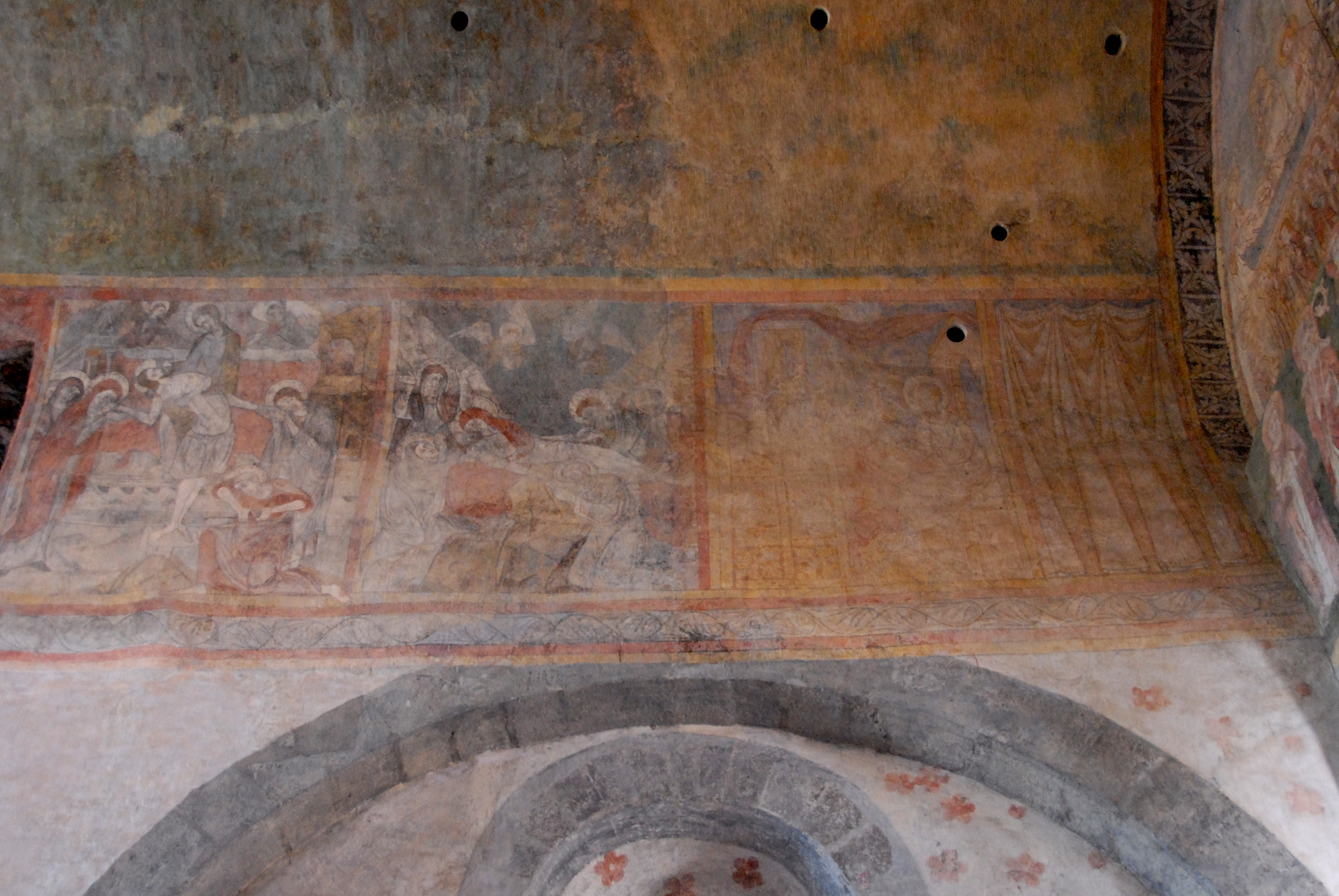
Nordwand: Kreuzabnahme und Beweinung; Evangelist; Vorhang
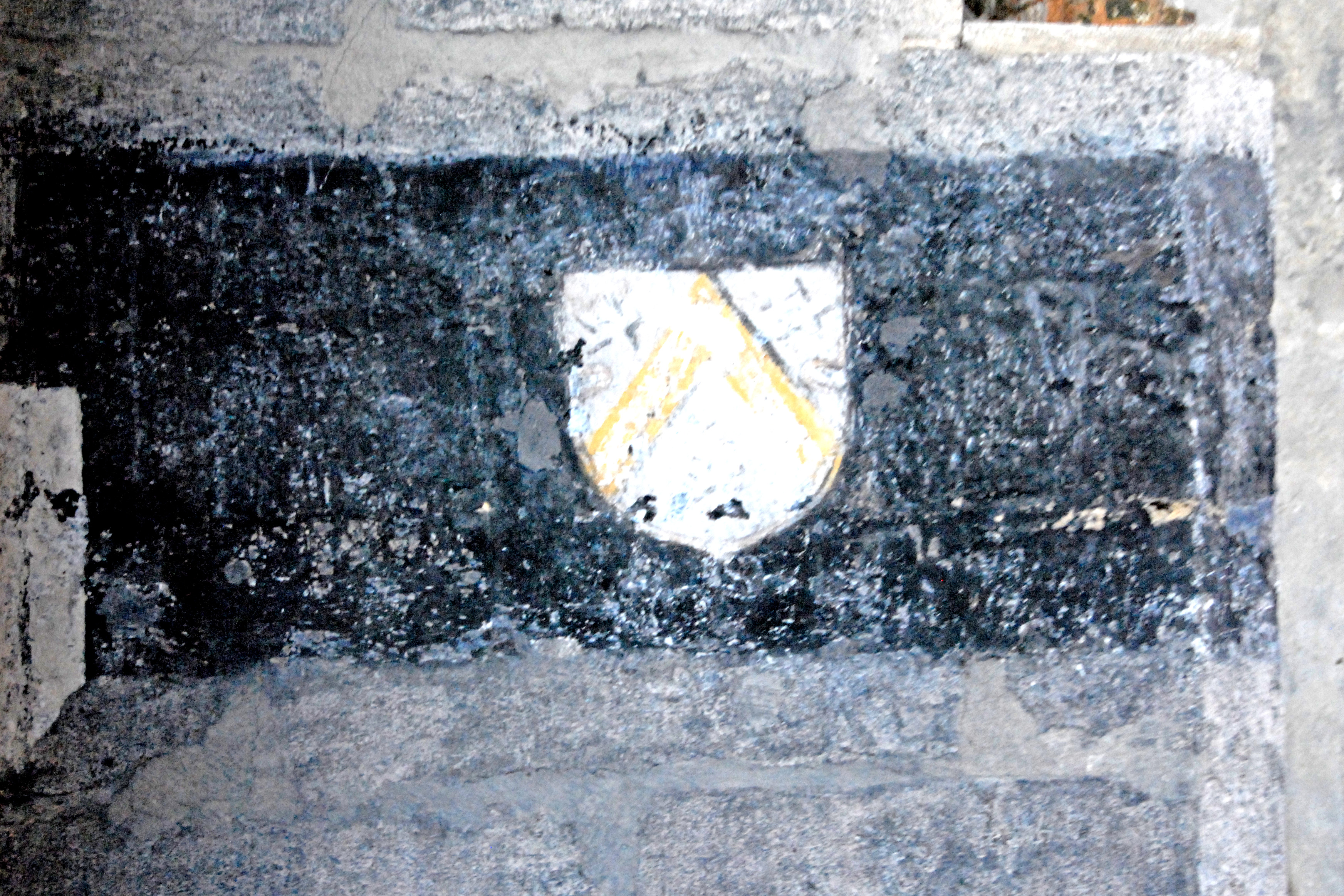
Südwand: „Begräbnis-Liste“ mit Familienwappen im Hauptschiff

### Fresken im Refektorium
Die Ostwand des Refektoriums, circa 5,50 Meter breit und 6 Meter hoch, wird von einem beachtenswerten Fresko bedeckt. Der untere Abschluss ist rechteckig, der obere entspricht der Kontur der angespitzten Tonnenwölbung.
Die Wandmalerei wird durch Bänder eingefasst und einmal waagerecht unterteilt. Die Bänder sind mit Rankenornamenten auf dunklem Grund geschmückt und durch gelb-rote Streifen begrenzt. Eine gewaltige Majestas Domini beherrscht das obere Feld. Christus entbietet mit der Rechten den Segensgestus – ähnlich einer Schwurhand – und hält mit der Linken ein T-förmiges Zepter, welches er auf der Thronlehne abstützt. Das Gesicht ist fast unkenntlich geworden. Seinem Nimbus fehlt das sonst übliche Kreuz, stattdessen quellen beidseitig des Hauptes flügelähnliche Strukturen hervor. Auf dem wuchtigen Thron mit kräftigen gepolsterten Armlehnen ist ein helles Tuch ausgebreitet, das fast bis zum Boden reicht. Das kreisförmige Gebilde hinter dem Rücken Christi könnte eine hohe Lehne sein, die große Ähnlichkeit mit einem Strahlenkranz aufweist. Die nackten Füße Christi ruhen auf dem rechtwinkligen Kubus eines Bänkchens. Der Oberkörper ist im Verhältnis zu den Beinen ungewöhnlich klein geraten. Ein Freskomaler stand stets unter dem Druck, dass ihm der Putz nicht austrocknen durfte. Es wird daher vermutet, eine Fehleinschätzung des Künstlers zu Beginn der Arbeit am unteren Teil des Bildnisses habe zu den nicht ausgewogenen Proportionen geführt.
Die Evangelistensymbole besitzen alle Nimben und gespreizte Flügel, links oben Matthäus als Mensch mit Schriftrollen; darunter Markus, ein Löwe mit einem Buch in den Krallen; links oben Johannes als Adler mit einem Buch und darunter Lukas, der Stier, dessen vordere Gliedmaßen nicht erhalten sind. Man kann aber noch ein Stück eines Buches erkennen. Alle stehen auf wellenförmigen Wolken.
Im unteren lang gestreckten Feld erkennt man in der Mitte die auf einem Thron sitzende Muttergottes, die ihre geöffneten Hände aufwärts gerichtet hält. Sie trägt eine Krone, die ein Kopftuch überdeckt. Hinter ihrem Haupt breitet sich ein goldener Nimbus aus. Maria als gekrönte Königin verkörpert in ihrer hieratischen (strengen) Haltung zugleich die Ecclesia, die Personifikation der Kirche. Auf dem gepolsterten Thron liegt wieder ein Tuch, das bis fast auf den Boden reicht und auf dem ihre nackten Füße ruhen. Über der rechteckigen Rückenlehne liegt ein Tuch in lockerem Faltenwurf. Der Thron wird flankiert von zwei stehenden, sich mit einer Hand auf der Rückenlehne abstützenden Engeln mit aufrecht gehaltenen Flügeln und Nimben hinter ihren Köpfen. Statt einer Rückenlehne könnte hier auch allein ein Tuch dargestellt sein, welches auf einer Stange aufgereiht von den Engeln getragen wird. Die Szene wird aufgelockert durch eingestreute kreisrunde helle Punkte, die vielleicht den Sternenhimmel symbolisieren.

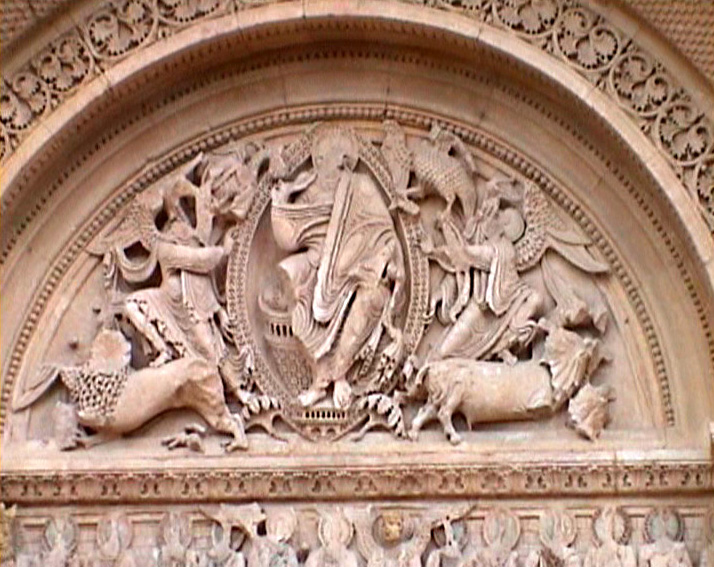
Majestas Domini mit vier geflügelten Wesen (um 1150) Abtei Saint-Fortunat Charlieu, Tympanon des Hauptportals

Zu beiden Seiten der Muttergottes stehen die zwölf Apostel mit Nimben, die ihre Gesichter Maria zuwenden. Ihre Arme und Hände zeigen lebhafte Gestik, einige tragen ein Buch. Die nackten Füße der Apostel und Engel schweben auf wellenartig dargestellten Wolken.
Interessant ist, dass die Unterkanten des Faltenwurfs ihrer Unterkleidung exakt auf einer Höhenlinie verlaufen. Die Farben des Freskos sind zurückhaltend: gelbes Ocker, wenig Grün, auberginefarbenes Violett der Oberbekleidung, der Hintergrund in hellen Farbtönen. Das Szenarium ist nicht unbedingt selten, allerdings erinnern die überschlanken Figuren mit ihrer strengen Gestik und Mimik stärker als sonst üblich an seine byzantinischen Vorbilder. In der Zeichnung der Personen kündigt sich die dem 13. Jahrhundert eigene Stilisierung an. Die Entstehung dieses Freskos, das größte in der Auvergne, wird um 1220 datiert.
Émile Mâle hat Beziehungen zum burgundischen Tympanon von Charlieu (siehe Bild) und einem sehr frühen und sehr weit entfernten Fresko von Bawit in Ägypten aus dem 6. Jahrhundert hergestellt. Diese Vergleiche sollen keineswegs auf eine Beeinflussung von dort hinweisen, sondern lediglich auf das Bestehen eines im Orient seit alters entwickelten Themas.